# Frauen in der Musik

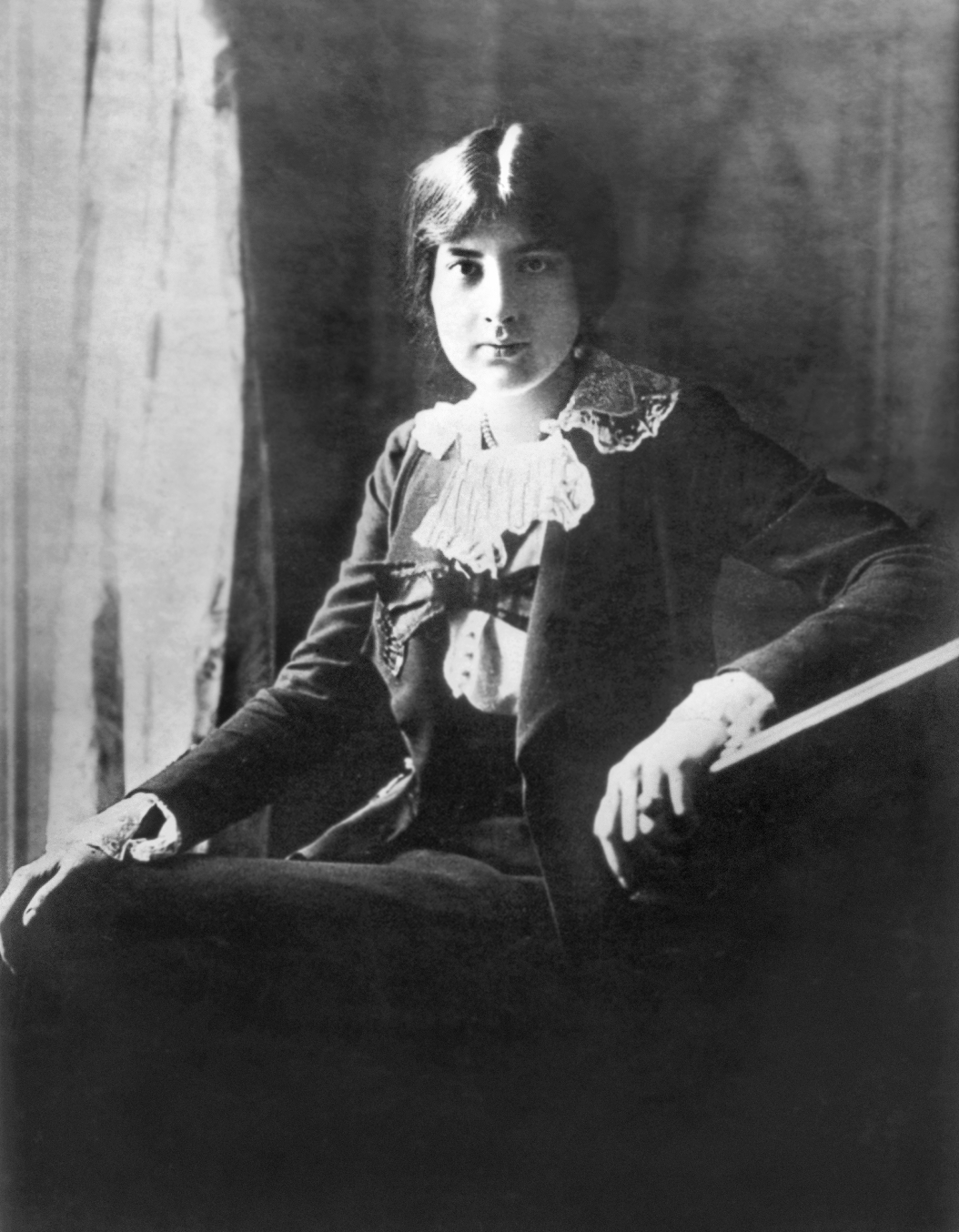
Lili Boulanger (1893–1918), die künstlerisch „frühvollendete“ französische Komponistin, gewann 1913 als erste Frau den Kompositionspreis, Grand Prix de Rome des Pariser Konservatoriums für Musik. Foto von 1918

Frauen in der Musik ist ein interdisziplinäres Forschungsfeld, das sich mit der Rolle, dem Beitrag und der Wahrnehmung von Frauen in der Musikgeschichte (-theorie und -praxis) beschäftigt. Das Thema gewann in Europa seit den 1970er Jahren im Zuge der Frauenbewegung und durch feministische Musikwissenschaft an Bedeutung und Aufmerksamkeit. Innerhalb der Frauenforschung wurde die Frage nach der lange Zeit mangelnden Präsenz schöpferischer Musikerinnen in der Geschichtsschreibung und – bedingt dadurch – bis in die heutige öffentliche Praxis gestellt. Zu keiner Zeit und nirgends in der Welt fehlte musikschöpferisches und -kulturelles Handeln von Frauen, weder im populären Bereich, noch in der „Kunstmusik“ oder „Klassischen Musik“. Ähnlich Frauen in der Wissenschaft oder Politik, treten musikalisch produktive Frauen erst seit Ende des 20. Jahrhunderts aus dem Schatten der männlichen Kollegen. Antworten auf die Fragen nach dem Warum und Wie ergeben sich aufgrund der modernen Genderforschung. Siehe u. a. Annette Kreutziger-Herr, Melanie Unseld (Hrsg.): Lexikon Musik und Gender: Wider die »Rectifizierung« von Musikgeschichte und Wissenschaftswandel seit 1970.
Historische Komponistinnen kommen wieder ins Gedächtnis, moderne Komponistinnen und ausübende Musikerinnen entwickelten Autonomie und Selbstverständnis. Das betrifft mithin Dirigentinnen, Orchestermusikerinnen, Sängerinnen, Kirchenmusikerinnen, freie Musikerinnen, Musikpädagoginnen wie auch Instrumentenbauerinnen, Musikwissenschaftlerinnen, Musikjournalistinnen, Musikmanagerinnen, Mäzeninnen und weitere im Musikleben Tätige.

## Kulturelles Gedächtnis

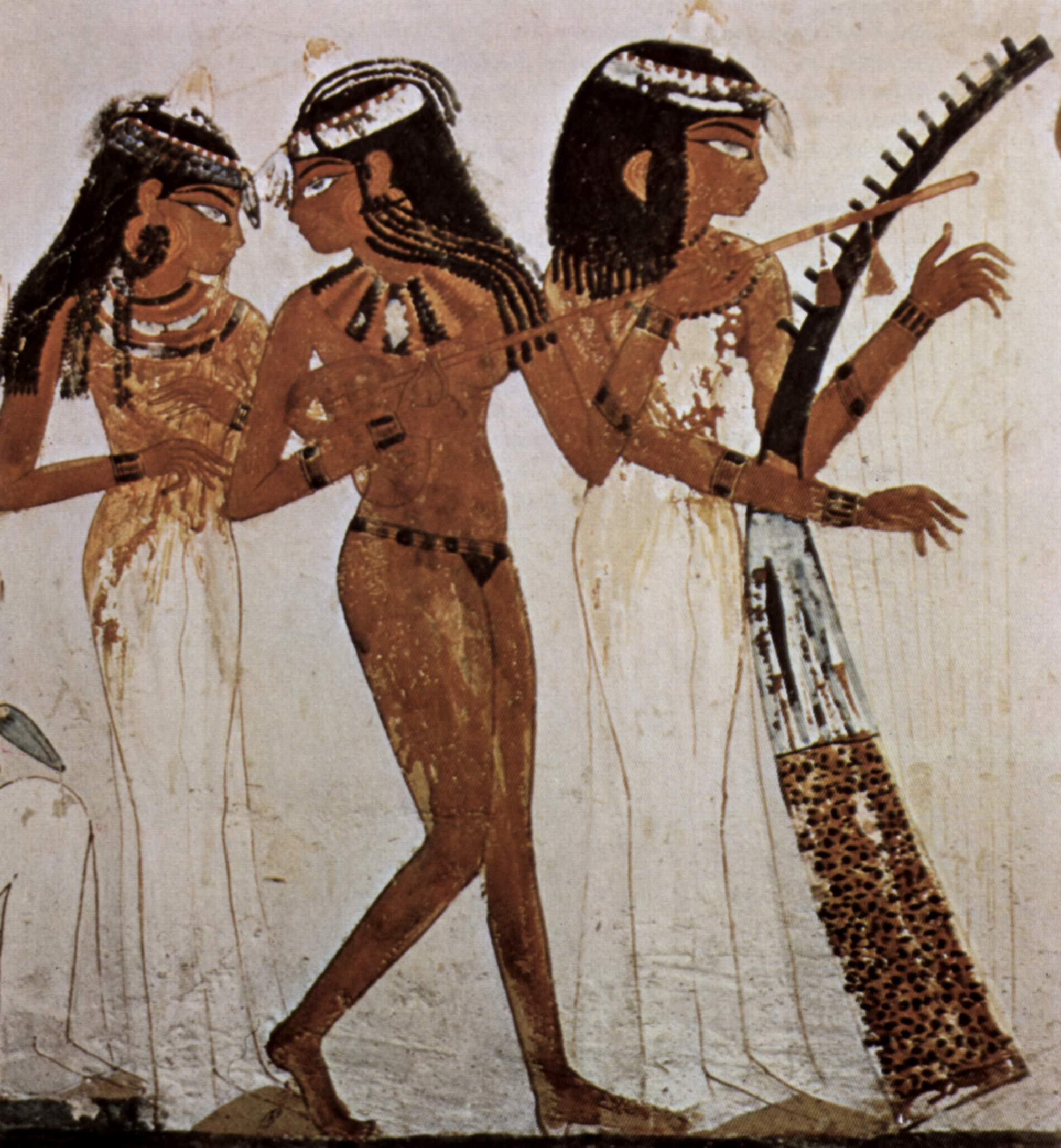
Ägyptische Frauen mit Harfe, Langhalslaute und einem Blasinstrument. Wandmalerei im Grab des Nacht um 1400 v. Chr.

Im Zuge der Zweiten Frauenbewegung in den 1970er Jahren, mit Ausgangspunkt in Deutschland und den USA, rückten die Beiträge von Frauen zur Musikkultur in den Fokus des Interesses. Es zeigte sich, dass Komponistinnen in der Vergangenheit „auf seltsame Weise verschüttet worden“ waren. Bei der ersten „Berliner Sommeruniversität für Frauen“ im Jahr 1976 fehlten die Künste noch weitgehend. 1979 initiierte die Dirigentin Elke Mascha Blankenburg zusammen mit anderen an Musik beteiligten Frauen den „Internationalen Arbeitskreis Frau und Musik“, der schnell rund 100 Mitglieder hatte. „Eine neue Welt unterschlagener Musikgeschichte öffnete sich“. Das internationale Archiv Frau und Musik verfügt zurzeit (2014) über rund 20.000 Medieneinheiten, darunter Werke von 1.800 internationalen Komponistinnen vom 9. bis zum 21. Jahrhundert. Die Fondazione Adkins Chiti: Donne in Musica mit Sitz in Fiuggi (Latio, Italien) beherbergt über 42.000 Partituren, die in Kooperation mit der italienischen Nationalbibliothek katalogisiert werden. Überraschende Funde aus historischer Musikproduktion von Frauen und die Ergebnisse akribischer Spurensuche nach den Ursachen des Vergessens führten zur Erkenntnis, „dass vermutlich einige Kapitel der Musikgeschichte neu und anders geschrieben werden müssen“.
Musikalische Überlieferung als „kulturelles Gedächtnis“ war bis ins 19. Jahrhundert weitgehend durch männliche Auswahlkriterien bedingt. „Trotz einiger (transdisziplinärer) Studien stellt das Gebiet der gendersensiblen Erinnerungs- und Nachlassforschung im Bereich der Musikgeschichte noch weitgehend ein Forschungsdesiderat dar.“ Sowohl praktizierende als auch musikschöpferische Musikerinnen unterliegen seit Jahrhunderten situationsbedingten Klischees und tradierten gesellschaftlichen Behinderungen. Dazu tritt eine unvollkommene Überlieferung beziehungsweise Rezeption. Obwohl die musizierende Frau in ältesten Zeitzeugnissen belegt ist, und die bildlichen und literarischen Zeugnisse weiblicher Musik zu keiner Zeit fehlten, blieb eine Stellungnahme der traditionellen Musikwissenschaft dazu aus. Das bis heute männlich geprägte Musikleben wurde damit als „naturgegeben“ bestätigt. In den anerkannten Musikgeschichten fehlen die Namen von Komponistinnen weitgehend.
Wie an der europäischen Kulturgeschichte abzulesen ist, standen der Kreativität von Musikerinnen, Dirigentinnen und Komponistinnen kulturelle Vorurteile, ökonomische Beschränkungen und oft Häme entgegen. Wie noch im ausgehenden 20. Jahrhundert Dirigentinnen wahrgenommen wurden zeigt, dass sie als „Eindringlinge“ in eine männliche Domäne betrachtet und entsprechend behandelt wurden. „Rot wird sie nur beim Fortissimo“ und Ähnliches war in den Rezensionsüberschriften nach Konzerten mit Dirigentinnen zu lesen.
In Fachkreisen ist seit dem ausgehenden 20. Jahrhundert ein Umdenken gegenüber der künstlerischen Freiheit der Frau zu bemerken, das sich aber auf den praktischen Musikbetrieb noch wenig ausgewirkt hat.

### Musik unter dem „Paulinischen Gebot“
Weibliches Musizieren im Gottesdienst wurde in christlichen und christianisierten Ländern häufig infolge des paulinischen Schweigegebotes eingeschränkt oder verboten. „Frauen sollen in der Gemeindeversammlung schweigen. Ihnen ist es nicht erlaubt, dort zu sprechen.“ (1 Kor 14, 34) Diese Äußerung wurde als Gebot des Apostels Paulus aufgefasst, das Frauen eine Äußerung und Mitspracherecht im Gottesdienst grundsätzlich verwehrt. Auf dieser Grundlage wurde oft auch das Singen und Musizieren der Frau im christlichen Gottesdienst verboten. Viele Forscherinnen und Forscher vermuten indes, dass die Bibelstelle von einem Redaktor eingeschoben wurde und nicht wirklich von Paulus stammt (Interpolationstheorie). Andere Ausleger halten die Stelle für durchaus authentisch, beziehen das Verbot aber nur auf offizielle Verkündigung und nicht die öffentliche oder prophetische Rede im Gottesdienst allgemein, die Paulus im selben Text an anderer Stelle (1 Kor 11,5 ) auch Frauen gestattet habe. Das Verbot wirkte vom dritten Jahrhundert bis in die Neuzeit besonders in katholisch geprägten Gesellschaften im Sinne eines Musizierverbotes für Frauen in der Kirche, was sich indirekt auch auf die weltliche Musikausübung der Frauen auswirkte und auch in nicht-katholischen Gebieten wirksam war.
Die Ablehnung der weiblichen Stimme in der Kirche verstärkte das Kastratenwesen: Gegenüber der körperlichen Unversehrtheit des Sängers galt die hohe Kastratenstimme als das höhere Gut, höher als die Frauenstimme. Der Chor der Capella Sistina in Rom ließ für die hohen Stimmen zunächst Falsettisten auftreten. Je kunstvoller die Musik wurde, desto mehr wurden diese durch Kastraten abgelöst, obwohl die Kastration, die den Knaben die hohe Stimme erhielt, offiziell verboten war. Die Frauen hörten das Singen in ihrer Stimmlage, ohne dass sie Chancen zu einer Ausbildung im Singen bekamen wie die Buben und jungen Männer in den Domschulen.

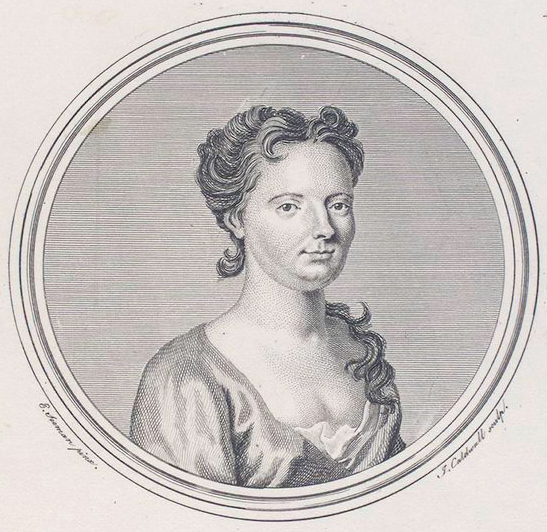
Die Sängerin Francesca Cuzzoni (1696–1778). Stich von James Caldwall (1739–1822) nach einem Bildnis von Enoch Seeman, Muller Collection, New York Public Library

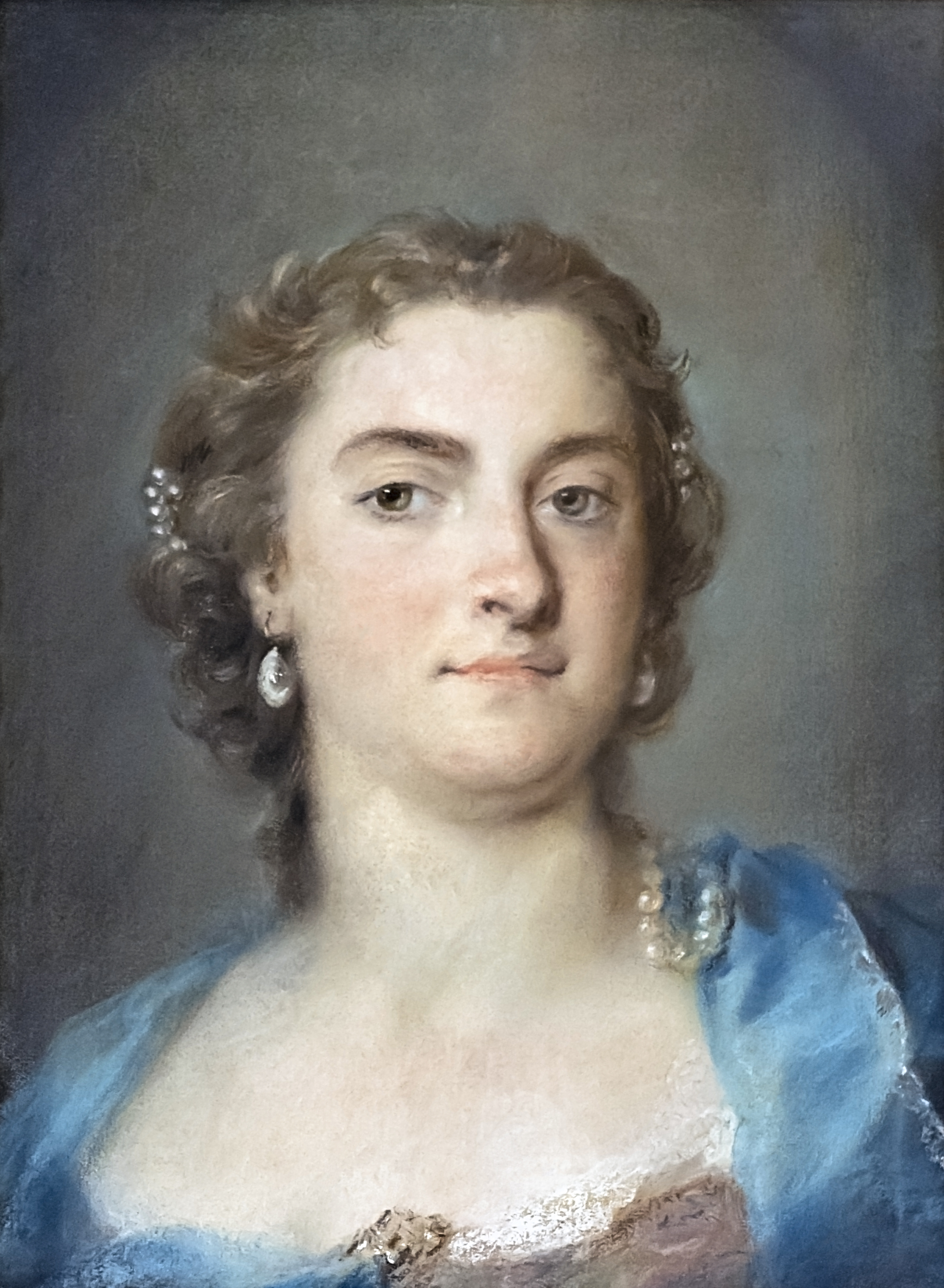
Die Sängerin Faustina Hasse-Bordoni (1697–1781). Porträtiert von Rosalba Carriera, Pastel auf Papier, um 1730

Das 18. Jahrhundert (Aufklärung und Enzyklopädisten) brachte den Frauen keine Befreiung aus Rollenzwang und „selbstverschuldeter Unmündigkeit“ (Kant), sondern ihre Rolle – „Kinder, Küche, Kirche“ – wurde als „naturgegeben“ gefestigt. Folgende Passage aus Karl Heinrich Heydenreichs Buch, Der Privaterzieher in Familien, wie er seyn soll, zeigt, das dies bis in die Pädagogik reichte: so halte ich es für Pflicht des Erziehers, das aufstrebende Genie des Mädchens zurückzudrücken, und auf alle Weise zu verhindern, daß es selbst die Größe seiner Anlagen nicht bemerke. (Doppelte Verneinung: „nicht“). Eine Ausnahme bildeten von jeher jene Musikerinnen (meist Sängerinnen), die als Interpretinnen der von Männern geschaffenen Musik Verehrung genossen, wenn sie die Erwartungen des höfischen oder bürgerlichen Musikbetriebs bedienen konnten. In diesem Zusammenhang wurde im London Journal vom 4. September 1725 die berühmte italienische Sängerin Signora Faustina Bordoni wörtlich als „Rivalin“ der Londoner Diva Francesca Cuzzoni angekündigt. Für das erste Zusammentreffen in der Oper Allessandro am King's Theater wurden die „Rivalinnen“ vom Komponisten Georg Friedrich Händel mit derselben Anzahl Arien und denselben gesanglichen Anforderungen bedacht, was nicht der üblichen formalen Konvention der Operndramaturgie entsprach und die Rivalität anheizte. Im folgenden Jahr stachelte das parteiische, sensationslüsterne Publikum die beiden Künstlerinnen abwechselnd durch parteiisches Zischen beziehungsweise Anfeuern zu einer auf der Bühne ausgetragenen Fehde auf (6. Juni 1727). Die satirische Zur-Schau-Stellung (also die Verspottung der Künstlerinnen) dieser „berühmten“ Fehde trug 1728 mit zum großen Erfolg der sogenannten „Bettleroper“ von John Gay und Johann Christoph Pepusch – The Beggar’s Opera – bei.

### Weißer Fleck auf der Landkarte der Musikgeschichte
Der von Eva Rieger in Frau, Musik und Männerherrschaft formulierte weiße Fleck auf der Landkarte der Musikgeschichte bezieht sich auf unbeachtete, marginalisierte schöpferische, praktische und theoretische Gestaltung von Musikleben durch Frauen. Das Sophie Drinker Institut in Bremen erarbeitete das Lexikon Europäische Instrumentalistinnen des 18. und 19. Jahrhunderts, das rund 700 bisher kaum bekannte Musikerinnen erfasst (Stand 2014). Damit werden zugleich Musiklehrerinnen und Komponistinnen erfasst, die meist als professionelle Instrumentalistinnen wirkten (und umgekehrt).

### Das Répertoire International des Sources Musicales
Die Kataloge des Répertoire International des Sources Musicales (RISM, Internationales Repertoire der musikalischen Quellen) enthalten gedruckte Werke (Serie A/I) und Musikhandschriften (Serie A/II) einer bisher unbekannten Anzahl internationaler Komponistinnen. Im RISM ist das in Bibliotheken, Archiven, Klöstern, Schulen und Privatsammlungen auffindbare Noten-Repertoire (Drucke und Handschriften) alphabetisch nach Namen (Serie A) und systematisch nach Werkgruppen (Serie B) erfasst. Auch wenn der Zeitraum der europäischen Kunstmusik ab der Erfindung des Notendruckes (2. Hälfte des 15. Jahrhunderts) relativ gut erhellt werden kann, ist eine unstrittige Zahl an Komponistinnen für diese Zeit bisher nicht ermittelt worden. Auswertungen des RISM werden wissenschaftlich diskutiert, und von spezialisierten Verlagen publiziert. Eine ungefähre Zahl der unbekannten Komponistinnen zu ermitteln oder zu schätzen ist nicht möglich, weil mit den üblichen Suchoptionen nur Werke der namentlich bereits bekannten Komponistinnen gefunden werden können (das gilt genauso für Komponisten).

## Spurensuche nach früher weiblicher Musiküberlieferung
In der Musik der „Naturvölker“ gibt es keine Musiker im spezialisierten Sinn: alle Stammesmitglieder musizieren zusammen. Die Musik diente vorwiegend kultischen Zwecken. Von der Entu-Priesterin (Hohepriesterin) En-hedu-anna, die im 3. Jahrtausend vor Christus in der Stadt Ur in Mesopotamien lebte, sind 40 Tempelhymnen überliefert. Abbildungen aus altbabylonischer Zeit auf Rollsiegeln und Terrakotta-Reliefs stellen musizierende und tanzende Frauen dar. Archäologische Funde (meist Terrakottafigurinen) im syropalästinensischen Raum zeigen, dass Rahmentrommeln in dieser Gegend mit Vorliebe von Frauen gespielt wurden. Sie (hebräisch tof) gehören zu einer säkularen (weltlichen) Gesangs- und Tanztradition, die jüdische Frauen im Jemen bis zu ihrer Emigration weiterpflegten.
In der griechischen Antike war die normale Frau gesellschaftlich untergeordnet, Musik wurde hauptsächlich von Hetären gepflegt.
Aus der klassisch-griechischen Epoche wurden im sechsten Jahrhundert vor Christus die Philosophin Myja, die unbekannte Tochter des Pythagoras, oder Sappho, die bekannte Dichter-Musikerin bekannt. Die Lyrikerinnen Myrtis, Telesilla und Praxilla, alle drei aus dem fünften Jahrhundert, gibt Clemens M. Gruber als Komponistinnen an (leider ohne Beweise anzuführen). Im dritten Jahrhundert nach Chr. lebte die in China bis heute verehrte Dichter-Komponistin Cai Wenji (177–250), von der sich Kompositionen erhalten haben. Die klassisch-persische Musik im (heutigen) Iran geht auf das 6./7. Jahrhundert n. Chr. zurück. 
Wann, wo und warum Frauenfeindlichkeit in der Musik entstand, die im Christentum explizit Frauen ausschloss, muss offenbleiben.

## Wiederentdeckungen aus den Frauenklöstern

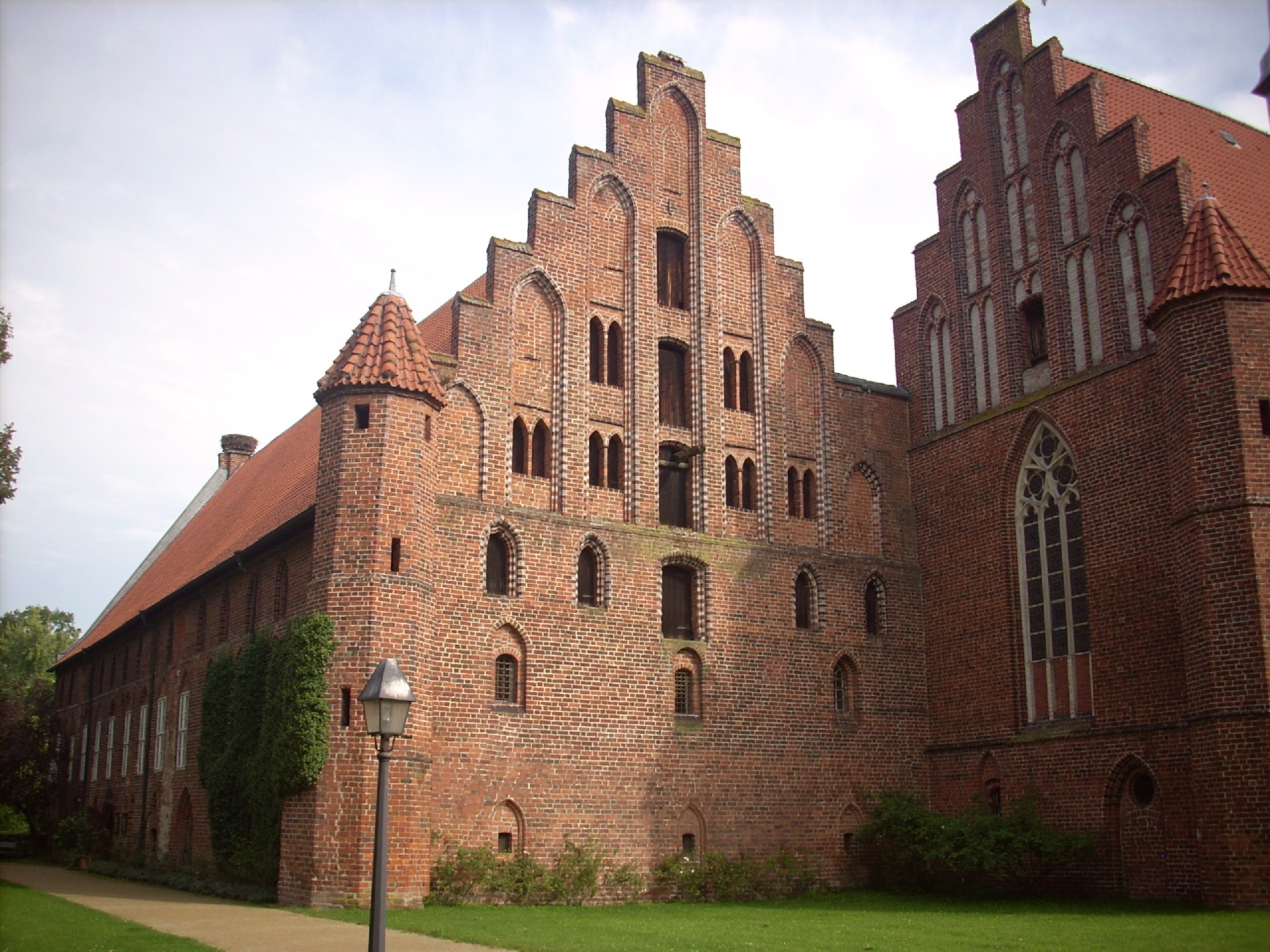
Kloster Wienhausen bei Celle

Die Frauenklöster waren früher und bis weit über das Mittelalter hinaus die wichtigsten Stätten für Frauenbildung, in denen sich eine selbständige weibliche Musik der Frauen entfalten konnte. Zu den frühesten Zeugnissen religiösen und weltlichen Musizierens gehören die Gesänge in byzantinischer Notenschrift der Klostergründerin Kassia (um 810–865).
Die Klostermusiken von Nonnen wurden erst in heutiger Zeit wiederentdeckt, beispielsweise Werke von Hildegard von Bingen (1098–1179).
Linda Maria Koldau erschloss die Geschichte der an das Mittelalter anschließenden, trotz aller Einschränkungen florierenden Musik der deutschsprachigen Frauenklöster. Trotz Pauluswort und Überwachung durch die Amtskirche war der von einer Cantrix geleitete Gesang der Nonnen das Fundament ihrer Gottesdienste.
In der Geschichte des norddeutschen Klosters der Zisterzienserinnen in Wienhausen werden Malereien im Nonnenchor der Klosterkirche als Anzeichen für eine reichhaltige historische instrumentale Praxis gedeutet, die demnach dort, dem Ort des Wienhäuser Liederbuches. schon im 14. Jahrhundert gepflegt wurde. Ikonographische Darstellungen zeigen musizierende Frauen mit Fiedeln, Lauten, Flöte, Hackbrett und Psalterium. 1470 wurde das Instrumentalspiel und das weltliche Singen nach einer „gewaltsamen Klosterreform“ weitgehend verboten.

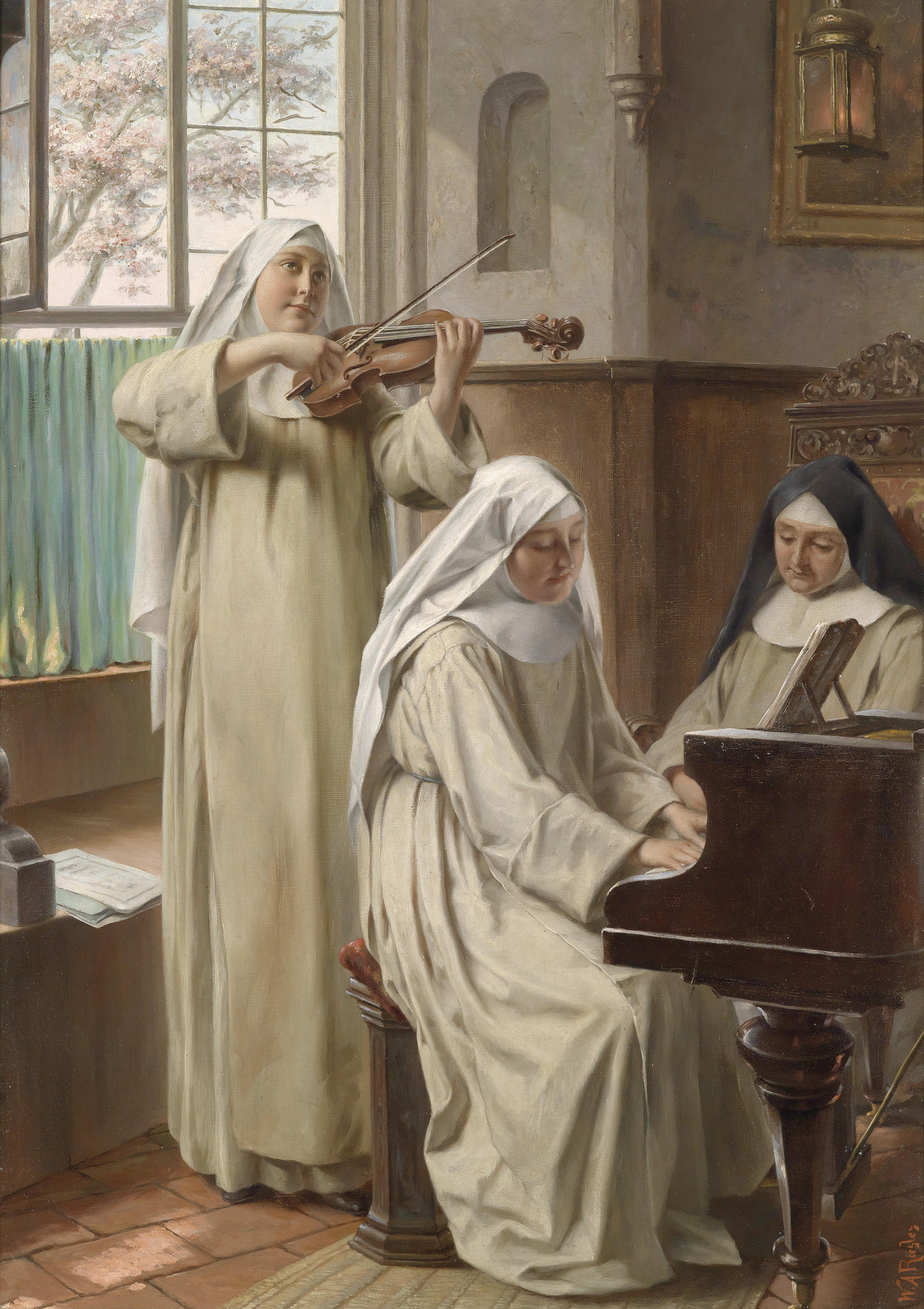
Vorstellungswelt des 19. Jahrhunderts: August Wilhelm Roesler: Musik im Kloster, Ölgemälde

Besonders „[…] in den norditalienischen Frauenklöstern (gab es) seit der Mitte des 16. Jahrhunderts eine ungebrochene Tradition weiblicher Kompositionstätigkeit“:
- Vittoria Raffaella Aleotti (1475–nach 1646, Ferrara)
- Caterina Assandra (um 1590–nach 1618, Mailand),
- Faustina Borghi (?–? Modena),
- Sulpicia Cesis (1577–nach 1619, Modena),
- Claudia *Francesca Rusca (1593–1676, Mailand)
- Chiara Margarita Cozzolani (1602–1676, Mailand).[41]

Bei den Benediktinerinnen kam es zu einer höheren Kunstfertigkeit als in anderen Orden.
Vittoria Raffaella Aleotti (1575–nach 1646), eine im 18. Jahrhundert auch in Deutschland bekannte Benediktinerin, erhielt ihre professionelle musikalische Ausbildung bei Eintritt in den Benediktinerinnen-Orden San Vito in Ferrara. Als maestra di concerto der hochstehenden, aus zahlreichen Mitwirkenden bestehende Aufführungen der Nuns of San Vito verwendete sie zum Dirigieren der Instrumente bereits einen Taktstock, was innerhalb der Musikgeschichte ein Unikat darstellt. Der vielstimmige Druck ihrer Sacre cantiones à quinque, septem, octo, & decem vocibus decantande unter ihrem Klosternamen „Raffaella Aleotti“ belegt eine hochstehende Chorpraxis.
Chiara Margarita Cozzolani (1602–1676) aus dem Benediktinerinnen-Kloster Santa Radegonda in Mailand gehört zu den im 20. Jahrhundert bekannt gewordenen Klosterkomponistinnen. Klangbeispiele aus ihrem Werk auf CD, wie die ihrer Marienvesper, beweisen ein weit über die regionalen Grenzen hinaus wirkendes Konzertleben, ähnlich den Mädchenospedali Venedigs.
Isabella Leonarda (1620–1704) leitete die Musik im Ursulinenkloster Novara. Zu ihren Lebzeiten wurden 20 Sammlungen ihrer Werke gedruckt, womit sie auch quantitativ mit Komponisten ihrer Zeit konkurrieren kann. Die enthaltene Instrumentalmusik, als solche (nicht textgebundene Musik) lange verboten, legt nahe, dass sie auch für nichtklösterliches Publikum komponiert wurde, zumal Ursulinen nicht streng auf die klösterliche Klausur verpflichtet waren.

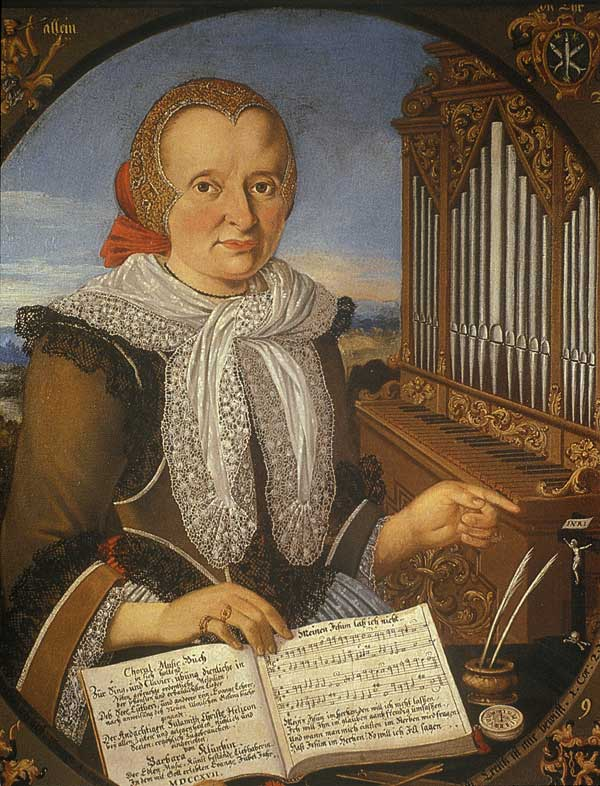
Barbara Kluntz (1661–1730) lebte in Ulm in einer freien religiösen Frauengemeinschaft und kam als Musiklehrerin zu hohem Ansehen. In der Hand hält sie ihr 1717 erschienenes Choral-Music-Buch (Malerei um 1717)

## Historische Zentren für weibliche musikalische Förderung

### Ferrara
Aus mehreren Quellen ergibt sich, dass in Ferrara seit der Renaissance eine besonders hochstehende Frauenmusik-Kultur bestand, insbesondere während der Zeit des Herzogs Alfonso II.
Der Einfluss des berühmten Frauenensembles Concerto delle Donne wirkte sich in Oberitalien bis nach Bayern aus. Die Sängerinnen gestalteten Gesangsformen, die in die Oper mündeten: Madrigale, Pantomimen, Intermedien und Balli (Tänze). Dabei standen sie im engen Kontakt mit Meistern der Florentiner Camerata wie Giulio Caccini und Alessandro Striggio. Der Herzog, der für Hof und Stadt die „Academia dei Concordia“ gründete, hatte 32 Musiker im Engagement, die sich mit den Bürgern und Bürgerinnen der Stadt zu gemeinsamen Konzerten vereinigten.
Vom hohen musikalischen Niveau am Ferrareser Hof profitierte die Komponistin und Organistin Vittoria Raffaella Aleotti bereits als fünfjähriges Kind, als sie von Hofmusikern unterrichtet wurde. Sie wurde Nonne und Priorin im Ferrareser Benediktinerinnen-Kloster San Vito, das selbst eine berühmte musikalische Stätte war. Ihre für dieses Kloster komponierten Ensemble-Gesänge mit bis zu zehn Stimmen beweisen eine hohe Anzahl der Beteiligten. Die Nonnen dort spielten Blas- und Streichinstrumente ohne Einschränkungen.

### Venedig

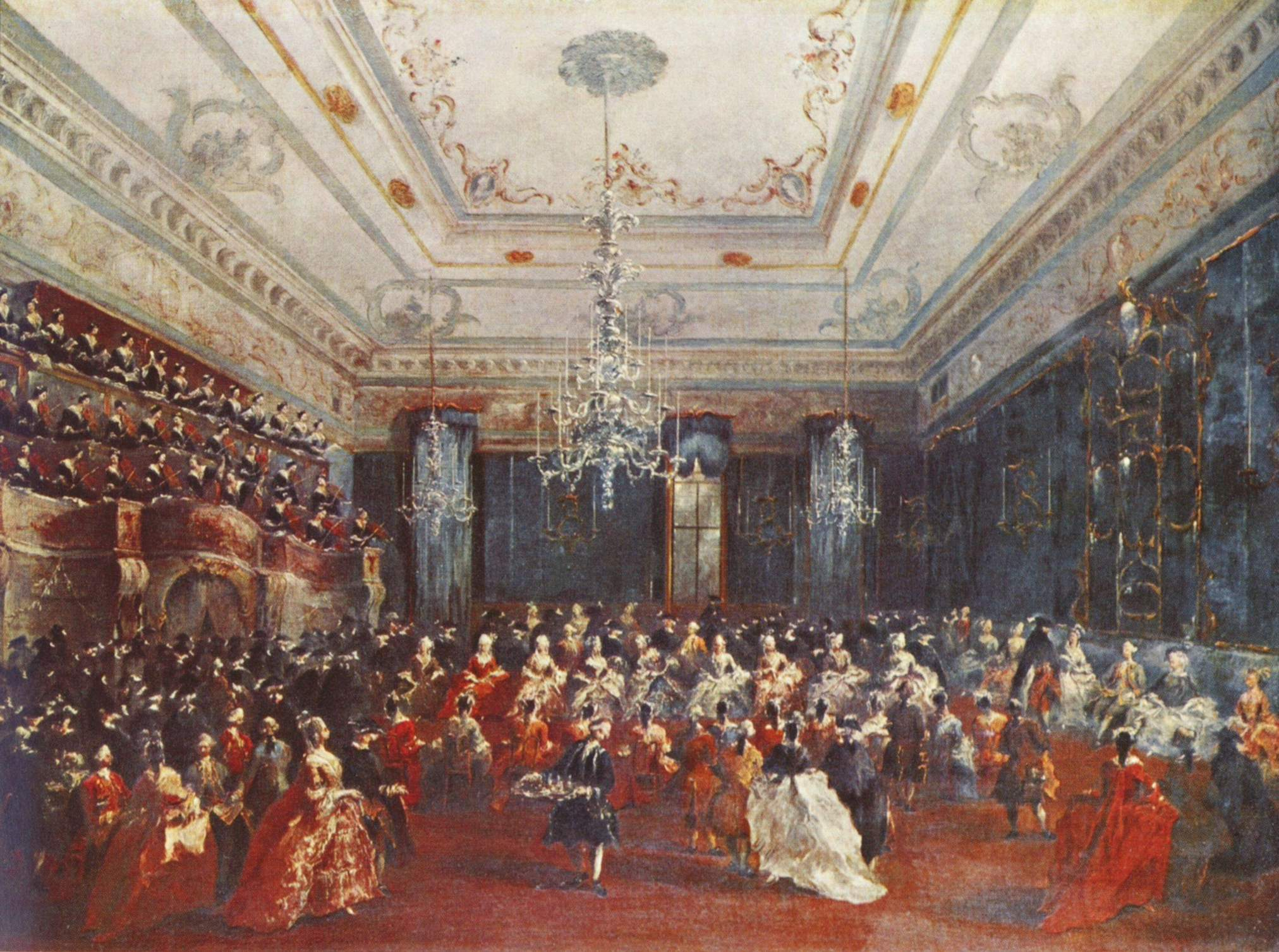
Galakonzert eines Mädchenchores (obere Reihe) und -orchesters zu Ehren des russischen Thronfolgerpaares im Sala dei filarmonici, Ölmalerei von Francesco Guardi, 1782, Sammlung Alte Pinakothek

Venedig war im 17. und 18. Jahrhundert ein Zentrum für Musikerinnen, obwohl laut päpstlichem Verbot Frauen weder in der Kirche musizieren, noch „Musik lernen“ durften. An den vier venezianischen Mädchenospedali herrschte der in Italien einmalig dastehende Brauch, Mädchen und Frauen in der Musik auszubilden und ihr Können regelmäßig in öffentlichen Konzerten vorzustellen. Sie traten als Solistinnen, mit Orchestern, Chören und eigenen Dirigentinnen auf. Ihre gesangliche und instrumentale bis zur Virtuosität reichende Qualität sorgte international für einen Zustrom von Touristen und Interessenten. Die wenigsten Solistinnen sind namentlich bekannt, da sie nur mit ihrem Vornamen genannt wurden, wie beispielsweise Anna Maria dal Violin, für die ihr Lehrer Antonio Vivaldi über 30 Violinkonzerte geschrieben hat.
Klosterähnlich war das Leben der Mädchen in diesen ursprünglichen Waisen- und Krankenhäusern. Da sie im Gegensatz zu den Buben der Neapolitanischen Konservatorien „keinen Beruf zu erlernen“ hatten, wurden sie für die Kirchenmusik ausgebildet. Ihre Konzerte zogen die berühmtesten Meister als Lehrer an. Dennoch waren ihre Erfolge nicht beispielgebend: im übrigen Italien und in den Ländern nördlich der Alpen, sogar in evangelischen Gemeinden, blieben Frauen weiterhin aus der musikalischen Gottesdienstgestaltung ausgeschlossen.
Siehe auch: Anna Bon di Venezia, ehemalige Schülerin an der Pietà

### Paris

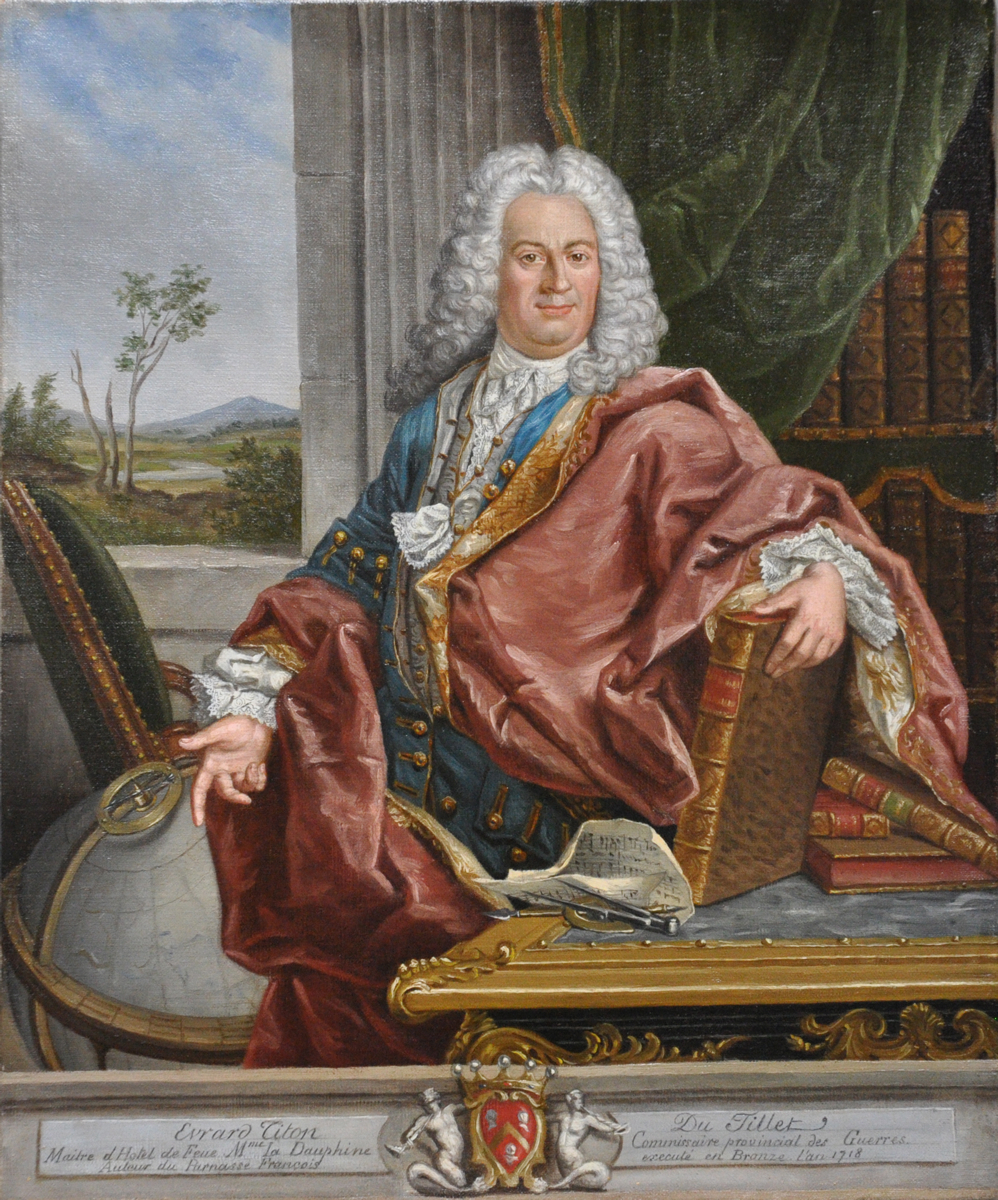
Titon du Tillet, um 1720 porträtiert von Nicolas de Largillière, Privatbesitz

Der französische Autor Évrard Titon du Tillet (1677–1762), Sohn des Sekretärs Ludwigs XIV., nahm in sein Buch Parnasse françois, suivi des Remarques sur la poësie et la musique et sur l’excellence de ces deux beaux-arts avec des observations particulières sur la poësie et la musique françoise et sur nos spectacles (Paris, 1732) französische Dichter und Musiker auf, wobei die hohe Anzahl der Musikerinnen und Komponistinnen auffällt; insbesondere, wenn man sein Werk mit dem „Lexicon“ aus demselben Jahr des Weimarer Musikers Johann Gottfried Walther vergleicht, obwohl dieser seinerseits bereits über nicht wenige Frauen in der Musik berichtet.
Diese Haltung in Frankreich setzte sich später am Conservatoire de Paris fort (gegründet 1795), wo Musikerinnen alle Fächer studieren konnten, was in den anderen europäischen Ländern erst hundert Jahre später möglich war. Allerdings gab es offenbar Einschränkungen für die zahlreichen weiblichen Lehrenden: es gab kaum Professorinnen. Zu den wenigen Ausnahmen gehörte Hélène de Montgeroult, deren Bezeichnung ausdrücklich „Professorin der Herren-Klasse“ für Klavier war, was aber dafür spricht, dass zwischen der männlichen und der weiblichen Ausbildung unterschieden wurde.

## Herabsetzung musikalischer Leistungen von Frauen

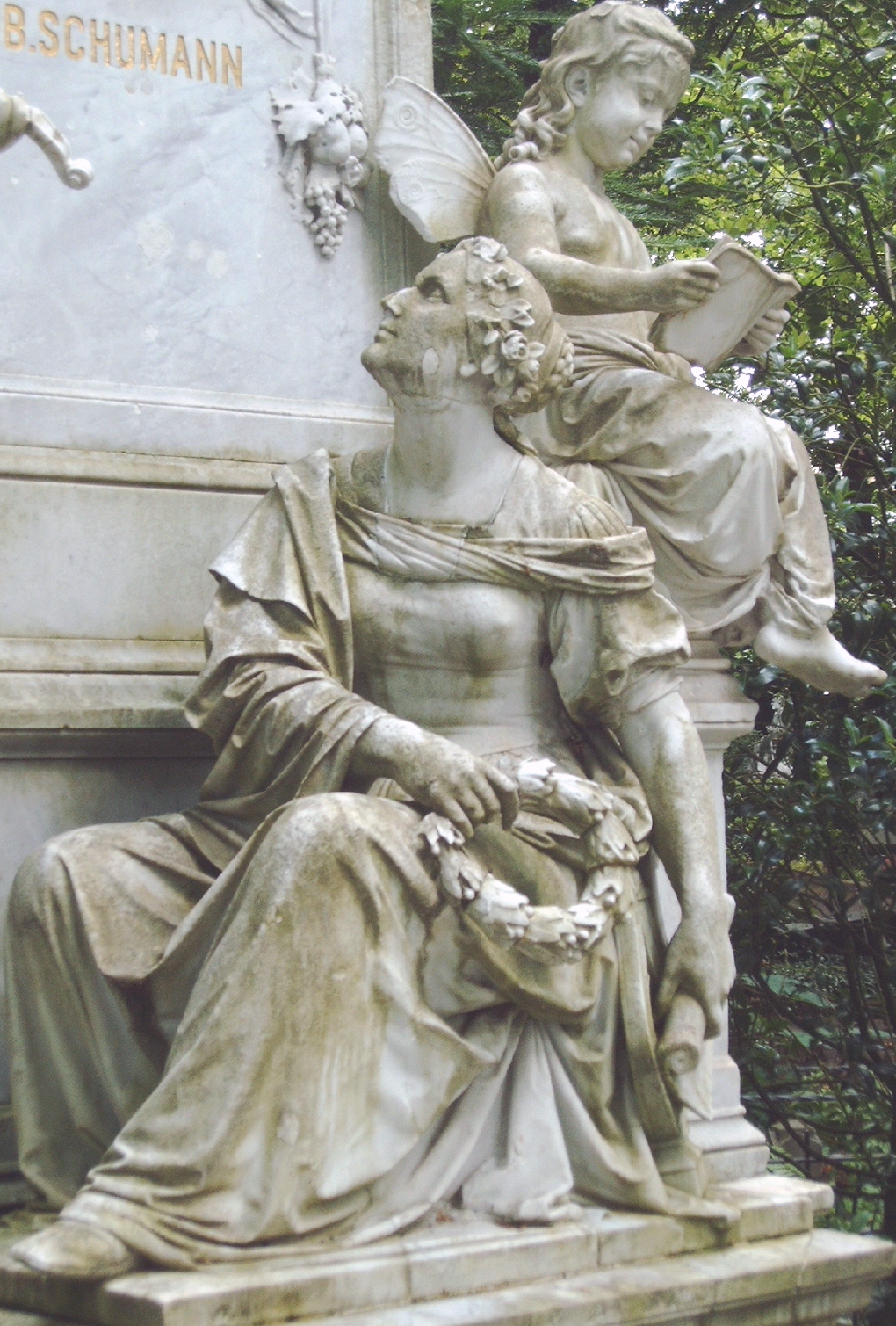
Clara Schumann zu Füßen ihres Mannes Robert Schumann, Ausschnitt aus dem Schumann-Denkmal auf dem Alten Friedhof in Bonn. Gestaltet von Adolf von Donndorf um 1878

Die männliche Dominanz im klassischen Musikleben hat sich über Jahrhunderte ausgeprägt und ist noch im 21. Jahrhundert vorhanden. Frauen wurden von der „höheren Musik“ wegsozialisiert, ihre Geschichte wurde übergangen, sie wurden von der Musikwissenschaft „vergessen“. Zur Musikgeschichte Griechenlands, der „Wiege unserer Kultur“, sagt Eva Weissweiler im Jahr 1999: „Die Frage nach der schöpferischen Leistung der Frau im Musikleben der Griechen wurde von der Musikwissenschaft noch nicht gestellt“. Die traditionelle Schreibung der Musikgeschichte wird von Annette Kreuzinger-Herr als „asymmetrische Darstellung“ beschrieben, in der der Anteil der Frauen ein „stimmloser“ weißer Fleck „unsichtbarer Handlungsfelder“ blieb. Die Herausgeberinnen des Lexikons Musik und Gender, Kreuziger-Herr und Melanie Unseld, sprechen von einer „Kappung“ der „Vielfalt der Kulturlandschaft Musik“ durch „Männer der Tat“, die den „Strom des musikalischen Kanons festlegten“.
Im 19. Jahrhundert wurde großen Komponisten hauptsächlich von deutschen Wissenschaftlern ein Geniestatus zugeschrieben. Die damit einhergehende Haltung, nur der Mann sei zum „Schöpferischen“ in der Musik veranlagt, ist durch die Gender-Forschung hinterfragt und widerlegt worden. Ein Vortrag von Freia Hoffmann 1980 vor dem Arbeitskreis „Frau und Musik“ mit dem Titel Vom großen Meister und seiner kleinen Köchin. Wie Männer Musikgeschichte gemacht haben. – Von der großen Meisterin und ihrem kleinen Koch. Wie Frauen nicht Musikgeschichte machen können, steht am Beginn einer Umorientierung. Bereits 1976 fragte Detlef Gojowy in der Frankfurter Allgemeinen Zeitung „Können Frauen komponieren?“, um dies mit der Gegenfrage „Wird Komponieren ein Frauenberuf?“ zu beantworten.

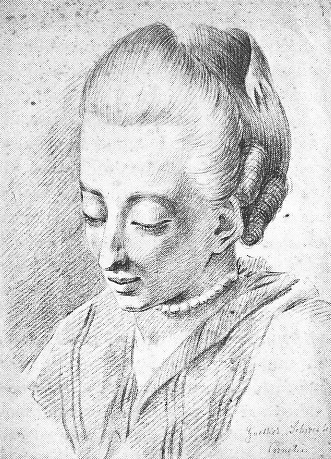
Cornelia Schlosser (1750–1777), geb. Goethe, die jüngere Schwester von Johann Wolfgang von Goethe. Porträtiert von Johann Ludwig Ernst Morgenstern. Rötel und schwarze Kreide über Bleistift, circa 1770.

Die Rolle des schöpferischen (genialen) Mannes beim „Ausschluss“ der Frau aus dem kreativen Prozess, nicht nur im Musikwesen, wird am Beispiel des jungen Geschwisterpaares Goethe und Cornelia (1750–1777) illustriert, der Texte seiner Schwester vernichtete, obwohl er ihr brieflich höchstes Lob dafür gezollt hatte.
Einheitliche, übereinstimmende, gesellschaftlich allgemein akzeptierte Beobachtungen, mit denen diese geschichtliche Entwicklung erklärbar ist, sind kaum vorhanden. Bis in populäre Literatur wie dem von Jean-François Chiappe (1931–2001) herausgegebenen Lexikon Die berühmten Frauen der Welt von A–Z wird konstatiert, dass noch niemand den Versuch gemacht habe, „diesen Ausfall […] nennenswerter […] Komponistin[nen]“ zu erklären. Männliche Überheblichkeit in Bezug auf musikalisches Vermögen war in Deutschland bei der amerikanischen Posaunistin Abbie Conant zu beobachten, als sie jahrelang um die ihr zuerkannte 1. Posaunistenstelle bei den Münchner Symphonikern kämpfen musste.

### Abwertung und Marginalisierung der Frau durch musikalische und musikgeschichtliche Überlieferung

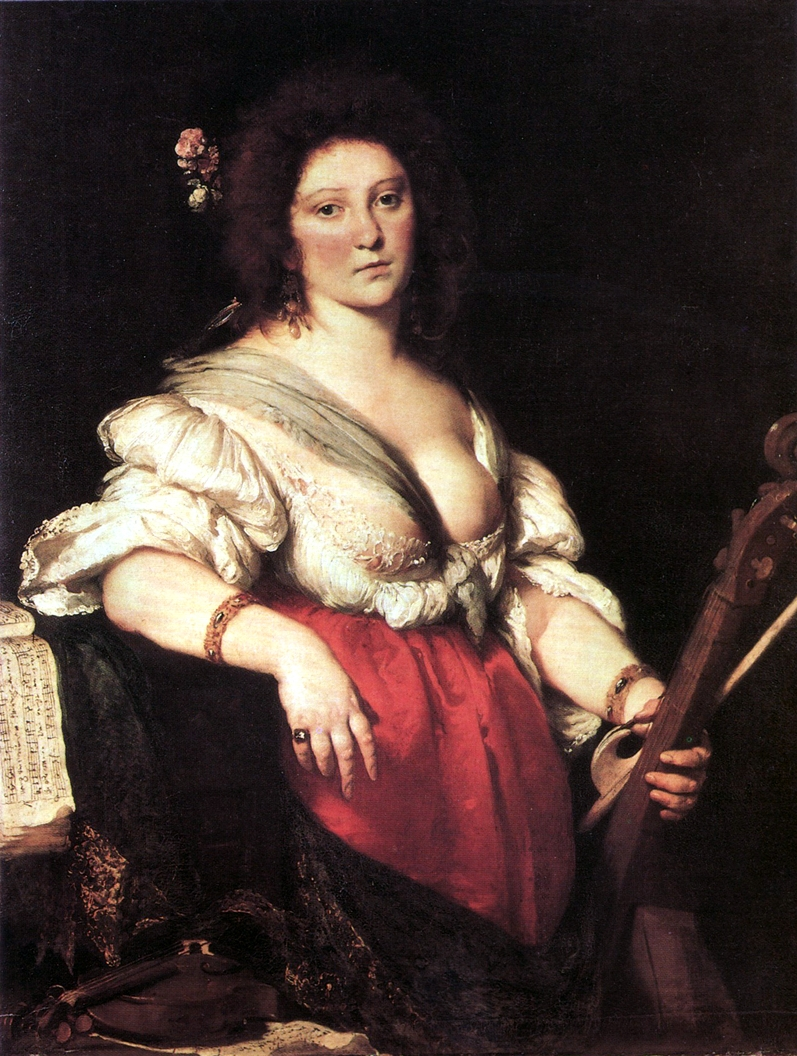
Bildnis der venezianischen Komponistin Barbara Strozzi. Von Bernardo Strozzi, Öl auf Leinwand, um 1630–1640. Sammlung Gemäldegalerie Alte Meister

1576 wurde Orlando di Lassos (1532–1594) polyphone (mehrstimmige) Sammlung „schöner, newer, teutscher Lieder […] welcher nit allein lieblich zu singen, sondern auch auff allerley Instrumenten zu gebrauchen“ in München gedruckt. Diese sogenannten „Gesellschaftslieder“ des churbayerischen Hofkapellmeisters, deren musikalische Kunst berühmt ist, fanden große Verbreitung. Aber die darin enthaltenen Negativaussagen wie die folgende wirkten durch Musik und deren Vervielfältigung (Druck) auf das gesellschaftliche Ansehen der Frau, wenn sie auch „nur“ als ironisch gemeinte Lieder-Topoi – bis heute in Chorkonzerten und bei Vereinsfesten zu beobachten – gemeint waren.

„Ich armer Mann, was hab ich tan? ein Weib hab ich genommen, Ich hets wol unterwegen lahn [unterlassen sollen], ich wer noch wol bekommen, wie oft es mich gereuen hat, das mögt ir wol ermessen, allzeit muß ich im hader stahn zu Bett und auch zum Essen.“

Wobei der letzte Vers „allzeit muss ich im Hader stahn“ wiederholt wird und „Hader“ durch ein langes Melisma (Verzierung) betont ist. 1931 wählte Hugo Riemann dieses Lied für seine Geschichte der Musik in Beispielen aus.
Abgesehen von dem Rückzug musikalisch talentierter Frauen ins Kloster konnten, nach Belegen der neueren Musikwissenschaft, viele Frauen ihre Musik nur unter fremdem oder männlichem Namen publizieren, so wie die bis heute unbekannt gebliebene Barock-Komponistin, die 1715 unter dem weiblichen Pseudonym Mrs Philarmonica 24 kunstvoll gearbeitete Triosonaten veröffentlichte.
Das erste deutsche Musiklexikon von Johann Gottfried Walther (Leipzig 1732) führt Namen von Komponistinnen auf wie „Maddalena Casulana Mezari“, „Vittoria Raffaella Aleotti“, „Barbara Strozzi“, „Élisabeth Claude Jacquet de La Guerre“ und nennt praktizierende Musikerinnen wie die Geigerin und Vivaldi-Schülerin „Anna Maria dal Violin“ (1696–1782), die „Violdagambistin Dorothea vom Ried“ (* im 1. Drittel des 17. Jahrhunderts) sowie eine große Zahl meist italienischer Sängerinnen. Die Chancen, anhand dieser Daten weiter zu forschen, wurde jedoch von der großen deutschen Nachkriegs-Enzyklopädie Musik in Geschichte und Gegenwart, verlegt ab 1949, kaum wahrgenommen.
Von „der Flut an schmähenden Darstellungen über Constanze Mozart“ (1762–1842), der „Nachlassverwalterin“ der Werke Mozarts, schreibt Melanie Unseld. Angeblich habe sie den künstlerischen Nachlass ihres Mannes „vernachlässigt“. Man habe das von ihr in Auftrag gegebene Porträt, auf dem sie ausdrücklich und lesbar „Oeuvres de Mozart“ unter dem Arm hält, in Reproduktionen so verändert – „gefälscht“ –, dass diese Schrift nicht mehr zu lesen ist.

„Constanze Mozart bildet ein besonders eklatantes Beispiel historiographischer Marginalisierung. Die negative Darstellung als ungebildete, raffgierige Ehefrau und Witwe hat sich hartnäckig gehalten. Hugo Riemann etablierte dieses Bild, und in dessen Nachfolge schrieben Alfred Einstein, Wolfgang Hildesheimer sowie Heinz Gärtner und Francis Carr dies fort, aber auch Miloš Formans Film Amadeus (1984), der auf dem gleichnamigen Theaterstück von Peter Shaffer basiert.“

Im 19./20. Jahrhundert wurde die Frau in der biographischen Literatur gerne als mehr oder weniger passende Gefährtin des Genies beschrieben, so dass der Komplex Frau und Musik aus unreflektierter Sicht oft negativ konnotiert war. Beispiele: Dieterich Buxtehudes Tochter (?–?), die herabwertend als „alte Jungfer“ beschrieben wird und vom Nachfolger des Vaters als Bedingung, dessen Stelle zu erhalten, geheiratet werden soll;
Die Situation der Musik im Dritten Reich beweist, dass die musizierende Frau, konnte sie für ideologische Zwecke eingesetzt beziehungsweise „missbraucht“ werden, an Popularität gewann.
Nach dem Krieg mussten die Erfolge der Nazizeit umso mehr zum Vergessen beitragen. Mitte des 20. Jahrhunderts kommentierte populäre wie wissenschaftliche Literatur das Fehlen eines weiblichen Anteils in der Musik als „musikalische Minderbegabung“ der Frau.
Noch das jüngste 5-bändige Riemann Musiklexikon aus dem Jahr 2012 weist große Lücken hinsichtlich längst anerkannter Komponistinnen auf, zum Beispiel fehlen Maddalena Casulana Mezari, Vittoria Raffaella Aleotti, Chiara Margarita Cozzolani, Antonia Bembo (1640–1720), Élisabeth Claude Jacquet de La Guerre, Mélanie Bonis, Johanna Kinkel, die 1938 geborene Amerikanerin Gloria Coates und viele weitere. Der barocken Bühnenkunst der Sängerin und ersten Diva der Operngeschichte, Faustina Bordoni – sie nahm es mit der Kunst der Kastraten auf – wurde nur mit dem Verweis auf den Artikel ihres Mannes Johann Adolph Hasse gedacht; an dessen Ende ist als einziger Hinweis die Biographie von Saskia Maria Woyke angegeben.

### Erfindung des Komponistinnen-Problems

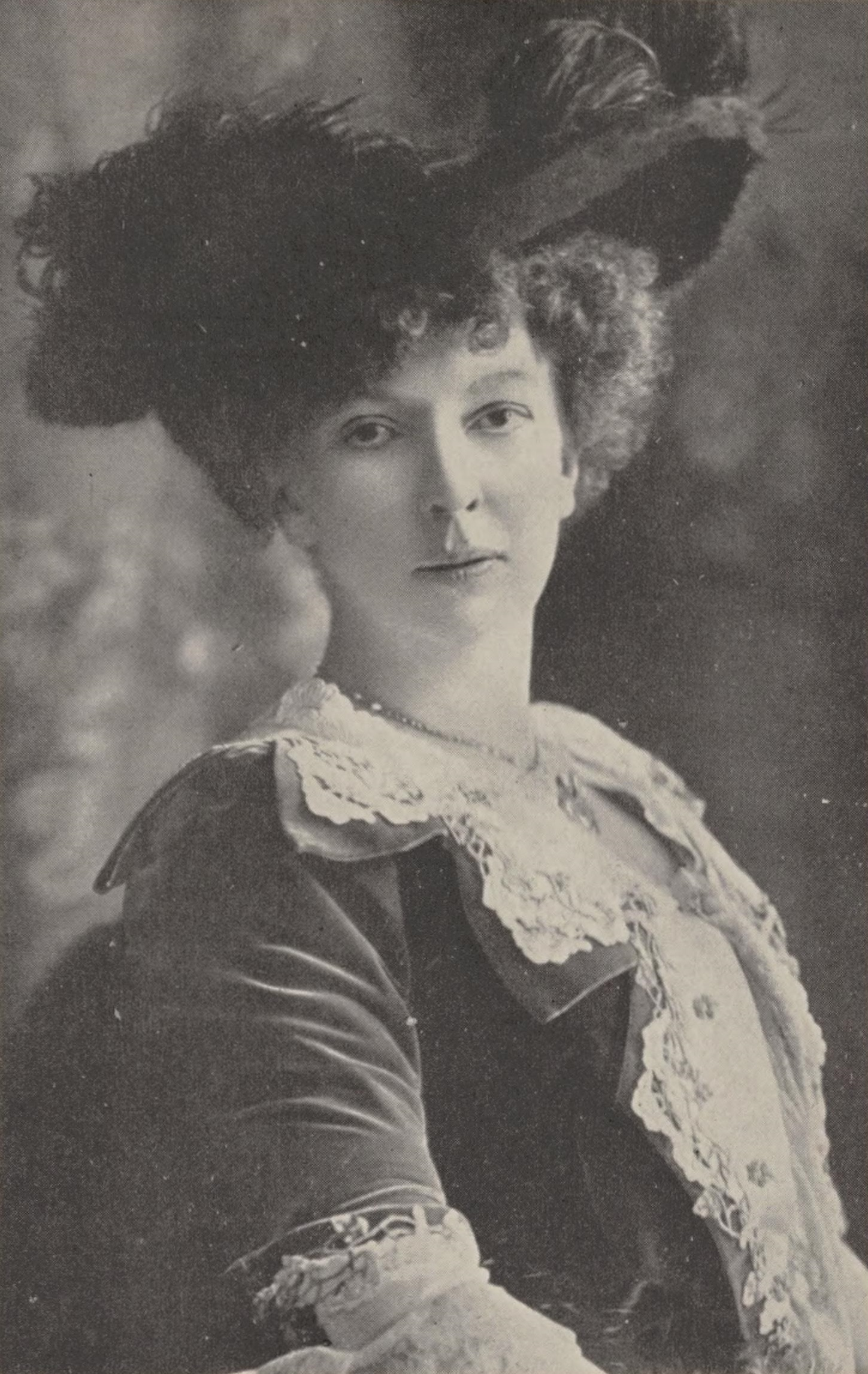
Fotoporträt der Komponistin und Pianistin Cécile Chaminade (1857–1944)

Das sich durch die gesamte Musikgeschichte ziehende vermeintliche „Komponistinnenproblem“ (die Infragestellung der Fähigkeit, zu komponieren) ist eine tradierte Fiktion. 1961 schreibt der Präsident der Akademie für Musik und darstellende Kunst – Mozarteum – Salzburg:

„Die letzte Frage, ob einer Frau jener Blick in den Abgrund erlaubt ist, den Männer wie Beethoven getan haben, um von den letzten Dingen aussagen zu können, bleibt offen.“

Die im RISM – einem der heute verlässlichsten Nachweise musikalischer Werke – verzeichneten Komponistinnen und ihre wieder aufgeführten Werke beweisen, dass dies eine Erfindung ist, mit der Herablassung und Ignoranz jahrhundertelang immer wieder von neuem begründet wurde. Auch Frauen selbst verinnerlichten diese Haltung entgegen der eigenen inneren Sicherheit, wie bekanntlich die Pianistin und Komponistin Clara Schumann. Oder „man“ (Frankfurter Zeitung vom 11. April 1943) legte ihnen in den Mund: „Wir Frauen komponieren nicht … Es muß da irgendetwas sein, das uns fehlt“.
In früheren Zeiten gehörte das Komponieren selbstverständlich zum Musizieren und zum Dienstvertrag, wie noch am Beispiel des Esterhazischen Kapellmeisters Joseph Haydn zu sehen ist. Kapellmeister eines fürstlichen Hofes oder einer Kirchengemeinde zu sein, wie die Nonne und Maestra di Concerto Vittoria Raffaella Aleotti, bedeutete, dem Verlangen nach „neuer“ Musik mit den zur Verfügung stehenden Musikern praktisch nachzukommen. Haydn komponierte für die Bühne und für die private Baryton-Liebhaberei seines Fürsten, Aleotti für den Gottesdienst in ihrem Ferrareser Kloster.
Die Gemeinsamkeit des Musizierens wurde im 19. Jahrhundert vom (männlichen) Geniekult überdeckt. In der bekannten, im selben Jahrhundert entstandenen wissenschaftlichen Reihe alter Musik, „Denkmäler der Tonkunst“, sind keine Werke von Komponistinnen vertreten.
Das musikalische Wirken einer Frau wurde meist auf ihr Äußerliches, ihre Körperlichkeit, ihren Auftritt reduziert. In der ersten deutschen musikalischen Nachkriegsenzyklopädie Musik in Geschichte und Gegenwart (MGG 1) wird der Erfolg der Komponistin, Sängerin und Lautenistin Maddalena Casulana Mezari (1544?–?) „vorwiegend mit ihrer Fähigkeit als (optisch) ausübende Künstlerin“ [vor 400 Jahren] erklärt, und werden ihre Kompositionen, die ersten musikalischen Drucke einer Frau nur mit zwei Sätzen bedacht.

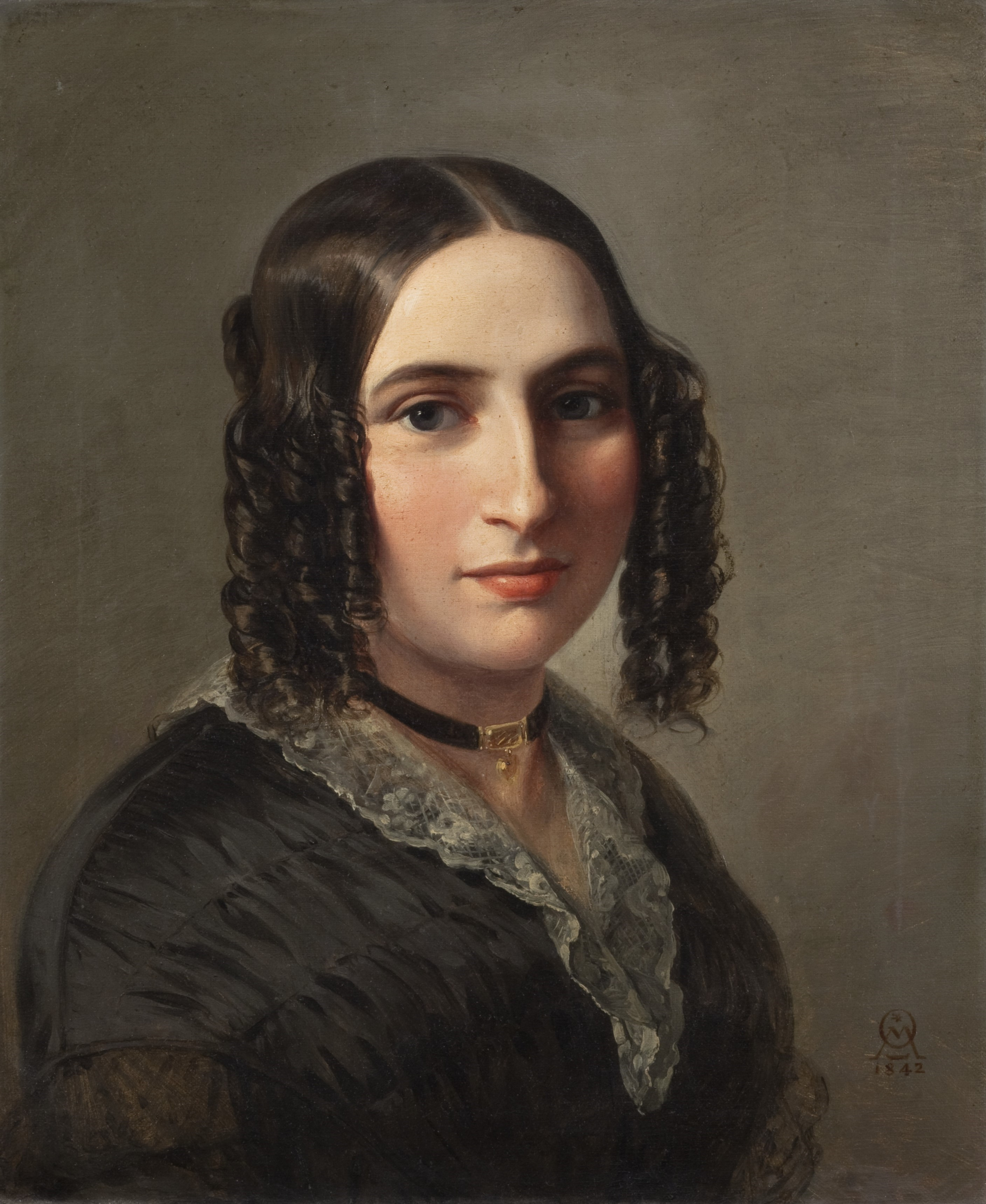
Porträt der Komponistin Fanny Hensel (1805–1847), Öl auf Leinwand, gemalt 1842 von Moritz Daniel Oppenheim

Obwohl Fanny Hensel eine ebenso qualifizierte musikalische Ausbildung einschließlich Kompositionsunterricht erhalten hatte wie ihr jüngerer Bruder Felix Mendelssohn, schrieb ihr Vater der Heranwachsenden in seinem berühmt-berüchtigten Brief, die Musik solle für sie „stets nur Zierde, niemals Grundbasis“ ihres „Seins und Tuns“ sein, und er gipfelt im Appell an ihre Gutmütigkeit und Vernunft, denn „nur das Weibliche ziert die Frauen“. Damit wird die „Grundbasis weiblichen Seins“ reduziert auf eine „Zierde“.
Musik von Frauen wurde von der Gesellschaft anders wahrgenommen als die der Männer. Ein Beweis dafür ist die Popularität des Concertino für Flöte und Orchester von Chaminade – so der geläufige Titel – aufgrund des Verschweigens des Vornamens der Komponistin (Cécile). Moderne Dirigentinnen finden bei ihrem Auftreten mehr Interesse für ihr Äußerliches als für ihre Interpretationsleistung: Die Welt überschrieb ihren Bericht zum Antrittskonzert von Simone Young (* 1961) in Sydney mit Stiletto-Pumps für Sydney Opera.

## Frauenbewegung in der Musik

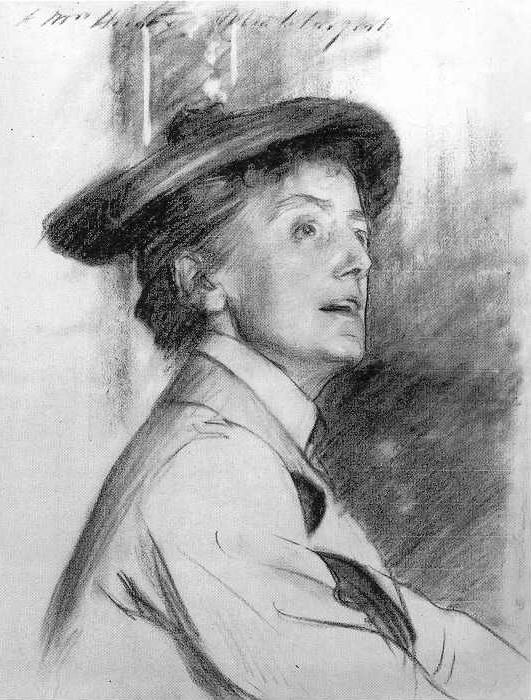
Die Komponistin Dame Ethel Smyth (1858–1944). Kreide auf Papier, 1901 von John Singer Sargent

Bald nach dem Zweiten Weltkrieg veröffentlichte die US-Amerikanerin Sophie Drinker (1888–1967) ihr grundlegendes Buch Music and women: the story of women in their relation to music (1948), gefolgt von der Übersetzung ins Deutsche als Die Frau in der Musik. Eine soziologische Studie. (1955). Sie gilt damit als Initiatorin der musikwissenschaftlichen Frauenforschung.
Seit den 1980er Jahren entstanden in Amerika „Hunderte von Dissertationen über komponierende Frauen aus Geschichte und Gegenwart, Amerika, Europa“. Diese Situation erklärt Eva Weissweiler damit, dass die amerikanische Musikgeschichte jünger, „und das heißt auch: weniger durch männliche Heroen belastet ist, als die europäische“.
Den jahrhundertelangen Kampf um ein gerechtes musikalisches Geschlechterverhältnis in Europa führte die britische Komponistin Ethel Smyth (1858–1944) durch Musik, Wort und Tat weiter. Ihr Leben war wesentlich davon geprägt, zuerst bei ihrem Vater ihr Musikstudium überhaupt und danach sich selbst als Komponistin durchzusetzen. Sie betätigte sich als Schriftstellerin und Mitkämpferin der Suffragettenbewegung ihres Heimatlandes. Sie schuf ein umfangreiches musikalisches Werk, von dem ihre Oper The Wreckers (Strandrecht) den größten Erfolg errang, diese wurde vielmals unter Dirigenten wie Sir Thomas Beecham und Artur Nikisch aufgeführt, Populär wurde ihr The March of Women, eine Hymne der englischen Frauenbewegung.

### Deutsche Pionierinnen

#### 1981: Zwei wegweisende Bücher
1981 stellten Eva Rieger und Eva Weissweiler den musikalischen Feminismus mit zwei Neuerscheinungen auf ein zukunftsträchtiges Fundament. Eva Rieger, indem sie die Strukturen der gesellschaftlichen Behinderungen für die musizierende Frau, wie sie sich in Deutschland ausprägten, zur Sprache brachte, und Eva Weissweiler mit der ersten internationalen weiblichen Musikgeschichte. Beide Bücher wurden 1988 beziehungsweise 1999 wieder aufgelegt und brachten bei dieser Gelegenheit einen Erfahrungsbericht über ihre Aufnahme sowie weitere Entwicklungen in der Zwischenzeit.
Eva Rieger erntete mit ihrem provozierenden Titel Frau, Musik und Männerherrschaft. zunächst keinesfalls nur Zustimmung. Sie stellte die provokante Frage „Was war das für eine ‚allgemeinmenschliche Kultur‘, die sich fortwährend um Männer drehte?“ In der Einleitung (1981) überlegte Rieger, dass die Konsequenzen eines „jahrhundertelangen Kreativitätsverbotes“ für Frauen „nicht negiert“ werden können und dass man am „weiblichen Kulturerbe“ dessen traditionelle Abhängigkeit von den „unsichtbaren ideologischen Ketten“ des weiblichen Geschlechts bei der Frage nach dem fehlenden „weiblichen Beethoven“ berücksichtigen muss. Eva Weissweiler bedauert, dass die Komponistinnen sich ihren Platz in der Komponistenszene zwar eroberten, aber:

„Es ist schon erstaunlich und traurig, wie viele Komponistinnen, besonders in Europa, sich trotzig zu der von Männern geschaffenen ‚Tradition‘ bekennen und den Gedanken an kreative Gegenkonzepte geradezu aggressiv ablehnen.“

Eva Rieger spricht von dem „bislang unbeachteten Phänomen“ „sexistischer Strukturen“ (1981) „hinsichtlich der viel propagierten ‚humanen Aussage‘ der Kulturmusik“.
Eva Weissweilers erste deutschsprachige Komponistinnengeschichte Komponistinnen aus 500 Jahren war ebenso bahnbrechend wie Riegers Frau, Musik und Männerherrschaft. Obwohl die Autorin mit praktischem Musizieren aufgewachsen war, unter anderem als „Jugend musiziert“-Preisträgerin, und obwohl Musikwissenschaft Hauptfach ihres Studiums war, hatte sie bis zu ihrer Promotion 1974 „noch nie etwas von einer komponierenden Frau“ erfahren. Als Radioredakteurin für „Symphonie und Oper“ begann sie, „klammheimlich“ die „jahraus, jahrein vom öffentlich-rechtlichen Sender ausgestrahlten Männerkompositionen“ durch Werke von Komponistinnen zu ersetzen, sobald ihr in den Karteikästen solche in die Hände fielen: Lili Boulanger, Germaine Tailleferre, Clara Schumann, Grażyna Bacewicz.

#### Weiteres zum Thema
Freia Hoffmann analysiert die mehr oder weniger verborgen sexistisch motivierten Hintergründe der patriarchalischen Gesellschaft im bürgerlichen Zeitalter, wenn es darum ging, das „Weib“ bei der Musikausübung in seine schicklichen Grenzen zu verweisen. So beschreibt die Autorin eine Rezension von 1825 in der Berliner Allgemeinen Musikalischen Zeitung (Seite 16–28) über acht Orgelfugen einer Komponistin: Es handelt sich um eine „fünf Spalten lange“ Würdigung Mariane Stechers, die sich an die „erhabene“ und „schwierige“ Kunst der Fugenkomposition heranwagte. Der „entsprechend gereizte“ Rezensent Ludwig Rellstab, damals „der prominenteste Musikkritiker Berlins“, vergleicht das „Komponieren mit dem ‚Ackerbau‘ und das Fugenschreiben mit dem ‚Bearbeiten eines felsigen Bodens, durch den der Pflugschar mit nervigem Mannesarme geführt werden muss, wenn der Grund bis in die Tiefe aufgewühlt und befruchtet werden soll‘“. Hoffmann verfolgt dann weiter, dass es sich bei „Mariane“ um einen Druckfehler handelte, und die Komponistin in Wahrheit der Benediktinermönch „Mariano Stecher“ (geboren um 1760) war, dessen acht Orgelfugen dann erst unter männlichem Namen, nach Entdeckung des Namens-Versehens, eine positive und sachbezogene Kritik durch einen anderen Rezensenten erhielten.
Women & Music, a History (1991), herausgegeben von Karin Pendle, ist das etwas spätere amerikanische Pendant zu Eva Weissweilers Komponistinnen aus 800 Jahren von 1981/1999.

### Ansichten feministisch orientierter Musikwissenschaftlerinnen
Die amerikanische Musikwissenschaftlerin Jane Bowers erwägt, ob die „Vernachlässigung weiblicher Belange“ in der Musikwissenschaft ein „Ergebnis reiner Fahrlässigkeit“ sei. Sie fährt fort, dass diese „Praxis den Mythos weiblicher Nebensächlichkeit fortgeschrieben“ habe.
Trotz der Schriften von Friedel, Hoffmann, Koldau, Rieger, Weissweiler und vieler anderer Wissenschaftlerinnen hat sich im „normalen“ Musikleben wenig verändert. Eine echte Reaktion im Musikleben blieb aus, wie Weissweiler im Vorwort zur zweiten Auflage ihrer weiblichen Musikgeschichte 1999 schrieb:

„die Ausgrenzung der historischen Komponistinnen aus dem Konzertrepertoire [ist 1999] seit dem ersten Erscheinen dieses Buches [1981] fast genauso konstant geblieben, wie die verblüffende Unkenntnis vieler Fachleute.“

Laut Eva Rieger 1988 und Eva Weissweiler 1999 besitzt „die [deutsche] Musikwissenschaft eine patriarchale (Weissweiler: „erzpatriarchalische“) Grundstruktur, die hier mehr als in anderen Wissenschaften zum Ausdruck kommt.“
Rieger schließt ihre, nach Weissweiler, „grundlegende musiksoziologische Analyse“ Frau Musik und Männerherrschaft mit dem Kapitel V: Die Suche nach ästhetischer Selbstbestimmung. Ebenso dreht sich Weissweilers letztes Kapitel um die Suche nach einer originellen weiblichen Musiksprache: Auf der Suche nach einer eigenen Sprache.

### Festivals, Ausstellungen, Bibliographien

Katalog lieferbarer Noten von Komponistinnen, Kassel 1996

Ausstellungsplakat der Bayreuther Stadtbücherei 1991

Eine Reihe regelmäßiger Komponistinnen-Festivals hat sich seit den 1980er Jahren der letzten Komponistinnen-Bewegung etabliert. Seit 1950 gibt es internationale Komponistinnenwettbewerbe. Ausstellungen mit Noten von Komponistinnen wurden in kleinerem und größerem Rahmen organisiert. So bereits 1971 in der Staatsbibliothek München: Komponistinnen aus drei Jahrhunderten. Mit der internationalen Reihe von Festivals in Kassel wurde 1987 (Februar) und Heidelberg (Juni) die begonnene Pionierarbeit mit begleitenden Schriften untermauert.

„Noch immer sind Spezialfestivals (Hamburg, Heidelberg, Kassel, Köln, Mannheim) vonnöten, um Komponistinnen Gehör zu verschaffen. Wer hätte je den komponierenden Mann eigens so hervorheben müssen? Das Wort vom Komponieren als ‚Männersach‘, wie es Richard Strauss formulierte, war jahrhundertelang so sehr vorgeblich naturgegebene Selbstverständlichkeit, daß es für die Jahrhunderte zum kategorischen Imperativ der patriarchalischen Gesellschaft wurde.“

Man liest weiter darin vom „leistungslähmenden“ Zustand in Deutschland und der „Mißtrauenshürde“, die für die deutschen Komponistinnen größer sei, als für ihre Kolleginnen aus Ländern mit „jüngerer Musiktradition“ wie beispielsweise Nord- und Südamerika, Rumänien, Korea. Allerdings gab es in Rumänien politische Hürden, am deutschen Komponistinnenfestival teilzunehmen. So berichtet Die Welt vom 3. Juni 1987, Nr. 127, Kultur: Keine Ausreise für Miriam Marbé. Die rumänische Komponistin durfte weder 1986 am Heidelberger Festival teilnehmen, noch 1987, um hier den ihr zugesprochenen Heidelberger Kompositionspreis entgegennehmen zu können.

„Es sind offenbar nicht mehr so sehr die Ehemänner und Brüder, die der komponierenden Frau den Weg verstellen, als vielmehr die Funktionäre.“

Neben Katalogen über Werkausgaben und Verlage von/für Komponistinnen sind in den 1990er Jahren vermehrt Bibliographien der inzwischen angewachsenen Literatur zum Thema erschienen: Bücherverzeichnis Frau und Musik 1800–1993, Woman and music. A selective annotated bibliography, Frau und Musik. Bibliographie 1970–1996, Im BIS Verlag der Carl von Ossietzky Universität Oldenburg erschien 2006 Musik Frauen Gender, Bücherverzeichnis 1780 bis 2004, das inzwischen über 4.400 Titel umfasst.

### „Auf der Suche nach einer eigenen Sprache“
Wie Eva Weissweiler schildert, gab es in Amerika schon um Mitte des 20. Jahrhunderts sehr progressive Entwicklungen hinsichtlich der „Suche nach einer eigenen Sprache“ der Frauen, die sich „ganz bewusst gegen den männlichen Genie Mythos“ absetzten (Meredith Monk, Pauline Oliveros usw.). Die kreative Beschäftigung dort mit dem Medium Musik führte zu einer ganzheitlichen Art „Performance und Improvisation“ mit „singen, turnen und tanzen“ auf der Bühne.
In Deutschland begann die Geigerin, Hindemith- und Carl-Flesch-Schülerin Lilli Friedemann in den 1960er Jahren mit musikalischer Gruppenimprovisation zu experimentieren, die nach ihrer Aussage von historischer Tanzmusik angeregt war und sich zu freier Tonsprache entwickelte. Ihre „Kollektivimprovisationen“ wirkten sich nach außen weniger spektakulär aus als die amerikanischen, von Eva Weissweiler als „musikalische Inszenierungen“ bezeichneten Performances. Zwei wichtige Elemente überwogen bei Friedemann: Das des Hörens und das des Aufeinander-Reagierens.
Ruth Schönthal (1924–2006, auch Schonthal) komponierte „Aus dem Tagebuch einer Frau“, in dem sie sich von der „Zweideutigkeit der Gefühle“ inspirieren ließ angesichts von „Indoktrination (Kinder, Küche, Kirche)“ eines jungen Mädchens „voller Enthusiasmus und Zärtlichkeit“.
Judith Förner konstatiert im Jahr 2000 nach ausführlicher Literaturrecherche, dass ein musikalisches Ausbildungskonzept für Mädchen unter geschlechtsspezifischen Gesichtspunkten gerade in der Adoleszenz, den Jahren für die berufliche Weichenstellung, fehlt.

#### Die Bedeutung der Frau für das frankophone Chanson
Im Oktober 1996 wurde am Institut für Romanistik der Universität Innsbruck ein Datenbank-Projekt zum frankophonen Frauenchanson gegründet mit dem Ziel, die Bedeutung des weiblichen Chansons wissenschaftlich zu untersuchen. Seiner jahrhundertelangen Tradition, seiner Popularität und gesellschaftlichen Relevanz zum Trotz fand das Chanson als Gattung „zweiter Klasse“ erst in den 1960er Jahren Eingang in die Wissenschaft. Ein so genanntes „bürgerliches“ Kunstverständnis begünstigte dabei die doppelte Diskriminierung der Frauen, die sich in diesen Bereich als Texterinnen, Komponistinnen und/oder Interpretinnen vorwagten – zum einen als Künstlerinnen, die von der Forschung, aber auch von den Medien weitgehend unbeachtet blieben – zum anderen als Vertreterinnen einer Gattung, die einem untergeordneten Status angehören. Ausnahmen bildeten hierbei Künstlerinnen wie Édith Piaf, Juliette Gréco, Barbara und auch Anne Sylvestre als Vertreterinnen der ersten Generation, die auch heute noch einen festen Platz im kollektiven Gedächtnis innehaben. Dieser Selektionstendenz entgegenzusteuern und Lücken zu schließen hat sich das Forschungsprojekt „Datenbank Frauenchanson. Geschichte und Aktualität des frankophonen Frauenchansons im 19. und 20. Jahrhundert“ (für die Länder Frankreich, Afrika, Belgien, Kanada und die Schweiz) zur Aufgabe gemacht, wobei es zusammen mit der Innsbrucker Dokumentations- und Forschungsstelle Textmusik in der Romania über 6000 Tonträger archivieren sowie eine Fachbibliothek mit mehr als 2500 Publikationen zum Thema romanische Textmusik aufbauen konnte.

#### Musikperformance-Künstlerinnen in den USA
In „Auf der Suche nach einer eigenen Sprache“ beschreibt Weissweiler 1999 die multimediale ganzheitliche Klangkunst ihrer Erfinderinnen im Amerika um die Jahrhundertwende.
Von den siebzehn Komponistinnen der amerikanischen Musikszene, die der amerikanische Komponist und Musikkritiker Kyle Gann und nach ihm Weissweiler aufzählen, haben mehrere im neuesten deutschen Musiklexikon Riemann 2012 einen Eintrag erhalten.
Doris Hays wurde 1981 für ihre avantgardistische, multimediale Performance Celebration of NO durch den Film Die bleierne Zeit von Margarethe von Trotta angeregt. Celebration of NO wurde in Amerika und Deutschland ausgiebig und kontrovers diskutiert. Eva Weissweiler beschreibt, wie Hays für diese Performance das von ihr auf Tonträger aufgenommene Wort „No“ (Nein) – von Frauen in vielen Sprachen, sogar Indianisch, gesprochen – sowie Abwehrlaute (Warnschreie) von Tieren verwendet. Doris Hays selbst veröffentlichte dazu 1992 in MusikTexte 44: Celebration of NO, Die Frau in meiner Musik.
Meredith Monk (* 1942) ist nach Weissweiler ein „besonderer Liebling der Feministinnen“, „da sie das Weibliche“ in ihrer Musik stark betont. Dazu zählen „Wiegen- und Hochzeitslieder, Totenklagen und ekstatisch–meditative Gesänge, die vom westeuropäischen Christentum weitgehend unterdrückt wurden“. Im Auftrag der Houston (Texas) Grand Opera schrieb sie ein „Sing–Tanz–Schauspiel“ über den Riesen Atlas, der die Erdkugel trägt. Dazu sagt sie: „Worte sind nur Hindernisse, die übersetzt werden müssen“ und „Zurück zu den Wurzeln, zurück zum Körper, zum Herzschlag oder zum Blut“. Weissweiler zählt sie wörtlich zu den neuen weiblichen Magiern auf der Bühne, die „mit einfachsten Mitteln ihr Publikum in den Bann ziehen“.
Weitere amerikanische Künstlerinnen sind beispielsweise Pauline Oliveros (1932–2016), Laurie Anderson (* 1947) und Diamanda Galás (* 1955).

## Musik als autonome Lebensform für Frauen

### Berufliche Perspektiven historisch
An europäischen Fürstenhöfen der Renaissance konnten virtuose Sängerinnen ihre Kunst zum Beruf machen:
Mit zu den ersten Berufsvirtuosinnen, deren Namen bis heute tradiert sind, gehören die italienischen Sängerinnen des Concerto delle dame di Ferrara. Sie erhielten den Status von Hofdamen der Herzogin Margherita Gonzaga. Ihr Dienstherr, Herzog Alfonso II. d’Este, bemühte sich darum, dass sie heirateten, um der Gefahr entgegenzuwirken, als Kurtisane angesehen zu werden.
Die bürgerliche venezianische Barockkomponistin und Sängerin Barbara Strozzi war nie verheiratet  und wird vielleicht deshalb in der Literatur immer wieder als „Courtisane“ bezeichnet. Sie veröffentlichte acht Bücher mit Vocalkompositionen, die sie im Hause ihres (Adoptiv-)Vaters, des Intellektuellen Giulio Strozzi, bei den Veranstaltungen der von ihm gegründeten „Accademia degli Unisoni“ selbst vortrug. Das ist insofern bemerkenswert, als Akademien damals für Frauen tabu waren.
Die Chance für eine berufsvorbereitende musikalische Ausbildung ergab sich praktischerweise nur für Mädchen aus musikalischen Familien, wie zum Beispiel die Gambenvirtuosin Dorothea vom Ried. Sie wurde mit ihren drei Schwestern und zwei Brüdern vom Vater zu einem Ensemble erzogen, das trotz andauerndem Dreißigjährigen Krieg konzertierend durch Europa reiste. Ganz anders ging es in der Musikerfamilie des Johann Sebastian Bach zu, der fünf Söhne für den musikalischen Beruf erzog, nicht aber seine Töchter.

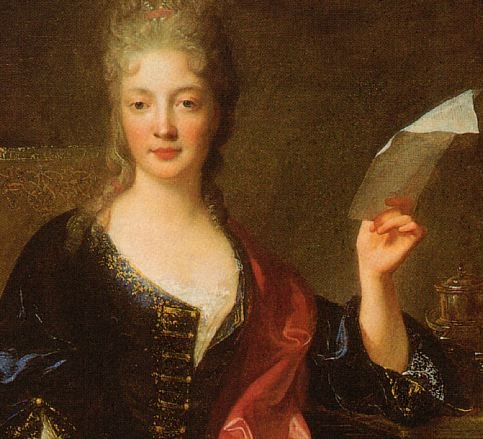
Die französische Komponistin Élisabeth–Claude Jacquet de La Guerre (1665–1729), Gemälde von François de Troy

Die als Tochter einer Musikerfamilie geborene französische Komponistin Élisabeth Jacquet de La Guerre erhielt wie ihre drei Geschwister, die ebenfalls professionelle Musiker wurden, Musikunterricht bei ihrem Vater. Nachdem Ludwig XIV. die Leistungen der Fünfjährigen aufgefallen waren, genoss sie eine aristokratische Erziehung am Königshof. Nach ihrer Heirat lebte sie als freie Virtuosin, Komponistin und Pädagogin. Sie konnte sogar nach dem Tod ihres Gatten durch die Einkünfte aus ihren Kompositionen in Wohlstand leben. Ihre Oper Céphale et Procris war 1694 die erste einer (weiblichen) Komponistin, die an der Académie royale de musique in Paris aufgeführt wurde.

#### Weibliche Kreativität unter bzw. ohne sexistischem Vorurteil oder ökonomischer Beschränkung
Die Gefahr für unverheiratete Musikerinnen, der Prostitution zugerechnet zu werden, bestand schon in der Antike. Johann Gottfried Walther nennt in seinem Musiklexikon von 1732 die Ambubajae, „gewisse Weiber“ aus Syrien, die nach Rom kamen, wo sie

„auf verschiedenen Instrumenten spieleten und dadurch junge Kerl an sich lockten, daher sie auch in nicht gar grosser ‚renommée‘ lebten. Sie hielten sich sonderlich in Circo, den Bädern und andern Orten auf, wo es lustig zugieng.“

Von süddeutschen „frouwe“, „maidlin“ oder „Jungfrauen“ haben sich zwischen 1420 und 1574 zahlreiche Zeugnisse bezahlter musikalischer Dienste als Sängerinnen oder „Lautnslagerinnen“ erhalten. Ihre Namen blieben meist unbekannt, ebenso Näheres über ihre Ausbildung und darüber, wie weit ihre Selbständigkeit ging, beziehungsweise ob sie verheiratet waren oder nicht.
Töchtern aristokratischer Kreise wurde in der Regel eine Ausbildung zuteil, die eine ernsthafte Musikausübung begünstigte, wie die der Heinrich-Schütz-Schülerin Sophie Elisabeth von Braunschweig, deren Singspiel Neu erfundenes Friedens Spiel genandt Friedens Sieg von 1642 (gedruckt 1648, zum Ende des Dreißigjährigen Krieges) das früheste erhaltene musiktheatralische deutsche Werk darstellt.
Es gab weitere in der Aristokratie hinsichtlich der Musik sehr positiv verlaufende weibliche Lebensschicksale: Maria Antonia Walpurgis von Sachsen (1724–1780), Kaiserin Maria Theresia sowie Anna Amalia von Braunschweig-Wolfenbüttel (1739–1807) hatten in der Zeit als Regenten-Vertreterinnen oder Erziehungsleiterinnen der unmündigen Söhne/Regenten die Möglichkeit, ihre musikalischen Fähigkeiten und Vorstellungen umzusetzen.

#### Nachteile in Adelsfamilien
Frauen des Adels und Hochadels waren allerdings in ihrer Autonomie oft vom Ehemann, Vater oder Bruder abhängig. Z. B. wurden Prinzessinnen in Deutschland gegenüber ihren Brüdern meist erbmäßig benachteiligt: Die Auswirkungen der von ihnen bei der Hochzeit verlangten Verzichtserklärung bekam insbesondere Wilhelmine von Bayreuth im Laufe ihrer Bayreuther Opernleitung zu spüren, deren ehrgeizige Pläne sie aufgrund fehlender finanzieller Ausstattung und Befugnisse nur auf Sparflamme umsetzen konnte.
Mit ihrer Oper Argenore setzte sie insbesondere ein Zeichen der Auflehnung gegen die Bevormundung durch das absolutistische Königtum, jeden Mann, der vom Vater vorgesehen ist, zu heiraten: Die Hauptfigur, König Argenore (der nach Ruth Müller-Lindenberg als Wilhelmines Vater diskutiert wird), nimmt sich in der letzten Szene auf offener Bühne das Leben, nachdem seine Familie durch diese Regel kaputt ging. Das zeigt Wilhelmine in Textbuch und Musik – eine unerhörte Tat im Absolutismus – denn das Hauptanliegen der höfischen Gattung Oper war, den Absolutismus zu verherrlichen, wozu auf der Bühne die Konvention des „Lieto fine“, des guten Endes, unabdingbar war. Die kontroversen Diskussionen über diese Oper halten seit der Aufführung 1993 der Erlanger Universität an.

#### Frauen in Berufen für die Musik

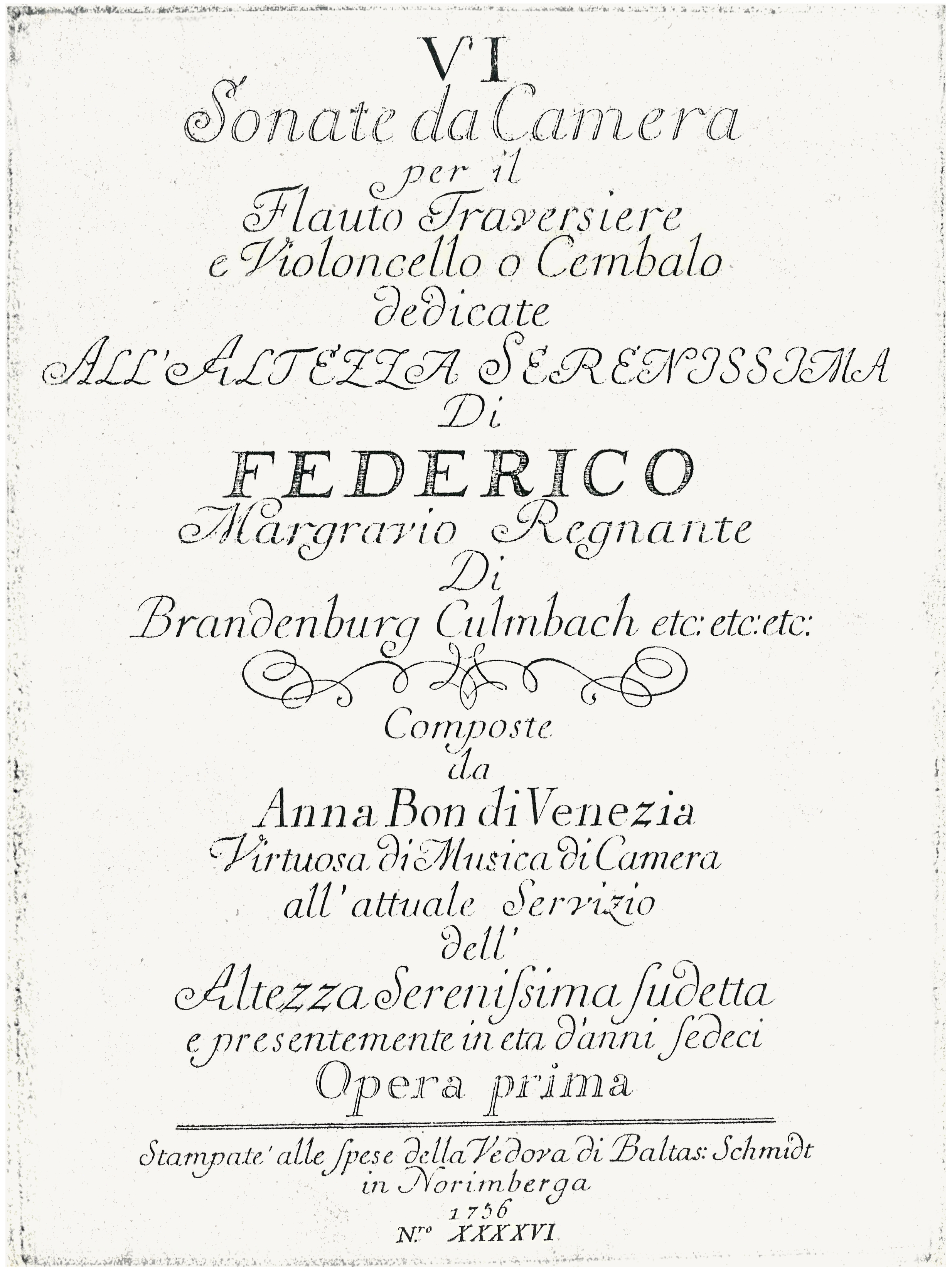
Druck …alle spese della Vedova di Baltas: Schmidt

Die Nürnberger Verlegerin Johann Balthasar Schmids Witwe, deren Name nicht bekannt wurde, übernahm den Verlag ihres verstorbenen Mannes, in dem Johann Sebastian Bach und dessen Sohn Carl Philipp Emanuel bedeutende musikalische Werke veröffentlicht hatten. Sie unterzeichnete mit „alle spese della Vedova di Baltas: Schmidt“ (auf Kosten der Witwe Balthasar Schmids).
In der väterlichen Werkstatt lernte die Klavierbauerin und Pianistin Nannette Streicher (1769–1833), Tochter des berühmten Augsburger Klavierbauers Johann Andreas Stein. Sie machte sich in Wien selbstständig, wo sie neue technische Bauweisen erfand. Ihre Klaviere und Flügel gehören heute zu den gesuchten Raritäten.
Die sozialen Lebensumstände von Klavierlehrerinnen des 17. bis zum Beginn des 19. Jahrhunderts in Frankreich, der Schweiz, den Niederlanden, Deutschland und Österreich macht Claudia Schweitzer lebendig. Diese internationale Recherche zeigt, dass die Lehrerinnen und Künstlerinnen oft aus Musikerfamilien stammten. Sie konnten von ihrem Verdienst selbstständig leben, und einige von ihnen veröffentlichten Klavierschulen, wie beispielsweise Hélène de Montgeroult (1764–1836). Sie war nach derzeitigem Wissensstand (2014) die erste angestellte Klavierprofessorin an einem Konservatorium, einer beruflichen Ausbildungsstätte. Sie gehörte zum ersten Lehrkollegium des 1795 neu gegründeten Conservatoire de Paris.
Damit wird die andere Seite des Musiklebens, die der Pädagogik deutlich, deren großer Anteil seit Jahrhunderten in den Händen der Frauen liegt.
Die Liederkomponistin Louise Reichardt (1779–1836) war 1816 Mitinitiatorin des Hamburger Singvereins, der sich um die Aufführung Georg Friedrich Händelscher Oratorien verdient machte. Sie gründete und leitete ihren eigenen „Chorverein“ und organisierte in Hamburg und Lübeck „geistliche“ Musikfeste.

### Musikalische Berufsausbildung in Deutschland heute
Bei der Auswahl der musikalischen Berufsausbildungsstätten sind die Möglichkeiten heute für Frauen sowohl im klassischen, als auch Popbereich vielseitig. Sie reichen von praktischer Musik – den klassischen Berufen Orchestermusikerin, Sängerin, Dirigentin – bis zu Komponistin und den pädagogischen Fächern Musiklehrerin/Schulmusikerin, Lehrerin für Musikalische Früherziehung, Rhythmikerin, Musiktherapeutin sowie Musikwissenschaftlerin, Musikjournalistin, Musikkritikerin, Tonmeisterin, Instrumentenbauerin, Verlagsleiterin. Die meisten Berufe sind in Verbänden organisiert. Vorbehalte gegenüber Instrumentenwahl bei Frauen gibt es nicht mehr. Aussichten auf Professuren und Lehrstühle an Universitäten sind jedoch noch wenig aussichtsreich.
Berufsfachschulen, Fachakademien, Konservatorien, Hochschulen und Universitäten für Musik sind über die ganze Bundesrepublik verteilt:
Dachverband ist der Deutsche Musikrat; die Neue Musikzeitung des Gustav Bosse Verlags vertritt alle deutschen Verbände und Aktivitäten.

#### Laien- und Jugendbildung Musikschule
Der zweijährlich in wechselnden Städten stattfindende Deutsche Musikschulkongress des Verbandes deutscher Musikschulschulen stellt interessierten Pädagoginnen und Pädagogen musikalische Aktivitäten rund um die musikalische Laienausbildung in Workshops, Vorträgen und Ausstellungen vor. Er wird vom Verband deutscher Musikschulen, kurz „VdM“, durchgeführt und vom Bundesministerium für Bildung und Forschung gefördert. Für jede Veranstaltung erscheinen bebilderte Programmbücher der Veranstaltungen. Der letzte Kongress (Stand 2014) fand im April 2013 unter dem Motto Faszination Musikschule statt.
Das sorgfältig erarbeitete Programmbuch dokumentiert bei großer Vielfältigkeit der Veranstaltungen und Aktivitäten einen Überhang an männlichen Referenten, ein fast ausschließlich männliches Gremium des VdM Bundesvorstandes, dagegen einen deutlichen Überhang der Frauen bei den Bundes- und Landes-Eltern Vertretungen (S. 134 ff).
Überproportional viele Frauen engagieren sich in den Bereichen Musiktheater, Ausdruckstanz und auch im Chorgesang. Von ihnen wurden auch einige jährlich stattfindende Musikwochen ins Leben gerufen, in Österreich beispielsweise in Kärnten und in Traunstein.

#### Musik mit behinderten Menschen
Seit über 15 Jahren wird an deutschen Musikschulen offiziell mit behinderten Menschen Musik gemacht. Über diese Arbeit mit neu praktiziertem Ansatz erschien ein Erfahrungsbericht von Lehrern, die sich damit beschäftigt haben.

„Motto von Prof. Dr. Werner Probst: Jeder Mensch ist fähig, Musik zu erleben und zu produzieren und in diesem Sinne musikalisch. Diese Musikalität und damit jede musikalische Anlage ist entwickelbar.“

Von den in diesem Band enthaltenen Beiträgen aus der Praxis liegt die Anzahl der Referentinnen nur wenig unter der Zahl der (männlichen) Referenten.

### Komponistin als Beruf, historisch
Komponist oder Komponistin zu sein, war noch im Barock selbstverständlicher Teil des Musikerinnenlebens. Erlangte eine Frau Anerkennung als Komponistin – frühe Beispiele dafür zeigt Johann Gottfried Walthers Musik Lexikon von 1732 – war dennoch die Chance gering, dass ihr Name bis in die erste große deutsche Nachkriegsenzyklopädie „MGG“ „überlebte“. Eva Weissweiler spricht vom „weitgehenden Fehlen von Artikeln über Komponistinnen beziehungsweise deren hämisch-sexistische(r) Zurücksetzung“. Die Erfindung des Musikdruckes brachte den Komponistinnen ein öffentliches Forum, das sie aber vor den Männern verteidigen mussten. Die Renaissance-Komponistin Maddalena Casulana Mezari formulierte im ersten (bekannten) Musikdruck einer Frau, es sei ein „närrischer Irrtum der Männer“, zu glauben, „dass sie allein die Meister hoher intellektueller Fähigkeiten seien“.
Barbara Strozzi, ihre spätere Kollegin in Venedig, sorgte sich im Vorwort ihres Primo Libri de Madrigali (Venedig 1644) vor den „Blitzen der vorbereiteten Verleumdungen“ [der Männerwelt].
Nur zwei Komponistinnen wurden von der renommierten Accademia Filarmonica in Bologna aufgenommen: Marianna Martinez (1744–1812) und Maria Rosa Coccia (1759–1833). Ein Mitglied dieser Komponistenvereinigung zu sein bedeutete, das Privileg zu besitzen, eigene Werke zu veröffentlichen. Dagegen hatte die Accademia dell’Arcadia in Rom, die sich um das Opernlibretto verdient machte, grundsätzlich auch weibliche Mitglieder, darunter die preußische Prinzessin Wilhelmine von Bayreuth und die sächsische Kurfürstin Maria Antonia Walpurgis (1724–1780).

Über den Verbleib der Kompositionen der Markgräfin Wilhelmine von Bayreuth, beziehungsweise ihrer großen Notensammlung, ist nur bekannt, dass letztere gerettet wurde, dennoch ist sie bis heute unauffindbar. Der Deutung Otto Vehs zufolge, versuchte man nach ihrem Tod 1758 jedes Andenken an Wilhelmine wegen ihres politischen Einflusses auf ihren Lieblingsbruder Friedrich den Großen zu unterbinden. Zum Vergleich: Friedrich der Große komponierte seit seiner Kronprinzenzeit, in engem Kontakt mit ihr, über 120 Flöten-Sonaten, die alle zu seinen Lebzeiten durch Kopistenabschriften auf seine Schlösser verteilt und dort gespielt wurden. Der Bach-Biograph Philipp Spitta nummerierte sie, versah sie mit Incipit-Verzeichnis (thematisches Verzeichnis) und gab sie Ende des 19. Jahrhunderts in der 4-bändigen Prachtausgabe  Friedrichs des Großen Musikalische Werke zusammen mit dessen anderen Kompositionen heraus. Dagegen tauchten erst Ende des 19. beziehungsweise Anfang des 20. Jahrhunderts einzelne Kompositionen der Wilhelmine von Bayreuth verstreut an weit voneinander entfernten Orten auf.
Männer und Frauen übten Geringschätzung an Komponistinnen gleichermaßen. Alma Mahler und Fanny Hensel beschreiben den Zustand, wie es sich „anfühlt“, zu komponieren, aber nicht zu dürfen. Bei beiden klingt die emotionale Tragweite an, was das „Kreativitätsverbot“ für die schöpferische Musikerin bedeutete:

„Kräht ja doch kein Hahn nach mir [und:] Man verliert am Ende selbst mit der Lust an solchen Sachen das Urteil darüber, wenn sich nie ein fremdes Urteil, ein fremdes Wohlwollen entgegenstellt“

Beider Lebensgeschichten sind Beispiel dafür, wie durch gesellschaftliche Normen und tradierte Geschlechtertheorien weibliches Selbstvertrauen und Kreativität belastet wurden. Paradox in Bezug auf Alma Mahler ist, dass sie zwar außerordentlich emanzipiert war und ihre Interessen gezielt zu ihrem Vorteil durchzusetzen wusste, aber trotzdem das Komponieren einstellte.

### Komponistin als Beruf, international
Die International Alliance for Women in Music (IAWM) ist eine globale Organisation, die Aktivitäten von Frauen in der Musik unterstützt, besonders das Komponieren, Aufführen und Forschen in Bereichen, in denen die geschlechtliche Diskriminierung eine historische oder gegenwärtig von Interesse ist. Die IAWM engagiert sich gegen die Diskriminierung weiblicher Musiker in Orchestern und tritt dafür ein, Beiträge weiblicher Musiker im universitären Bereich zu veröffentlichen.
Komponistinnen Festivals sind eine Rarität. Das Internationale Festival Komponistinnen gestern-heute in Heidelberg wurde 1985 zum ersten Mal durchgeführt.

#### Selbstzeugnisse
- Die englische Komponistin Elisabeth Lutyens (1906–1983) komponierte Zwölftonmusik, ohne von Arnold Schönbergs Zwölftontechnik zu wissen:

„Oh – did Schoenberg use the twelve-tone method too?“

- Gloria Coates (1938–2023), amerikanische Komponistin:

„[…] was auch immer ich erfinde, es ist meine ganz aufrichtige Suche nach der Wahrheit, und dass die Musik aus verborgenen Teilen meines Selbst kommt, sowohl emotional, als auch intellektuell.“

- Die Rumänin Violeta Dinescu (* 1953) fühlte sich als Kind von Geräuschen, wie denen einer über das Klavier laufenden Katze, fasziniert. Zum Komponieren sagt sie:

„Bei jeder Komposition versuche ich am Anfang eine Rechtfertigung für die Organisation des musikalischen Materials zu finden, indem ich fortwährend nach einer Sphäre, einer Vorstellung suche, wo die Flut der Phantasie mit der Rigorosität des formbildenden Gedankens zusammentrifft. Komponieren ist für mich eine Lebensstruktur, etwas, das mein ganzes Leben durchzieht.“

- Die Rumänin Adriana Hölszky (* 1953):

„Ich mache es so wie ein Bildhauer, nehme das Material und probiere, und dann reift eine Form. Dabei kommen manchmal Sachen zustande, die ich am Anfang überhaupt nicht geahnt habe.“

### Komponistin der Moderne und Gegenwart im deutschen Sprachraum
1989 erschien unter der Regie von Leni Neuenschwander die Dokumentation Die Frau in der Musik, worin Die internationalen Wettbewerbe für Komponistinnen 1950–1989 erfasst und ausgewertet sind. Bebilderte Komponistinnenporträts und ein Register weisen weit über fünfhundert zeitgenössische Komponistinnen aus über 30 Ländern der Welt auf.
Es dauerte nach dem Zweiten Weltkrieg lange, bis Komponistinnen wahrgenommen wurden. Noch 1973 war in Reclams Klaviermusik Führer zu lesen, Polen habe neben und nach Fréderic Chopin keine Komponisten „hervorgebracht, die zu Weltruhm gelangten“. Dabei wurde die „legendäre Symbolgestalt der mittleren polnischen Komponistinnengeneration“, Grażyna Bacewicz, übergangen, doch bekam sie 1973 im Supplementband 15 von MGG I einen eigenen Artikel. Sich zu einer authentischen persönlichen Musiksprache zu bekennen, war für Komponistinnen ein Kampf gegen Diskriminierung.
Wenn auch im Jahre 1999 die historischen Komponistinnen im öffentlichen Musikleben noch kaum zu Wort gekommen sind, wenn auch erst 1998 eine Professorin einen Lehrstuhl für Frauenmusikforschung an einer deutschen Musikhochschule erhielt (Dortmund), so ist nicht zu übersehen, dass die modernen Komponistinnen sich selbstbewusst auf den internationalen Stätten von Donaueschingen bis Warschau behaupten. In Nordamerika sind um diese Zeit von den Kompositionsstudierenden die Hälfte Frauen.
Die 1982 geborene Komponistin Brigitta Muntendorf erhielt 2014 den begehrten Siemens Musikförderpreis.

#### Selbstzeugnisse
- Die Hamburgerin Ruth Schönthal (1924–2006):

„In meiner Familie bin ich nicht mit Komplexen in der Hinsicht belastet worden, daß die Frau dem Mann nicht künstlerisch und intellektuell ebenbürtig sei. Im Gegenteil: meine Eltern haben sich eine Komponistin gewünscht und mich immer sehr unterstützt“

Als Schönthal gefragt wurde, ob ihre Komposition „Aus dem Tagebuch einer Frau“ im Zusammenhang mit ihrer Tätigkeit als zweite Vorsitzende des amerikanischen Komponistinnenverbandes stehe, antwortete sie:

„Nein, nicht mit meiner Tätigkeit im Komponistinnen Verband, sondern mit meinen speziellen Sensitivitäten, Gefühlen und Erfahrungen als Frau und Freundin von Frauen. Das Klavierstück ‚Aus dem Tagebuch einer Frau‘ schildert das Leben von Frauen, wie ich sie kenne, mit ihren Freuden, Schmerzen, Problemen. Es zeigt die Indoktrination, d. h. Kinder, Küche, Kirche und ein junges Mädchen voller Enthusiasmus und Zärtlichkeit; […]“

Sie habe die Zweideutigkeit der Gefühle „in einem Hochzeitsmarsch herausgearbeitet, der gleichzeitig ein Trauermarsch ist“ und – als weiteres Beispiel – einen Walzer in der rechten und Foxtrott in der linken Hand mit ihren rhythmischen Überlagerungen aufeinander treffen lassen. „Im Allgemeinen hat meine Musik nicht nur mit Frauen zu tun, sondern mit Musik und Menschlichem.“
- Die österreichisch-schweizerische Komponistin Patricia Jünger (1951–2017) äußerte sich über ihren Beruf:[171]

„Man muss wirklich blöd genug sein, zu glauben, dass man davon leben kann (vom Komponieren). […] Also, ich stehe vor dem Phänomen Musik wie vor einem Rätsel. Aber – eins stimmt eben nicht: Wenn ich einen Klang in die Hand nehme, dann ist es so, wie wenn eine Bildhauerin Sand angreift: ein Material zum Greifen. Das ist nichts, was entmaterialisiert herum rennt.“

### Weibliche UFA-Stars

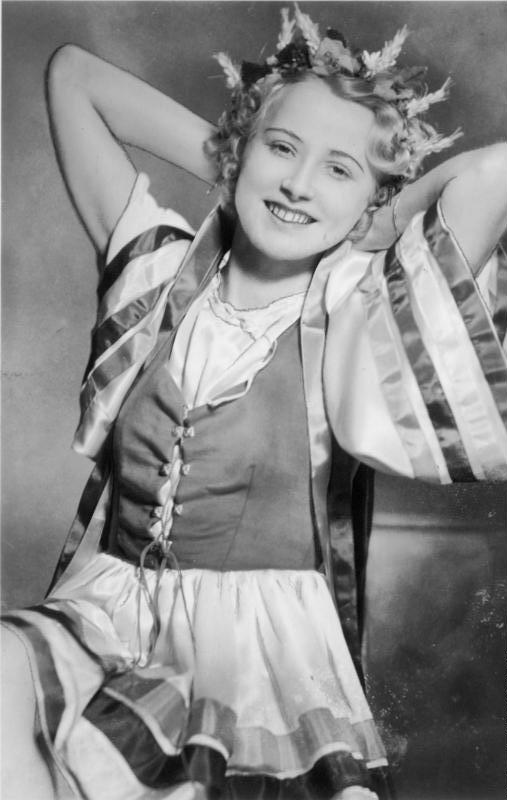
Marika Rökk

Obwohl im Nationalsozialismus für Frauen allgemein die Rolle der „Kameradin“, „Dulderin“ und vielfachen Mutter propagiert wurde (siehe auch Frauen im Nationalsozialismus), blieb der UFA-Unterhaltungsfilm fast frei von diesen Klischees. Tatsächlich spielten Frauen dort eine, für diese Zeit, ungewöhnliche und gewichtige Rolle. Sie traten stark, geheimnisvoll oder klug auf. Oft halfen sie den Männern aus der Patsche und wo diese zögerten, trafen sie selbstbewusst die richtigen Entscheidungen. Manche von ihnen führten ein überraschend unabhängiges Leben und selbst wenn sie sich unterordneten, kreiste das Geschehen um sie. Neben diesen komplexen, interessanten Persönlichkeiten nahmen sich die Männer oft wie Schatten aus. Die weiblichen Stars jener Zeit waren unter anderem Zarah Leander, Marika Rökk oder Ilse Werner. Sie agierten nicht nur als Schauspielerinnen, sondern ebenso als Interpretinnen im musikalischen Unterhaltungsbereich wie Tanz- oder Revuefilmen.
Als eines der bekanntesten Beispiele entwickelte sich die Schwedin Zarah Leander innerhalb weniger Jahre zur bestbezahlten Filmschauspielerin und Sängerin Deutschlands, wobei sie ebenso in Operetten und Musicals auftrat. Von 1937 bis 1943 entstanden ihre bekanntesten Filme: Zu neuen Ufern, La Habanera (beide 1937), Heimat (1938), Es war eine rauschende Ballnacht (1939 gemeinsam mit Marika Rökk), Die große Liebe (1942) oder Damals (1943). Mit ihrer prägnanten Altstimme faszinierte und irritierte sie die Kritiker gleichermaßen. Obwohl sie die Durchhalteparolen mit Schlagern wie Davon geht die Welt nicht unter (nach schweren Bombenangriffen auf deutsche Städte) unterstützte oder die Hoffnung auf die „Wunderwaffe“ mit Ich weiß, es wird einmal ein Wunder gescheh’n besang, empfand sie sich, wie die übrigen Stars, als völlig unpolitisch.
Die deutsch-österreichische Operettenlegende Marika Rökk erhielt schon früh eine Ausbildung zur Tänzerin und ging auf Tournee durch Europa und Amerika, bevor sie von der UFA entdeckt wurde. Zu ihren größten Erfolgen in dieser Zeit zählten Filme wie Gasparone (1937) oder Hallo Janine (1939). Filmschlager wie Musik, Musik, Musik (Ich brauche keine Millionen) wurden zu Evergreens. Da sie zu den führenden Stars unter den Nationalsozialisten gehörte, erhielt sie in den ersten Nachkriegsjahren Auftrittsverbot. In den 1950er Jahren setzte sie ihre Karriere in, oftmals amerikanisch beeinflussten, Musikfilmen fort. 1962 zog sie sich vom Film zurück und wechselte auf die Bühne, wo sie in diversen Operetten und Musicals auftrat. 1992 feierte sie im Alter von 79 Jahren anlässlich des 110. Geburtstags von Emmerich Kálmán noch einmal ein Bühnen-Comeback in Budapest als Gräfin Mariza.
Bekannt wurde die in Batavia geborene Ilse Werner durch ihre Lieder und durch ihre Pfeifkünste. Sie galt als Inbegriff für heitere, niveauvolle Unterhaltung. Berühmt wurde die Absolventin des namhaften Max Reinhardt Seminars mit Filmen wie Wunschkonzert (1940), dem Jenny-Lind-Epos Die schwedische Nachtigall (1941), Wir machen Musik (1942), Münchhausen (1943) und Große Freiheit Nr. 7 (1944). Auch sie erhielt ein zeitweiliges Berufsverbot, kehrte aber 1950 mit Die gestörte Hochzeitsnacht auf die Bühne zurück. In den 1970er Jahren gelang ihr mit dem Stück Wir sind noch einmal davongekommen von Thornton Wilder der Wechsel ins Charakterfach. Daneben engagierte sich Ilse Werner als Show- und Talkmasterin sowie in verschiedenen Fernsehrollen.

### Afroamerikanische Sängerinnen
Bessie Smith (1894–1937), Josephine Baker (1906–1975, auch Tänzerin), die Gospelsängerin Mahalia Jacksons (1911–1972), die in Deutschland aus Protest gegen die Diskriminierung von Afroamerikanern auftrat. Ella Fitzgerald (1917–1996), Sarah Vaughan, Billie Holiday, Nina Simone (1933–2003, auch Songwriter), Tina Turner (1939–2023), Aretha Franklin (1942–2018), Joan Armatrading (* 1950, auch Songwriter), Tracy Chapman (* 1964, auch Songwriter).

### Bands, Popularmusik, „Musikszene“
Zu den in den 1970er Jahren noch seltenen Band-Musikerinnen zählt etwa Linda McCartney der Rockband Wings. In der populären Musikszene überwiegen die männlichen Bands vor den weiblichen. Dieses Defizit der Frauen wird von Judith Förner mit überkommenen Gewohnheiten im schulischen Programm der Mädchenerziehung in Zusammenhang gebracht. Dem gegenüber ist die Liste der renommierten solistischen Popsängerinnen unserer Zeit lang. Die kommerziell erfolgreichsten Sängerinnen der vergangenen 50 Jahre waren Madonna, Mariah Carey, Céline Dion, Whitney Houston und Barbra Streisand. In der Billboard-Chartrangliste für die Jahre 1992 bis 2012 belegten Popsolistinnen 13 der ersten 20 Plätze, allen voran Rihanna, Pink und Britney Spears, während nur zwei männliche Solisten vertreten waren.
Siehe auch: Polnische Sängerinnen des Wettbewerbs „Fryderyk“ („Sängerin des Jahres“ seit 1994)

### Dirigentinnen

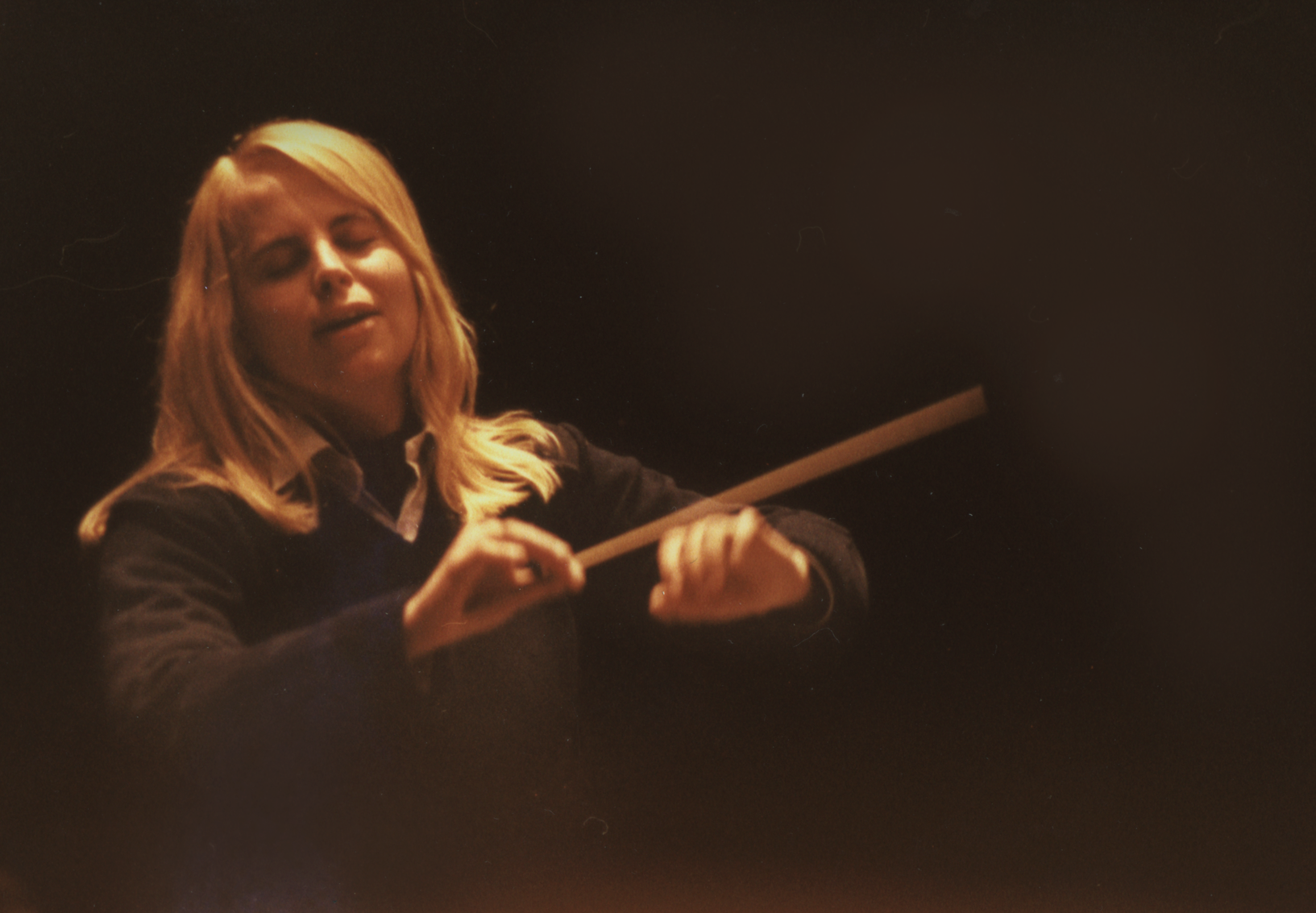
Die Dirigentin Hortense von Gelmini 1975

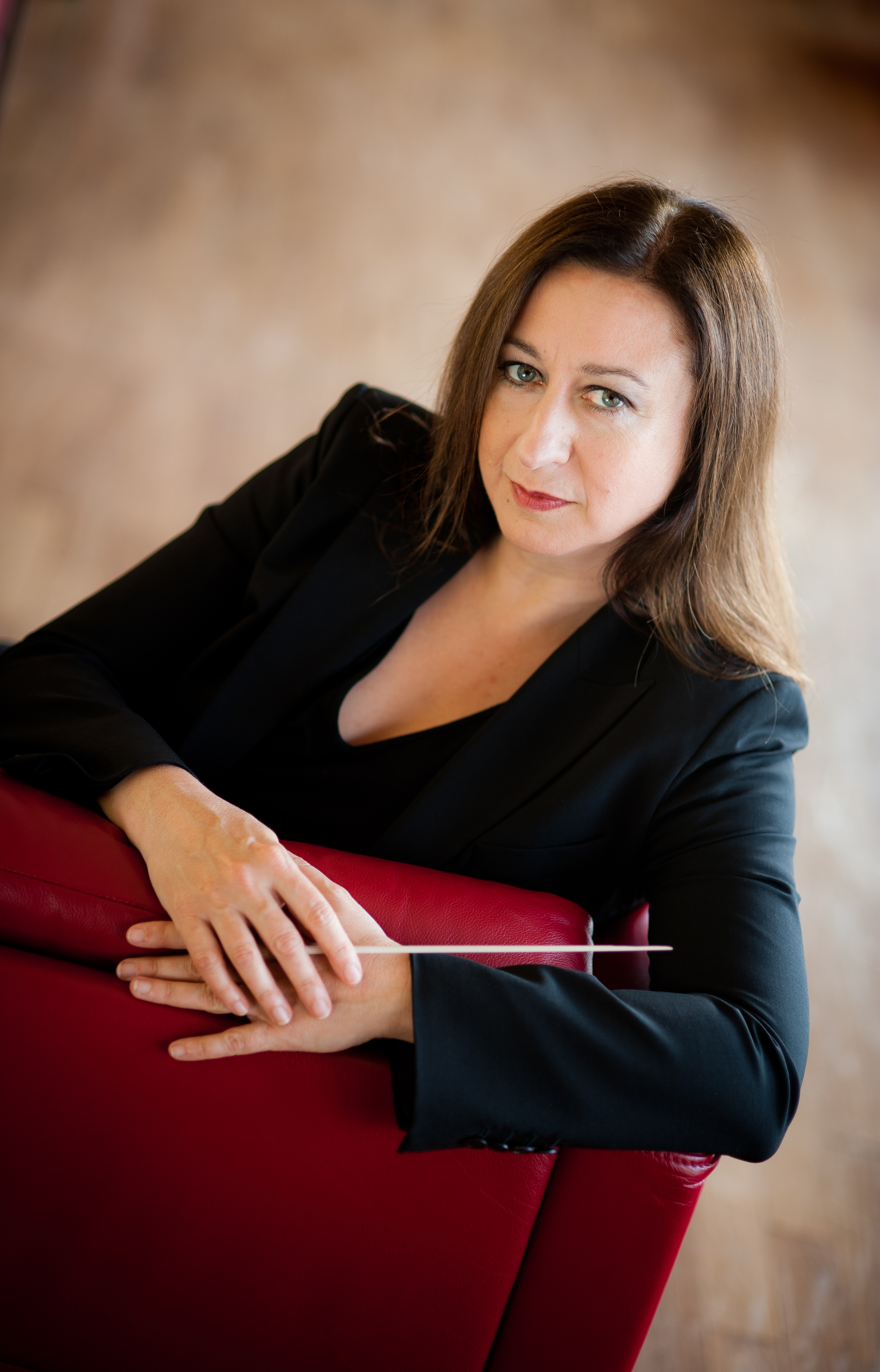
Die australische Dirigentin Simone Young (2010)

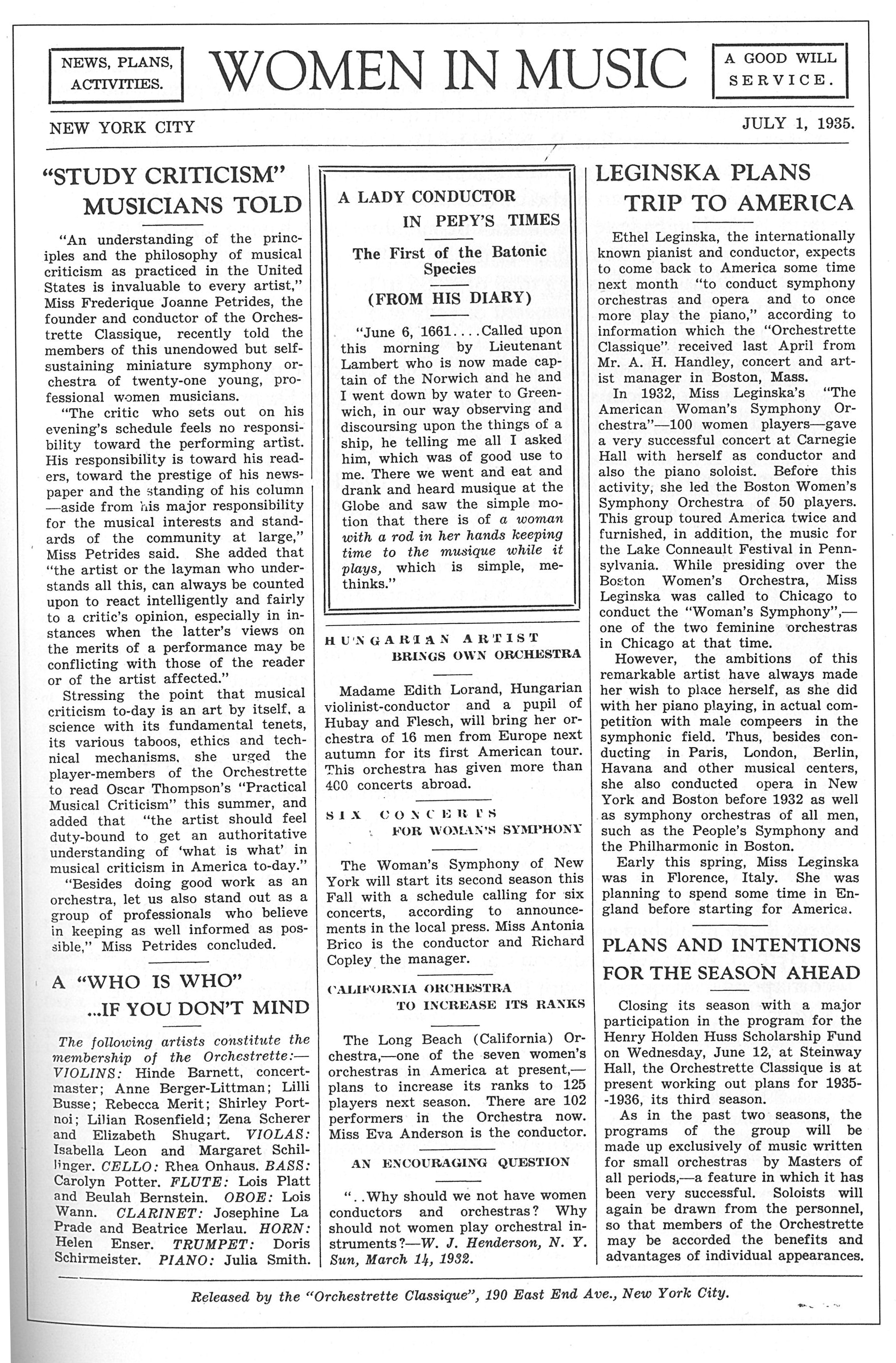
1935: Frauenorchester und Dirigentinnen in Amerika

Die französische Dirigentin und Komponistin sowie Dirigier- und Kompositionslehrerin Nadia Boulanger (1887–1979) antwortete auf die Frage, wie sie sich „als Frau am Pult“ fühle: „Wenn ich zum Dirigieren aufstehe, denke ich nicht darüber nach, ob ich Frau oder Mann bin. Ich mache meine Arbeit.“ Die Dirigentin Elke Mascha Blankenburg bestätigt, dies sei auch heute noch (2003) eine der ersten Fragen, die an Dirigentinnen gestellt würde. In Konzertkritiken käme häufig nur die Beschreibung der Abendrobe der Frau am Pult vor anstatt Inhalte der musikalischen Interpretation. Bekannt wurden solche Bemerkungen im Zusammenhang mit der ersten international bekannten deutschen Dirigentin des 20. Jahrhunderts, Hortense von Gelmini: „Symphonie in Blond“, „Rot wird sie nur beim Fortissimo“, oder die verbale Entgleisung „Wenn sie wenigstens nackt dirigieren würde“.
Dass es schon immer Dirigentinnen gab, wurde bislang laut Blankenburg nie recherchiert. Vittoria Raffaella Aleotti aus Ferrara dirigierte im 16. Jahrhundert bereits mit einem Dirigierstab. Sophie Charlotte, die erste Königin in Preußen, leitete italienische Opern vom Cembalo aus. Fanny Hensel dirigierte die Sonntagsmusiken in Berlin. Und viele Musikerinnen machten es ähnlich, ohne dass die Musikgeschichte davon Notiz nahm.
2002 gibt es 76 Opernhäuser in Deutschland, die regelmäßig bespielt werden; von den 76 Musikdirektoren sind nur zwei weiblich. Laut Blankenburg gibt es in Deutschland weitere 34 unabhängige Sinfonieorchester für Konzerte; von den festangestellten Dirigenten ist eine einzige (0,5 %) weiblich.
Dirigentinnen und Frauenorchester gab es in USA bereits 1935; in Deutschland wurden Hortense von Gelmini, Elke Mascha Blankenburg sowie die Hamburger Generalmusikdirektorin Simone Young bekannt.

### Solistinnen
Während musikalische Knaben bereits in den Scholas der Kirchen nach jahrhundertealter Tradition ausgewählt und ausgebildet wurden, mussten bei Mädchen besonders glückliche Umstände für eine erfolgreiche solistische (vocale oder instrumentale) Karriere zusammentreffen. Die bestausgebildeten Musiker waren Kastraten, sie lernten außer Singen gründlich Theorie, Instrument und Komposition. An den venezianischen Mädchenospedali war dasselbe möglich, trotz vaticanischem Verbot. Als die Oper sich etablierte und auch die Instrumente immer virtuoser gehandhabt wurden, konnten aufgrund früh begonnenem Unterricht Solistinnen heranwachsen.
Das Glück eines musikliebenden Vaters, der seinen Töchtern schon im Kindesalter Musikunterricht angedeihen ließ, hatte bereits in der Renaissance Vittoria Raffaella Aleotti, sie wurde eine berühmte Organistin. Die Gambistin Dorothea vom Ried, ein österreichisches „Wunderkind“ aus reisender, konzertierender Virtuosenfamilie, ist Beispiel für Begabungsförderung durch ihre Familie Mitte des 17. Jahrhunderts. 100 Jahre später wäre das fraglich gewesen. Sie wurde zu Lebzeiten vom Weimarer Hofdichter Georg Neumark besungen.
Die erste international bekannte Violinsolistin war Anna Maria dal Violin, für die ihr Lehrer Antonio Vivaldi am venezianischen Ospedale della Pietà 31 Violinkonzerte schrieb. Die Venezianerin Faustina Bordoni, die heute als „erste Primadonna“ der barocken Opernbühne bezeichnet wird, hatte das Glück, von der Mäzenatenfamilie Marcello gefördert zu werden. Sie stand den besten Kastratensängern in nichts nach.
Maddalena Lombardini Sirmen wurde am Ospedale in Venedig sowohl als Sängerin, als auch Violinistin ausgebildet. Ein besonderes Privileg, bei Tartini in Padua Violine zu studieren, ermöglichte ihr eine moderne Violintechnik und der heutigen Musikwissenschaft eine grundlegende Abhandlung seiner Violintechnik in Gestalt eines Briefes an seine Schülerin. Ihre Konzertreisen führten sie nach Faenza, Turin, London, Paris, Dresden und St. Petersburg, wo sie ihre eigenen Kompositionen vortrug. Aus der Fülle ihrer Konzerterfahrungen komponierte sie Violinkonzerte und Streicher-Kammermusik. Ihre Quartett-Kompositionen wurden gleichzeitig mit den Quartetten op. 9 von Joseph Haydn in Paris gedruckt, beide gelten als Pionierarbeit. Als Frau gab es für Sirmen nicht die Möglichkeit, eine Orchesterstelle ins Auge zu fassen, wahrscheinlich sattelte sie deshalb um und wurde Sängerin auf der Opernbühne. Aufgrund ihrer vielseitigen und umfassenden Ausbildung im Ospedale dei Mendicanti in Venedig war ihr das möglich.

### Instrumentalistinnen
Die Vielfalt der Instrumente, die von Frauen im Mittelalter gespielt wurden, ging in den folgenden Jahrhunderten zurück. Eine Kupferstichserie der Renaissance von Tobias Stimmer (1539–1584) zeigt Frauen noch mit allen erdenklichen Instrumenten. Beispiel für ungebrochenes Musizieren ist die Orgel spielende, komponierende und dirigierende Ordensfrau Vittoria Raffaella Aleotti in Ferrara.
Wie Freia Hoffmann darlegt, erwuchsen den Frauen im bürgerlichen Zeitalter und teils bis heute Einschränkungen im instrumentalen Musizieren aus Gründen z. B. der „Schicklichkeit“, insbesondere der Orgel, des Cellos und der Gambe, den Instrumenten, die mit Beinarbeit zu tun hatten.
Mozarts begabte Schwester Anna Maria, genannt „Nannerl“, durfte weder auf die Orgelbank, wie ihr Bruder Wolfgang, noch bekam sie Kompositionsunterricht wie dieser. Für Frauen kam keine Stadtpfeiferstelle und keine Orchesterstelle in Frage. Es dauerte lang, bis Mädchen und Frauen ihr Instrument professionell erlernen und gar an einer Musikhochschule studieren durften. Das Pariser Konservatorium (Conservatoire de Paris), gegründet 1795, war nach der Ära der venezianischen Ospedali das erste Konservatorium, an dem Frauen ohne Einschränkung an allen musikalischen Fächern teilnehmen konnten.
Grundsätzlich unpassend für Frauen galten lange besonders die Blas- und Schlaginstrumente. Es kam letztlich zur hervorstechenden Beliebtheit des Klaviers und zum Dilettantentum dieses Instrumentes. Hoffmann berichtet, dass sich von etwa 600 namentlich bekannten Instrumentalistinnen in Deutschland zwischen 1750 und 1850 90 Prozent an die „erlaubten“ Instrumente Klavier, Zupfinstrumente, insbesondere Harfe, sowie Glasharmonika hielten.
Der Anteil von Musikerinnen im Orchester war traditionell sehr niedrig. Die Geigerin Madeleine Carruzzo war 1982 die erste Frau bei den Berliner Philharmonikern, die 100 Jahre lang ein reines Männer-Orchester gewesen waren. Im selben Jahr stritten Chefdirigent Herbert von Karajan und das Orchester darüber, ob die Klarinettistin Sabine Meyer engagiert werden solle. Als der Intendant Peter Girth ihr im Januar 1983 einen Vertrag gab, kam es zum Eklat.

#### Mädchen am Klavier, ein ursprünglich deutsches Klischee

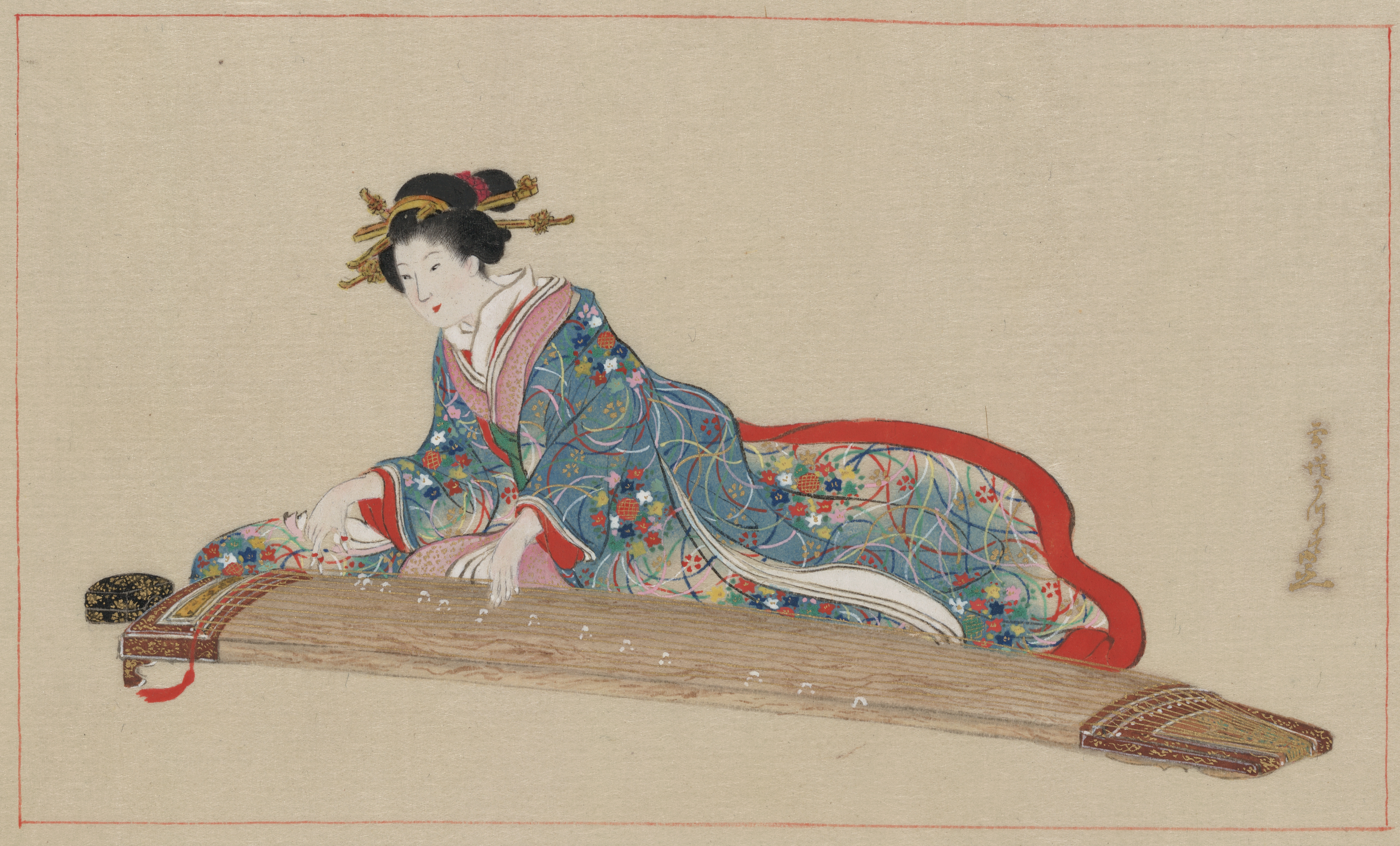
Koto spielende Japanerin, Tuschezeichnung von Hasegawa Settei (1819–1882), 1878. Sammlung Library of Congress

Noch zu Beginn des 20. Jahrhunderts gehörte das Spielen des japanischen Koto zum Bildungskanon der japanischen Jugend. Als Ende des 19. Jahrhunderts in Japan eine Festigung der Familie mit dem Mann als alleinigem Ernährer begann, entwickelte sich Hand in Hand damit eine geschlechtsspezifische Erziehung der Kinder. Gleichzeitig orientierte sich Japan mehr an westlicher Musikkultur, wobei das Nationalinstrument Koto vom europäischen Klavier verdrängt wurde. Das Klavier wurde das Instrument der Töchter und häuslicher Sammelpunkt der modernen japanischen Familie des Mittelstands. Das „häusliche Klavier“ etablierte sich so in Asien zuerst in Japan durch die Firmen Yamaha und Kawai, denen Samik in Korea folgte (usw.), die bald die geschäftliche Vernetzung mit Deutschland und Nordamerika suchten.
Dem deutschen Vorbild im 18. Jahrhundert konnte sich nicht einmal die virtuose Schwester Mozarts, Maria Anna Mozart entziehen: Mit 12 Jahren musste sie aufhören, öffentlich zu konzertieren. Mit dem internationalen Erfolg der selbstbewussten chinesischen, in Peking geborenen, virtuosen Pianistin Yuja Wang (* 1987) hat sich inzwischen das Klischee des sittsamen „Mädchens am Klavier“ überholt.

### Beispiele klassischer Sängerinnen
Renaissance:
Mit dem berühmten Gesangsensemble am Hof des Herzogs Alfons II. von Ferrara beginnt das Buch Five Centuries of Women Singers von Isabelle Emerson. „Il Canto delle Dame di Ferrara“ wurde in italienischen höfischen Kreisen und bis nach München und Wien bekannt (auch „Concerto delle Donne“). Alfonso II. d’Este hielt dieses Frauenensemble für seine höfischen Konzerte reserviert.
Die 12 Madrigale von Luzzasco Luzzaschis für ein bis drei Sopranstimmen und Generalbass entstanden für diese Sängerinnen. Die Partitur von 1601 enthält die notengetreue Ausführung der kunstvollen Verzierungen (Diminutionen = Auflösung langer Noten in viele schnelle). Damit ist eine präzise Vorstellung von der weiblichen Gesangskunst mit ihren hochvirtuosen technischen Finessen Ende des 16. Jahrhunderts möglich, noch bevor sich die Oper und das Kastratenwesen etablierte. Die Namen der konzertierenden „Donne“ sind überliefert, es handelt sich um Laura Peperara, Livia d’Arco, Anna Guarini (Tochter des Dichters und Hofsekretärs Giovanni Battista Guarini, auf den die meisten der Madrigal-Texte zurückgehen) sowie Tarquinia Molza.
Opernsängerinnen:

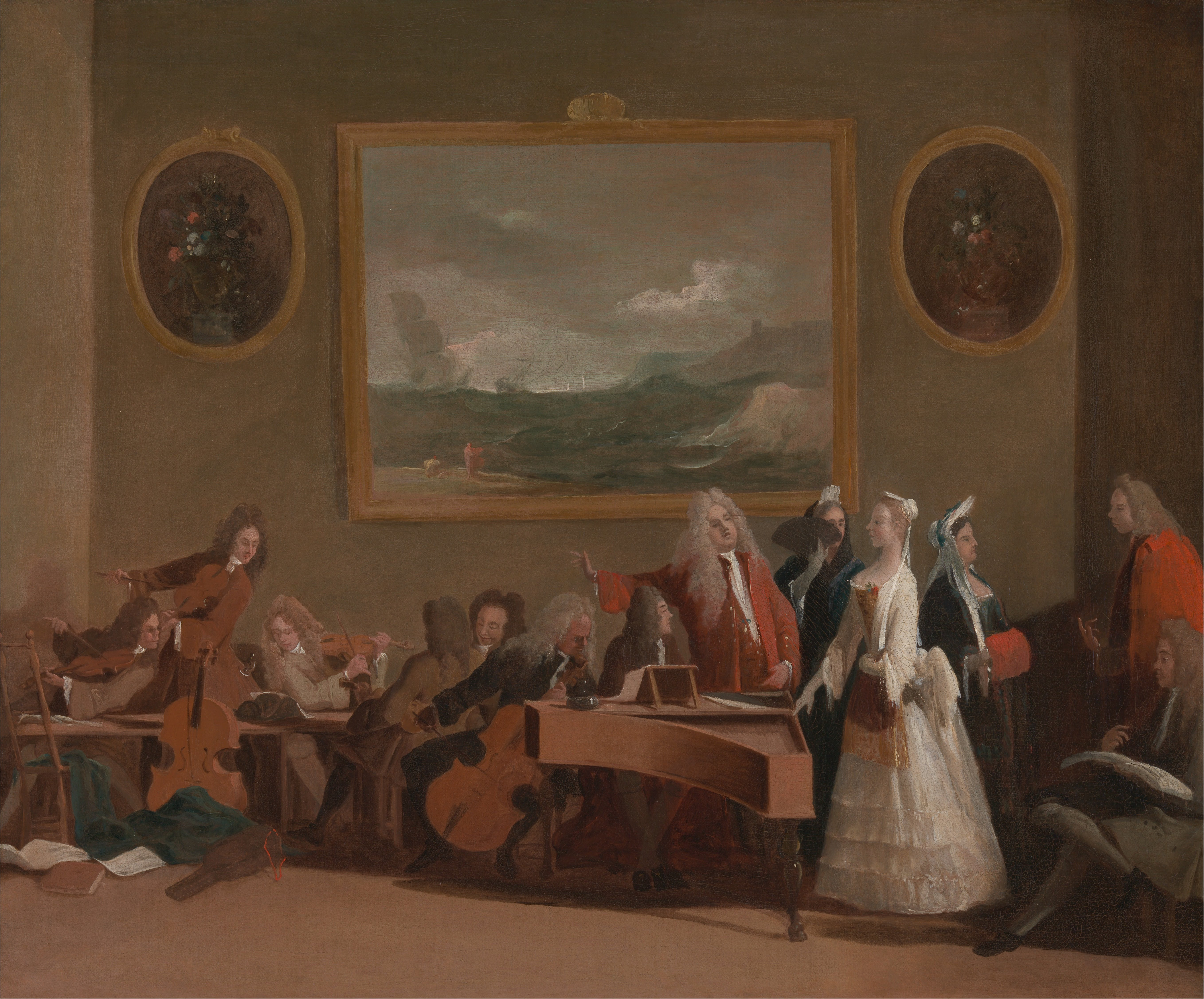
Marco Ricci (1676–1730): Probe für die Oper mit der ersten englischen, in einer italienischen Oper auftretenden Sängerin Catherine Tofts. Im Hintergrund, mit dem roten Muff, die italienische Sopranistin Margherita de L'Epine (auch Francesca Margherita de l'Épine)

Häufig als „erste Primadonna“ oder erste „Diva“ der Opernbühne wird Anna Renzi (etwa 1620–1660) genannt, die venezianische Zeitgenossin Barbara Strozzis. Sie wurde bewundert wegen ihrer Kunst, die menschlichen Affekte ihres Gesanges durch Gesichtsausdruck, Mimik und Gestik ihres Körpers zu unterstreichen.

Francesca Cuzzoni, die Londoner Konkurrentin Faustina Bordonis, sang auch männliche Heldenrollen, die für Kastraten geschrieben waren.
Marianne Pirker (1717–1782), „Tedesca“ (Deutsche), zählt unter den beliebten italienischen Opernsängerinnen an den europäischen Opernhäusern des 18. Jahrhunderts zu den selteneren Beispielen einer deutschen Primadonna. Mit ihrem Mann, dem Geiger und Librettisten (Übersetzer) Joseph Pirker, war sie an der Stuttgarter Hofoper angestellt, wo sie, als Leibeigene, ein hartes Schicksal ereilte. Als Freundin der Stuttgarter Herzogin Elisabeth Friederike Sophie von Brandenburg-Bayreuth wurde sie von deren Mann, dem Herzog Carl Eugen des Verrates seiner ehelichen Untreue bezichtigt und von ihm mit 10-jähriger Einzelhaft bestraft.
Anna Franziska Benda (1728–1781), Gothaer Hofsängerin, war die jüngste Schwester des böhmischen Violinvirtuosen Franz Benda, der sie im Gesang unterrichtete. Berühmt wurde sie in ihrer Zeit wegen gesanglicher Besonderheiten wie Seufzerpassagen, besonders lang ausgehaltener Töne und einer besonderen Trillertechnik. Ihre Kunst erinnerte an die Melodiegestaltung ihres Bruders, des Preußischen Konzertmeisters auf der Geige.
Im 19. Jahrhundert wurden die deutsche Sopranistin Henriette Sontag (1806–1854) und die französische Mezzosopranistin Maria Malibran (1808–1836) berühmt. Jenny Lind aus Schweden (1820–1887) ging als „Die schwedische Nachtigall“ in die Musikgeschichte ein. Sie war die erste weltweit reisende und zu ihrer Zeit meist gereiste Sängerin und prägte ein neues Sängerinnenprofil.
20. Jahrhundert
Vorzugsweise in der Welt der Oper sind im 20. Jahrhundert zahlreiche herausragende Sängerinnen zu nennen: Mitte der 1950er Jahre trat die erste schwarze Sopranistin an der Metropolitan Opera auf, die Altistin Marian Anderson (1897–1993). Sie hatte 1939 wegen ihrer Hautfarbe mit Diskriminierung zu kämpfen. In Europa zählen dazu die Sopranistinnen Erna Berger (1900–1990), die Koloratursopranistinnen Rita Streich (1920–1987) und Erika Köth (1925–1989). Relativ kurz war die Weltkarriere der griechischen Diva Maria Callas (1923–1977).
Berühmte Bühnensängerinnen des 20. und 21. Jahrhunderts sind Montserrat Caballé (1933–2018), Gwyneth Jones (* 1936), die schwarzen Sängerinnen Leontyne Price (* 1927) sowie die wegen ihrer unvergesslichen Bayreuther Rolle als „schwarze Venus“ in Richard Wagners Tannhäuser gefeierte Grace Bumbry (1937–2023); dann die slowakische Edita Gruberová („Königin der Nacht“) (1946–2021), die dänische Sopranistin Inga Nielsen (1946–2008) und die Hamburger Mezzo/Altistin Hanna Schwarz (* 1943). Zurzeit (2014) gilt als medienbeliebteste Sängerin weltweit Anna Netrebko (* 1971).

### Klangkünstlerinnen in Europa
- Lilli Friedemann (1906–1991) kreierte in den 1960er Jahren einen neuartigen Umgang mit Klang und Hören ausschließlich in der Gruppe, als sogenannte „Musikalische Gruppenimprovisation“. Ursprünglich klassische Violinistin, gab sie dafür das Konzertieren auf. In der von ihr gegründeten Gruppe wirkte die Komponistin Felicitas Kukuck mit. Als freischaffende Künstlerin und Hochschuldozentin lehrte Friedemann an Musikhochschulen, freien Musikinstituten und in privaten Kursen. Verwendet wurden beim Improvisieren die üblichen Instrumente, das Orff–Instrumentarium, und jegliches dafür verwendbare Material. Noch heute gibt es den von ihr gegründeten „Ring für Gruppenimprovisation“ in Hamburg.[212] Ihre Improvisationen erschlossen neue Klangbereiche, wie sie die sogenannte „Neue Musik“ beinhaltet. Ein pädagogischer Nebeneffekt war dabei, zum Verständnis der Neuen Musik beizutragen.[213][214] Das Exploratorium Berlin ist ein von ihr inspiriertes musikalisches Institut.

- Limpe Fuchs (* 1941) ist eine international bekannte deutsche Klangkünstlerin und Instrumentenbauerin auf einem unkonventionellen Weg und europäisches Beispiel dieser Richtung: „Die Formbarkeit des Klanges“.[215][216]

- Die moderne klassische Musikszene, eigentlich besser „ernste Musikszene“, zeigt – am Beispiel Deutschland – eine Fülle frei arbeitender Ensembles für neue Musik, deren Mitglieder und Begründer zunehmend Frauen sind, wie die Schrift freie ensembles für neue musik in deutschland (2007) zeigt.[217]

Neben den Ensembles für ausschließlich moderne Musik gibt es solche, deren Grenzen zwischen U- und E-Musik, alter und neuer Musik, alten und neuen Gattungen und improvisierter Musik nicht zu ziehen sind:
- Anna Katharina Kränzlein, Violinistin und Arrangeurin, veranstaltet Konzerte und Events mit verschiedenen Musikern bzw. Ensembles, in denen sie als klassische Violinistin mit moderner Schlagzeugbegleitung auftritt, um mit Improvisation zu enden. Dazu gehören auch Singen, Klavier und Drehleier spielen.[218] Nach einer klassischen Musikausbildung gehörte sie zu den Gründern der süddeutschen Mittelalter-Folk-Rock-Band Schandmaul.[219]
- Tarja Turunen aus Finnland (Ex-Nightwish) hat eine klassische Gesangsausbildung.[220]
- Olivia Trummer, aus einer Musikerfamilie stammend, lebt als Pianistin, Komponistin und Sängerin. Sie ist mehrfache Preisträgerin, Stipendiatin und konzertiert mit ihrem Tio.

## Komponistinnen in der Musikgeschichte

### Frühe Musikgeschichte

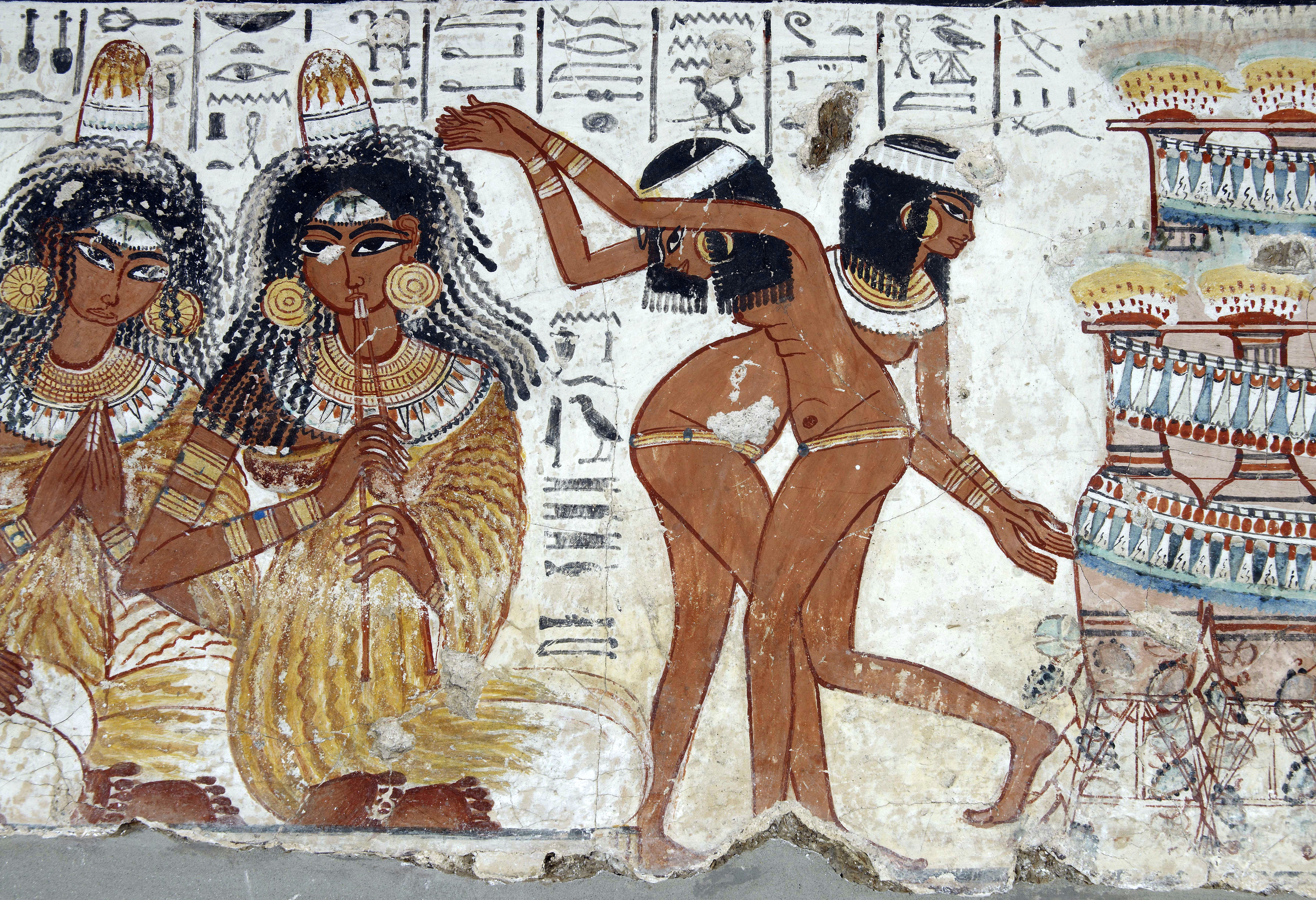
Aulosbläserin, Ägyptischer Memet um 1400 v. Chr.

„Saiten- und Flötenspiel, Gesang und der gemessenen Tanzschritt“ wurden in der Antike mit den mythologischen Halbgöttinnen, den Musen, in Verbindung gebracht. Nach wissenschaftlicher Erkenntnis war der mythologische Musenglaube vermischt mit tatsächlichen Erfahrungen in Vorzeiten. Die Musen erscheinen in den ältesten griechischen Schriften (Homer, 7. Jahrhundert v. Chr.; Platon, 4. Jahrhundert v. Chr.).

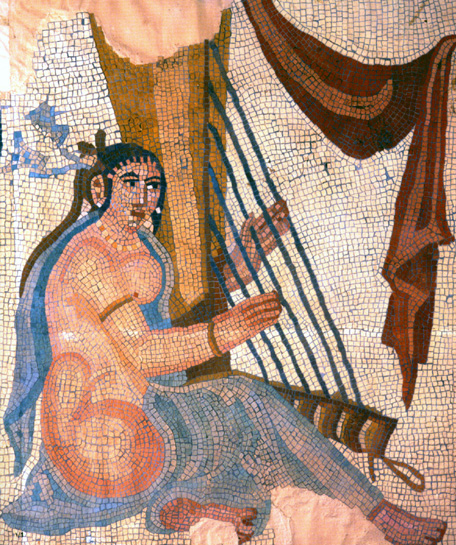
Persische Spielerin der Winkelharfe Tschang. Sassanidisches Mosaik aus Bischapur um 260 n. Chr., Louvre

Chinesische Pipa-Spielerin, Ausschnitt aus einer Seidenmalerei, Tang-Dynastie (ca. 836–907), Nationales Palastmuseum, Taiwan.

„Das wichtigste Saiteninstrument im Bereich der griechischen Kultur“, die Kithara (frühe Form Phorminx) wird auf der bisher ältesten bildlichen Darstellung, einem kretischen Tonsarg aus dem zweiten Jahrtausend vor Christus von einer Frau gespielt. Im Kapitel Musikalisch-schöpferische Frauen von der Antike bis zum Mittelalter ihres erwähnten Buches schildert Weissweiler diese Epoche. Der Begriff Komponistin ist für die frühe Musikgeschichte nicht ganz passend, weil er an eine Notenschrift gebunden ist, von der aus dem Altertum kaum Beispiele überdauert haben. Eine neue Notenschrift entwickelte sich erst ab dem Mittelalter.
Über die griechische Dichter-Musikerin Sappho auf Lesbos aus dem siebten vorchristlichen Jahrhundert berichtet der griechische Rhetor und Grammatiker Athenaeus erst im 3./4. Jahrhundert n. Chr., sie soll die „mixolydische Weise“, eine Oktavgattung des griechischen Tonsystems erfunden haben.
Die Hetären der griechisch-römischen Antike waren professionelle Aulosbläserinnen, Tänzerinnen oder Sängerinnen. Der Aulos mit seinen beiden Spielrohren wurde zweistimmig gespielt, besonders berühmt wurden die Aulosbläserinnen Lamia von Athen und Aphrodite Belestiche.
Römische Zeugnisse gibt es über das Wirken der „Syrischen Pfeifferinnen“ (Flötistinnen/Aulosspielerinnen), die sich genossenschaftlich in einem Collegium ambubiarum vereinigten. Diese Ambubajen erfuhren bei dem antiken römischen Dichter Horaz (65–8 vor Chr.) eine negative Rezeption: Er bezeichnete sie abwertend als zu den „Scharlatanen, Zigeunern, Tänzerinnen und Huren“ gehörend, wie nach der Übersetzung aus dem Lateinischen Christoph Martin Wielands (1786) zu schließen ist. Nach Rom kamen aus Syrien weitere unfreie Unterhaltungsmusikerinnen (Sklavinnen) mit Harfe und Tympanum, Cymbelschlägerinnen aus Lydien und Phönizien sowie die sich mit Kastagnetten begleitenden, tanzenden und singenden spanischen „Gaditanerinnen“ aus Cádiz. Im vierten Jahrhundert zur Zeit des Kaisers Gratian befanden sich etwa dreitausend ausländische „Musikdirnen“ in Rom.
Das blühende Musikleben der Frauen wurde durch die christlichen Kirchenväter insbesondere aufgrund des berühmt-berüchtigten Ausspruchs des Apostels Paulus „Mulier taceat in ecclesia“ zunichtegemacht.
In China ist die Dichter-Musikerin und Komponistin Cai Wenji († 250 n. Chr.) in der Bevölkerung populär. Ein Krater auf der Venus ist nach ihr benannt. Sie hinterließ Flötenmusik.
Von der in Konstantinopel geborenen byzantinischen Nonne Kassia (810 – um 865) sind schriftlich fixierte Gesänge überliefert. Die in Konstantinopel geborene Kassia gründete ein Frauenkloster, wo sie ihr Leben verbrachte, kirchliche und profane Texte schuf und byzantinische Hymnen in byzantinischer Notenschrift, deren Entschlüsselung noch nicht abgeschlossen ist. Die klangliche Ergänzung dieser Gesänge durch begleitende Stimmen, Instrumente und Bordune ist nicht notiert und gehört zur Forschungsarbeit über diese Musik.
Hinsichtlich der Kirchenmusik der Benediktinerin Hildegard von Bingen (1098–1179), Äbtissin des von ihr gegründeten Klosters Rupertsbergs bei Bingen, gilt bezüglich der Aufführungspraxis dasselbe, obwohl die unter ihrem Namen bekannten musikalischen Werke gründlich erforscht sind und in verschiedenen Interpretationen auf Tonträgern eine klangliche Vorstellung erlauben. Diese Musik ist innerhalb der Musikgeschichte des Mittelalters singulär. Besonders bekannt wurden Symphonia armonie celestium revelationum („Symphonie der Harmonie der himmlischen Erscheinungen“), eine Sammlung geistlicher Lieder, und Ordo Virtutum, ein liturgisches Drama, das erste dieser Gattung überhaupt. Hildegard hat keine vergleichbare Musik oder Nachahmer nach sich gezogen, sondern ihr eigenwilliges Werk blieb Unikat und ist Gegenstand einer rund 900 Jahre anhaltenden Diskussion.

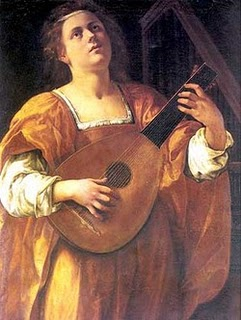
Maddalena Casulana Mezari, anonymes Porträt, 16. Jahrhundert

### Erster Notendruck
Die Renaissance-Komponistin Maddalena Casulana Mezari (um 1544–?) konzertierte als Sängerin und Lautenistin in vielen Städten Italiens und bis nach München und Wien. Ihre Madrigale (veröffentlicht ab 1566) gelten als die ersten gedruckten Kompositionen einer Frau. Johann Gottfried Walther nahm 1732 ihren Namen in sein Lexikon der Musik (Leipzig 1732) auf. Sie hatte regen Kontakt mit Dichtern und Akademien und nahm am musikalischen Diskurs der Zeit über den stile moderne der beginnenden Seconda pratica teil, der am Madrigal die Wort- und Affektausdeutung verfolgte. Die erste große deutsche Enzyklopädie Musik in Geschichte und Gegenwart gibt in Bezug auf Casulana Mezari (Artikel „Mezari“) ein Beispiel für Arroganz der Musikwissenschaft Komponistinnen gegenüber: Ein Artikel über sie ist zwar vorhanden, was an sich bemerkenswert ist; ihren Kompositionen gegenüber zeigt er jedoch unsachliche Ignoranz.

### Protagonistinnen der Barockoper
Francesca Caccini (1587–1640) wuchs als Tochter und Schülerin des Komponisten, Sängers und Gesangslehrers Giulio Caccini im Aufbruchsklima der Florentiner Camerata um die neuentstehende Gattung Oper auf. Dies gelang durch eine die Musik umwälzenden Erfindung, den stile recitativo, einem erzählenden Gesang mit einer neuen Art, dem Wortgehalt zu folgen (Monodie). Francesca stand am 6., 7. und 9. Oktober 1600 (mit dreizehn Jahren) in der Oper Euridice Jacopo Peris und in ihres Vaters Il rapimento di Cefalo als Sängerin auf der Bühne des florentinischen Palazzo Pitti. Zusammen mit Vater, Mutter, Schwester und Bruder (alle waren Sänger und Sängerinnen) nahm sie an Ensemble-Konzertreisen bis nach Paris teil, wo man sie am Königshof engagieren wollte. Caccini veröffentlichte mit ihrem Primo Libro von 1618 die bis dahin umfangreichste und fortschrittlichste Sammlung von Musik im neuentwickelten Gesangsstil, der Monodie. und war die erste Frau, die Opern komponierte. Erhalten hat sich die Ballettoper La liberazione di Ruggiero dall’isola d’Alcina von 1625. Von weiteren fünf musiktheatralischen Werken seit 1607 berichten die Quellen. Die Befreiung des Ruggiero wurde beim internationalen Komponistinnenfestival 1980 in Köln erstmals wiederaufgeführt.
Aus La liberazione di Ruggiero (1625) spricht die Eigenständigkeit der Komponistin als Frau. Entgegen dem damaligen Brauch fürstlicher Machthuldigung arbeitete sie eine speziell weibliche Sicht der Opernhandlung heraus.
Was den Stile nuovo (Monodie) ausmacht, beschreibt Eva Weissweiler anhand von Caccinis musikalischer Umsetzung der beiden Anfangsworte ihrer Arie Nube gentil:

„Sie [die Komposition] basiert auf dem dichterischen Bild von der Wolke, die das Gesicht Gottes verhüllt. Das einleitende Motiv (Nube gentil, liebenswürdige Wolke) vermittelt eine Stimmung ruhiger Melancholie. Durch die Dissonanz auf der zweiten Silbe wird die Bedeutung des Wortes Nube, der unergründliche Charakter einer grauen Gewitterwolke, musikalisch vertieft. Im Verlauf des Trillers scheint die Wolke langsam aufzuhellen, bis der volle Sinn des Adjektivs gentil (liebenswürdig) erreicht ist. Schon dieses einfache Beispiel macht klar, wie durchdacht und genau Francesca das der nuove musiche zugrunde liegende Konzept der Wortbezogenheit in die kompositorische Praxis umsetzte.“

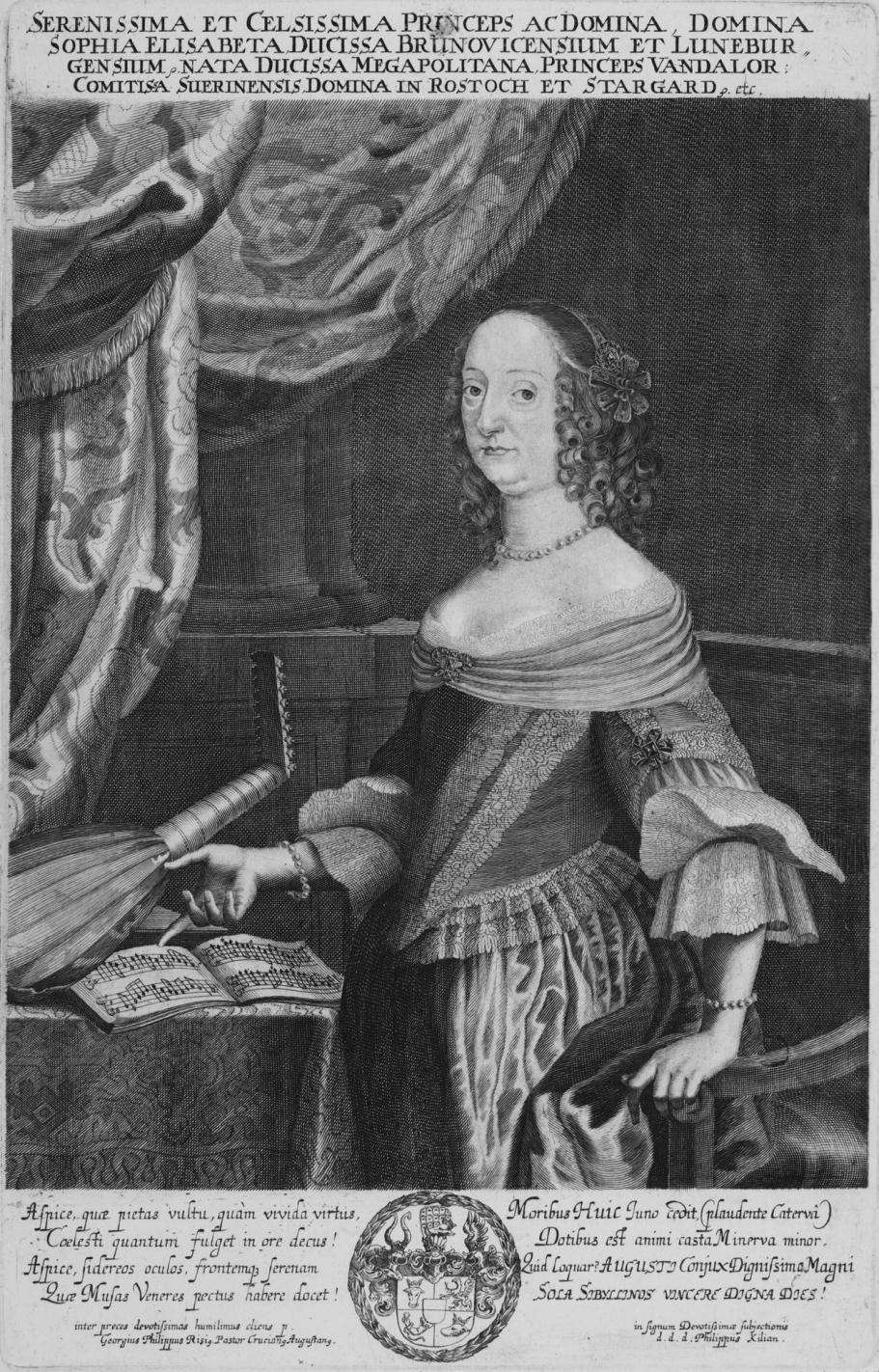
Sophie Elisabeth von Braunschweig deutet auf Laute und aufgeschlagenes Notenbuch

Sophie Elisabeth von Braunschweig (1613–1676) unternahm mit ihren theatralischen Hoffesten in Deutschland „einen wichtigen Schritt auf dem Weg zur Oper“. Sie war eine Schülerin von Heinrich Schütz, dem Schöpfer der ersten deutschen Oper Daphne (1627, nicht erhalten). 

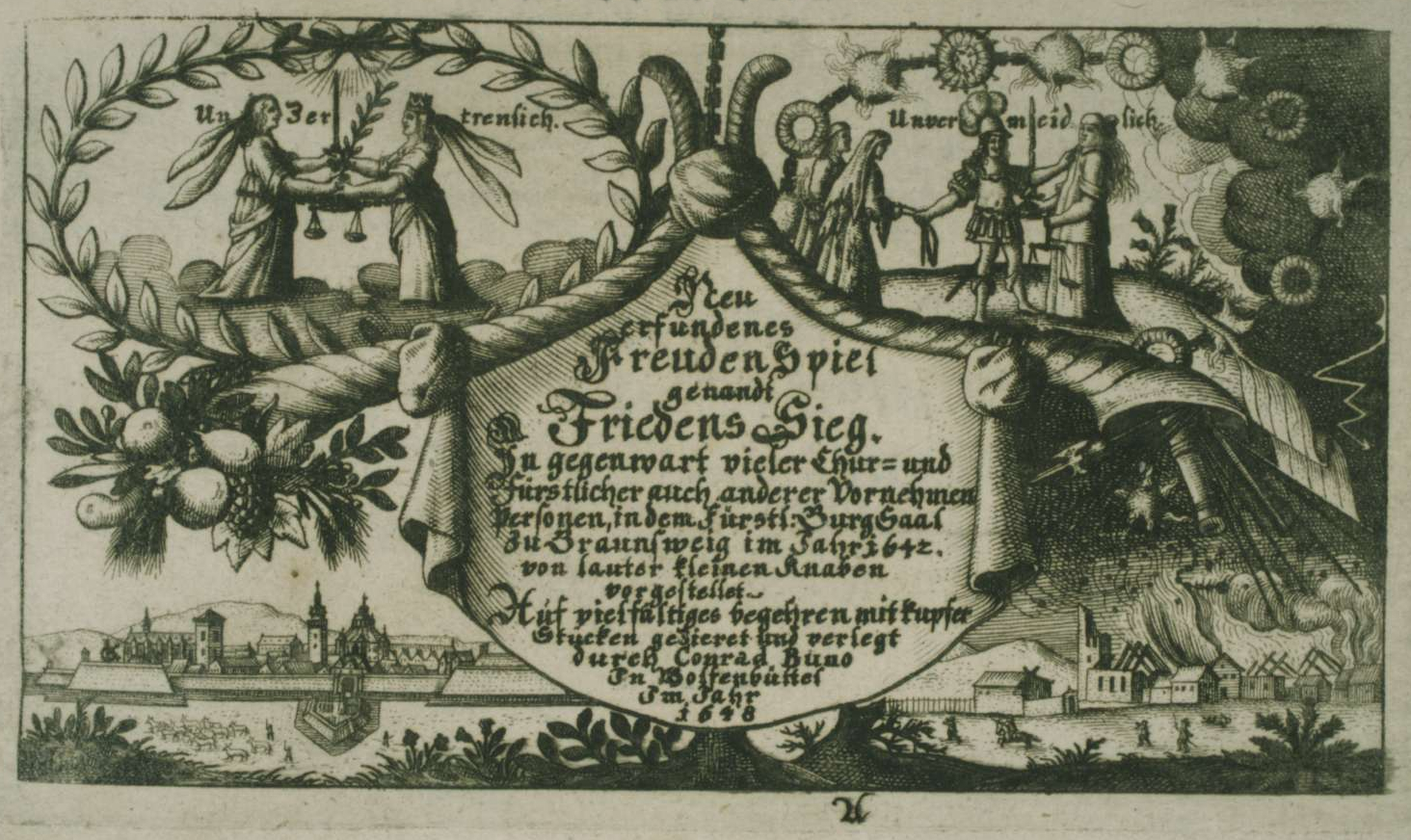
Noten und Text von Sophie Elisabeth (1642, gedruckt 1648)

 Ein Brief von Schütz bezeichnet ihr Können als das „einer […] insonderheit in der löblichen Profession der Music unvergleichlich perfectionirten Prinzessin.“ Der Beweis dafür, dass sie in der Tat Kompositionsschülerin von Heinrich Schütz war, ergibt sich aus einem weiteren Brief vom 22. Oktober 1644, der lange nur bei Hans Joachim Mooser veröffentlicht war. Schütz schreibt an die Herzogin Sophie Elisabeth: „was zu Verfertigung unserer unter handen habenden Musicalischen Arbeit, dienlichen, bestes fleißes mit E. Fürstl. Gn. unterreden u. tractiren will.“ Dazu das Postskriptum: „Die new uberschickten Arien haben wier uon dem Lackeyen wol bekommen, sehe daraus, das E. Fürstl. Gn. aus meinen wenigen anleitungen sich merklichen gebeßert haben, wollen also uerhoffen dieses werklein, nechst dem Lobe Gots dero selbigen auch einen ewigen Gottes Gedächtnis gebehren und erwerben werde.“
Zum Porträt: Noten und Laute haben eine besondere Bedeutung: Es dürfte sich um Begleit-Passagen für die Laute handeln im Stile recitativo für einen rezitierenden Solisten. Der genau notierte Notenverlauf, auf den die Herzogin mit dem Zeigefinger ihrer rechten Hand deutet, scheint eine Continuostimme im Bassschlüssel wiederzugeben (eine Gesangsmelodie hätte ein anderes Aussehen). Das Libretto für Sophie Elisabeths Singspiel Friedenssieg unterscheidet drucktechnisch deutlich zwischen erzählender Prosa und (dramatisch-musikalisch) vorgetragener Rede.
Wilhelmine von Preußen, bekannt als „Wilhelmine von Bayreuth“, erhielt als Tochter der ehrgeizigen preußischen Königin Sophie Dorothea von Hannover eine musikalisch engagierte Ausbildung, wie sie selbst im Hochadel selten war. Zu ihren Lehrern gehörten die Größen ihrer Zeit, der Lautenist des Dresdener Hofes Sylvius Leopold Weiss, der Komponist und Flötist Johann Joachim Quantz sowie der böhmische Violinvirtuose Franz Benda. Zwanzig Jahre lang leitete sie in Bayreuth die Hofoper und schrieb dafür mehrere Opernlibretti. Von ihren Opernkompositionen hat sich nur die Partitur von L’Argenore erhalten. 1993 wurde dieses erst in den 1950er Jahren wiederentdeckte Autograph im Markgrafentheater Erlangen durch die Erlanger Universität musikalisch-szenisch umgesetzt. Mit L’Argenore prangert Wilhelmine von Bayreuth, kompliziert verschlüsselt, das System des Absolutismus an. Vor dem Hintergrund von Wilhelmines Memoiren und den in ihrer Oper versteckten persönlichen Aussagen entstand seit dieser Erst-Aufführung in Erlangen und den nachfolgenden in Berlin und Bayreuth eine anhaltende Diskussion.

### Komponierende Virtuosinnen aus Venedig
Anna Bon di Venezia (1739/40–?) ist ein Beispiel einer als figlie di spese (zahlende Schülerin) am venezianischen Ospedale della Pietà sehr gut ausgebildeten Musikerin aus italienischer Künstlerfamilie. Nach ihrer Ausbildung trat sie als Sängerin mit der Wanderoper ihrer Eltern auf, mit denen sie danach am markgräflichen Hof Bayreuth engagiert wurde. Hier begann sie sechzehnjährig, ihre Kammermusik im renommierten Nürnberger Verlag Balthasar Schmidts Witwe zu veröffentlichen, trat im selben Jahr als Sängerin in Dresden auf und erhielt vom Markgrafen den Titel Virtuosa di Musica di Camera. Als sie mit der Operntruppe ihrer Eltern in Wien und Preßburg gastierte, hatte sie Gelegenheit, mit Johann Adolf Hasse und Christoph Willibald Gluck zusammenzuarbeiten. 1762 wurde sie als Sängerin mit ihren Eltern am Hof des Fürsten von Esterhazy in Ungarn unter Joseph Haydn als musikalischem Dienstherrn engagiert. Nach 1765 ist ihr weiterer Verbleib ungewiss. Ihre Kompositionen sind heute international bekannt.
Maddalena Laura Lombardini-Sirmen (1745–1785) wurde wie Anna Bon an einem venezianischen Ospedale in Venedig ausgebildet, wo sie eine Freistelle hatte. Auch sie machte danach außerhalb Venedigs Karriere. Als Violinistin, Komponistin und Sängerin konzertierte sie international: Venedig, Paris, London, Russland, Dresden. Als Komponistin wurde sie von Leopold Mozart geschätzt, ihre Streichquartette sind gleichzeitig mit denen Joseph Haydns (op. 9) im selben Pariser Verlag gedruckt worden und gelten heute als ebenso innovativ.

### Eine römischeMaestra di capella
Maria Rosa Coccia (1759–1833), Zeitgenossin Mozarts und Beethovens, war ein musikalisches Wunderkind, das zur selben Zeit wie der vierzehnjährige Mozart in den kirchlichen Kreisen Roms auftrat. Sie war die erste Frau, die das nur unter strengen Bedingungen zu erhaltende Patent einer römischen maestra di capella innehatte. Gleichzeitig wurde vom Papst Clemens XIV. das Musizierverbot für Mädchen aufgehoben, um dem Kastratentum entgegenzuwirken. Bis zu ihrem Lebensende komponierte sie – ohne feste Stelle, wie es scheint – und unterhielt dennoch auch ihre Eltern im Alter. Mit Marianna Martinez gehört sie zu den einzigen professionellen Musikerinnen, die in die Männergesellschaft der Accademia Filarmonica di Bologna aufgenommen wurden. Das Urteil der Akademie über Coccia, sie würde sich als „tiefe, wissende und wohl begründete Professorin dieser Wissenschaft von der ganzen Allgemeinheit unterscheiden“, ist umso bemerkenswerter, als das Patent fünf Jahre lang brauchte, bis es ihr zugestellt werden durfte. Heute ist Maria Rosa Coccia unbekannt und ein Großteil ihrer Werke verschollen.

### Schwester eines Berufskomponisten

Katalog der Lieder Fanny Hensels. Titelbild nach einer Zeichnung Wilhelm Hensels

Schwestern berühmter Männer, ein von Luise F. Pusch herausgegebenes Buch mit deren Nachwort Schwestern oder Die Bilanz des Unglücks enthält relevante Aspekte zu Fanny Hensel (1805–1847), die Schwester Felix Mendelssohn Bartholdys, auch wenn sie nicht zu den darin Porträtierten gehört. Ihr Leben nimmt insofern eine Sonderstellung ein, als die Familie und die Nachfahren bis 1964 ihre Kompositionen unter Verschluss hielten (wodurch andererseits ihr Werk insgesamt gut erhalten blieb). So wurde in der Staatsbibliothek zu Berlin erst nach Ablauf des Urheberrechtsschutzes in der Mitte des 20. Jahrhunderts das weit über 450 Werke umfassende musikalische Vermächtnis der „produktivsten Komponistin ihrer Zeit“ registriert. Die Verfasserin des ersten vollständigen Fanny Mendelssohn Werke-Verzeichnis (2000) Renate Hellwig-Unruh weist im Vorwort auf die „sehr junge Disziplin“ der Fanny-Hensel-Forschung.
Der Vater bestimmte, obwohl, so Eva Weissweiler, „eine reflektierte“ aufgeklärte geistige Richtung verfolgend, dass die musikalische Begabung seiner Ältesten nicht wie bei ihrem Bruder Felix zur Berufung werden, sondern nur eine „Zierde der Frau“ sein dürfe.
Obwohl nur im halböffentlichen Rahmen, machte sie dennoch den Gartensaal ihres Elternhauses zum Mittelpunkt des Berliner Konzertwesens, als ihr Bruder seine Bildungs- und Konzertreisen begann. Zu den Besuchern gehörten unter Anderen die Musiker Clara und Robert Schumann, Franz Liszt, Niccolò Paganini, Johanna Kinkel sowie Paul Heyse, der Sohn des Hauslehrers der Mendelssohn Kinder. Er schreibt in seinen Jugenderinnerungen:

„Alles aber, was mir an musikalischen Genüssen von verschiedenen Seiten zuteil ward, wurde durch die Sonntagskonzerte in Fanny Hensels Gartensaal überboten, zu denen ich ein für allemal Zutritt hatte.“

Die Komponistin und Dirigentin Johanna Kinkel (1810–1858) schrieb über Fanny Hensels Art zu dirigieren:

„Mehr als die größten Virtuosen und die schönsten Stimmen, die ich dort hörte, galt mir der Vortrag von Fanny Hensel (geb. Mendelssohn) und ganz besonders die Art, wie sie dirigierte. Es war ein Aufnehmen des Geistes der Komposition bis in die innerste Faser und das gewaltige Ausströmen desselben in die Seelen der Sänger und Zuhörer. Ein Sforzando [Betonung] ihres kleinen Fingers fuhr uns wie ein elektrischer Schlag durch die Seele.“

### Eine Sinfonikerin

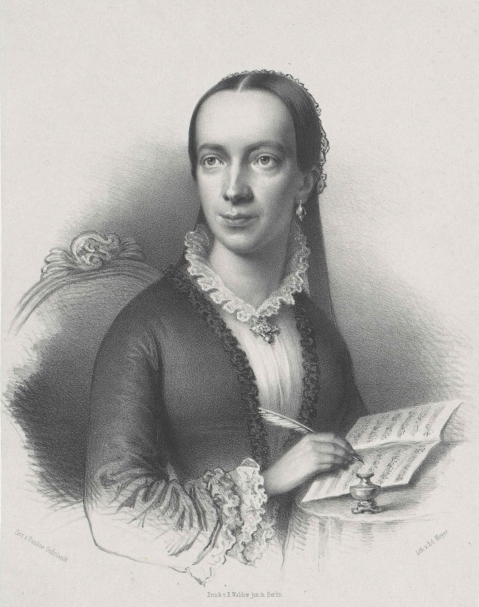
Die Komponistin Emilie Mayer

Emilie Mayer (1812–1883) gehört mit Louise Farrenc (1804–1875) und Ethel Smyth (1858–1944) zu den Sinfonie-Komponistinnen, die im 19. Jahrhundert gerne als „Ausnahme“ tituliert wurden.

„Hier ist eine solche Ausnahme, hier zeigt uns ein weiblicher Componist, der nicht bloss für das Pianoforte schreibt, sondern auch die schwierige, von tausend Geheimnissen wimmelnde Aufgabe der Orchestercomposition löst – und wie löst!“

In Friedland im (ehemaligen) Herzogtum Mecklenburg-Strelitz, wo Mayer geboren ist, wurde 2012 ihr 200. Geburtstag gefeiert. Innerhalb ihres umfangreichen Gesamtwerks fallen acht Sinfonien auf, für deren „tiefstes Mysterium der Tonkunst“ […] zu ihrer Zeit „höherer Geist erforderlich“ war. An das Sinfonieschaffen hatten sich laut Neue Berliner Musikzeitung (1. Mai 1850) „Kräfte zweiter Ordnung“ (gemeint sind Komponistinnen) normalerweise nicht zu wagen. Emilie Mayer gehörte der Rezension nach offenbar „zur ersten Ordnung“. Insbesondere seit der Dissertation von Almut Runge-Woll ist die Komponistin und ihr Werk wiederentdeckt.

### Vier internationale Karrieren

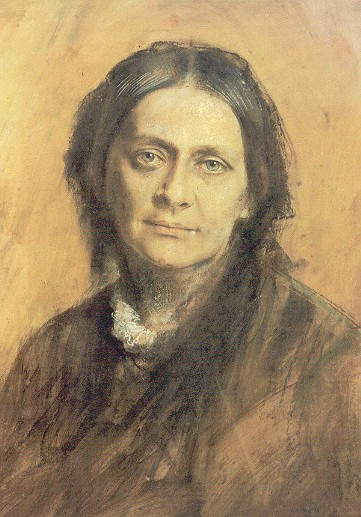
Clara Schumann (1819–1896) 1878/1879,
Pastell von Franz von Lenbach

Die Pianistin und Komponistin Clara Schumann (1819–1896) gab mit elf Jahren im Leipziger Gewandhaus ihr erstes eigenständiges Klavierkonzert, wobei sie auch selbst komponierte Variationen vortrug: ein beispielloser Erfolg. Mit vierzehn Jahren begann sie mit der Komposition ihres Klavierkonzertes in a-Moll, das sie als Sechzehnjährige mit Orchester aufführte; es wurde bald gedruckt und wird bis heute gespielt. Als Kind wurde sie vom Vater als berufliches Aushängeschild seiner Fähigkeiten als Klavierlehrer „mit reformpädagogischen Ansätzen“, der sie auch zum Komponieren anhielt, benutzt, und äußerte sich als 20-Jährige „eine Frau muss nicht komponieren wollen“. Zu dieser Zeit waren ihre Kompositionen op. 1–11 bereits gedruckt und es folgten weitere bis 1856. Als Ehefrau des Komponisten Robert Schumann erlebte sie die wachsenden Familienpflichten als Mutter von insgesamt acht Kindern. Nach dessen Tod 1856 baute sie sich im zweiten Anlauf eine internationale Karriere als Pianistin und Klavierpädagogin auf (England, Russland, Paris, Wien, Holland, Belgien, Italien). Ihre Klaviertechnik und Interpretationskunst – man spricht heute speziell von der „Clara-Schumann-Schule“ – gab sie an unzählige Schülerinnen weiter. Das dritte Reich stilisierte sie als ideale Mutter-Künstlerin und bewirkte damit eine frühe Popularität auch als Komponistin.
Die Pariserin Cécile Chaminade (1857–1944) gehört zu den wenigen schon zu Lebzeiten erfolgreichen Komponistinnen. Wie Clara Schumann Pianistin und aus musikalischer Familie stammend, wurde sie zunächst von ihrer Mutter privat unterrichtet, da der Vater ein öffentliches Studium am Conservatoire de Paris nicht erlaubte. Bis zu ihrem 30. Lebensjahr, dem Todesjahr ihres Vaters (1887), lebte und entwickelte sie sich im Elternhaus. Danach musste sie sich radikal umstellen und vom Konzertieren sowie von ihren Kompositionen leben. 1901 heiratete sie den Musikverleger Louis Mathieu Carbonel, der sie auf ihren Konzertreisen (unter anderen nach England) begleitete. 1902 komponierte sie, als Auftragswerk für einen Flötenwettbewerb des Pariser Conservatoire, das Concertino für Flöte und Orchester op. 107. Sie gab ihren Vornamen auf den Drucken ihrer Kompositionen nur abgekürzt mit „C.“an. Das „Concertino für Flöte und Orchester von Chaminade“ wurde so zu einem Schlagwort eines virtuosen Flötenwerkes und gehörte zum Ausbildungsprogramm an Musikhochschulen, als Komponistinnen dort noch unbekannt waren. 1908 bereiste Chaminade die USA, wo es inzwischen rund 100 Chaminade-Clubs gab.
Alma Mahler (1879–1964) unterwarf sich als Komponistin der Bedingung ihres prominenten Ehemanns, des Komponisten und Dirigenten Gustav Mahler, nach der Hochzeit nicht mehr zu komponieren. Ihren inneren Zwiespalt unter Komponierverbot beschrieb sie in ihrer Selbst-Biographie. Darin vermittelt sie plastisch, wie es sich anfühlt, komponieren zu wollen und nicht zu dürfen. In Danielle Rosters Die großen Komponistinnen wird die Reaktion Gustav Mahlers geschildert, nachdem er nach Jahren erstmals Lieder seiner Frau entdeckte: „Was habe ich getan? Diese Lieder sind gut. Einfach ausgezeichnet! Ich verlange, dass du sie überarbeitest, und wir werden sie herausgeben. Ich ruhe nicht eher, als bis du wieder zu arbeiten anfängst. Gott, war ich eng!“ Diese Tatsache erwähnt Mahler in ihrer Selbst-Biographie nicht.
Die Karlsruher Komponistin Margarete Schweikert (1887–1957) erhielt 2004 eine ausführliche Würdigung durch eine Ausstellung der Badischen Landesbibliothek. Als Frau eines NSDAP-Mitglieds im dritten Reich wurde ihre Autonomie insofern behindert, als ihr durch NS-Gesetz die kommerzielle Berufsausübung als „Doppelverdienerin“ verboten wurde.

### Geboren zur Jahrhundertwende
Germaine Tailleferre (1892–1983) gehörte als einzige Frau zur berühmten französischen „Groupe des Six“, einem Komponistenkreis um den Komponisten Eric Satie und den Schriftsteller Jean Cocteau.
Lili Boulanger (1893–1918) ist ein Beispiel für Frühvollendung einer Komponistin im Sinne des (männlichen) Geniebegriffes. Die Tochter russisch-französischer Eltern wurde in künstlerischem Milieu groß und erfuhr, zusammen mit ihrer älteren Schwester Nadia Boulanger (1887–1979) (einer international gesuchten Kompositionslehrerin der klassischen Avantgarde des 20. Jahrhunderts), eine ausgezeichnete musikalische Ausbildung. Am Conservatoire national supérieur de musique et de danse de Paris konnte sie nur sporadisch teilnehmen, da sie seit ihrer Kindheit krank war. Trotzdem erhielt sie als erste Frau den begehrten Premier Prix de Rome dieses berühmten Instituts. Das war eine Sensation, die bis in die USA drang. Ihre Schwester hatte vorher den 2. Preis erhalten, was bereits großes Aufsehen erregte. Zu der umfangreichen Liste der Kompositionen Lili Boulangers gehören große Werke für Chor und Orchester. Sie starb mit 24 Jahren, nachdem sie zum Schluss nur noch im Bett komponieren konnte.

### Geboren im ersten Drittel des 20. Jahrhunderts
Ruth Crawford Seeger (1901–1953) strebte eine völlig neue, experimentelle musikalische Sprache an. Sie stellte ihre bahnbrechende kompositorische Arbeit nach der Heirat mit dem Musikwissenschaftler und Komponisten Charles Seeger fast ganz ein. Mit ihm erarbeitete sie „wichtige Grundlagen für musikethnologische Forschungen zur amerikanischen Volksmusik“. Erst kurz vor ihrem Krebstod 1953 wandte sie sich wieder der Komposition zu. Ihr Stil blieb unverändert modern; ihre meist recht kurzen Werke sind atonal, dissonant und perfekt durchstrukturiert. Viele ihrer Neuerungen wurden erst von späteren Komponisten wieder aufgegriffen.
Kerstin Thieme (1909–2001) wurde als Karl Thieme in Niederschlema (Erzgebirge) geboren. Nach dem Schulmusik- und Kompositionsstudium, Promotion und ersten Lehrtätigkeiten in Leipzig war Thieme von 1939 bis 1945 Soldat im Fronteinsatz. Nach dem Krieg wirkte sie als Dozent am Nürnberger Konservatorium und am Lehrstuhl für Musikerziehung der Universität Erlangen-Nürnberg. 1974 unterzog sich Thieme einer Geschlechtsangleichung und nahm 1976 den Namen Kerstin Anja Thieme an. Sie starb 2001 in Stuttgart.
Erste kompositorische Erfolge hatte Thieme bereits in der Leipziger Zeit. Die in Nürnberg komponierten, häufig textgebundenen Werke, in denen das religiöse Element eine wichtige Rolle einnimmt, waren vornehmlich mit der dortigen Musikszene, mit Chören, Orchestern, Kammermusikern und Solisten der Region verbunden. Werke wie Canticum Hoffnung nach Nelly Sachs, ein Triptychon für Sopransolo und gemischten Chor (1973), sowie das Requiem für 2 Soli, Gemischten Chor, Orgel und Orchester (1998) gelten als herausragend.
Thieme war in den 1980er Jahren der Ansicht, männliches und weibliches Komponieren unterscheide sich voneinander. Später hielt sie die sexuelle Identität für weniger bedeutend. Sie wurde wegen ihrer Geschlechtsangleichung angefeindet, auch von feministischer Seite. Ihr wurde u. a. vorgeworfen, sie habe durch ihre ehemals männliche Sozialisierung gleichsam auf unlautere Weise künstlerische wie berufliche Ziele erreicht, die ihr als sog. ‚Bio‘-Frau vermutlich verwehrt gewesen wären. Mit musikanalytischen Methoden sowie aufgrund der Textvorlagen für die Vokalwerke waren bisher keine signifikanten Unterschiede zwischen den Werken vor 1974/1976 und danach feststellbar.
Kerstin Thiemes Musiksprache beschrieb Jens Voskamp am Beispiel von Thiemes Requiem. Er nennt Thiemes Vorliebe für mächtige Schlagwerk-Abteilungen sowie die Verbindung von Kantabilität und vehementer Rhythmik. Der Instrumentalsatz summiere die Tradition, auch Serielles und Webern-Nahes. Doch die prägnante Klangsprache biedere sich nicht als postmodernes Pasticcio an, sondern mische die tradierten Zutaten als Steinchen zu einem Mosaik von originärer Fantasie.
Brigitte Schiffer (1909–1986), Komponistin, Musikethnologin, Musiklehrerin und Musikkritikerin, lebte in Kindheit und Jugend an wechselnden Orten, unter anderem in Alexandria, Ägypten (1923–1929). Von April bis Oktober 1933 war Brigitte Schiffer im Auftrag des Berliner Phonogramm-Archivs auf einer Forschungsreise nach Ägypten in die Oase Siwa. Bei der Rückkehr nach Berlin war sie wegen ihrer jüdischen Herkunft an der Universität nicht weiter immatrikuliert, durch den Einsatz des Musikwissenschaftlers Arnold Schering, Ordinarius für Musikgeschichte an der Universität Berlin, konnte sie sich jedoch erneut einschreiben. Das Studium schloss sie 1935 mit der Promotion „Die Oase Siwa und ihre Musik“ ab. Danach emigrierte sie nach Ägypten.
Brigitte Schiffer schuf als Komponistin diverse Werke, darunter ein Streichquartett und ein Concerto grosso. Während ihrer Zeit als Kompositionsstudentin in den 1930er Jahren entstand das Streichquartett in 3 Sätzen, das im Klima der beginnenden Judenverfolgung nur in kleinem Kreis aufgeführt werden konnte. Das Streichquartett wurde am 26. Juni 2014 im Konzerthaus Berlin (Veranstaltungsreihe „musica reanimata“, 113. Gesprächskonzert Verfolgung und Wiederentdeckung) wieder aufgeführt und am 6. August 2014 im Deutschlandfunk gesendet. Ihre Dissertation als Musikethnologin, die Musik der Die Oase Siwa konnte 1936 unter schwierigen Umständen bei einem von den Nationalsozialisten geschädigten Verlag noch veröffentlicht werden.
In Kairo war sie ab 1937 bis Anfang der 1960er Jahre am staatlichen Institut für die künstlerische Ausbildung von Frauen (Higher Institute of Education for Women in Fine Arts) als Musiklehrerin tätig, nach einiger Zeit als Leiterin der Musikabteilung des Instituts. 1950 erstmals als Vortragende bei den Internationalen Ferienkursen für Neue Musik Darmstadt, war sie in der Folgezeit regelmäßig Kursteilnehmerin und Berichterstatterin. Langjährige Korrespondenzen verbinden sie mit Persönlichkeiten wie Hans Heinz Stuckenschmidt, Carla Henius, Wladimir Vogel und Hermann Scherchen.

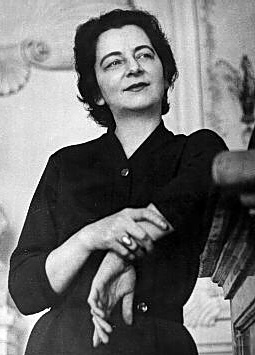
Fotoporträt der Komponistin und Violinistin Grażyna Bacewicz

Die polnische Komponistin, Violinistin, Pianistin und studierte Philosophin Grażyna Bacewicz (1909–1969), unter anderem Schülerin Nadia Boulangers in Paris, erwarb sich frühe Popularität. Als Geigerin spielte sie drei Jahre lang im polnischen Radio-Orchester und reiste vor dem Zweiten Weltkrieg als Solistin durch Europa. Sie interpretierte ebenso ihre eigenen Klavierwerke und war schriftstellerisch tätig. Sie hinterließ ein vielseitiges Werk, das u. a. sechs Sinfonien und 17 Streichquartette enthält. Ein marginaler Umstand zeigt ihre internationale Reputation als Komponistin: Ihr Name ist knapp 10 Jahre nach ihrem Tod im Katalog der Wettbewerbsstücke für den deutschen Bundeswettbewerb „Jugend musiziert“, in dem kaum Komponistinnen enthalten sind, gelistet.
Ruth Schönthal (1924–2006) (auch Ruth Schonthal), gehört zu den wenigen Komponistinnen, die ins neue Riemann Musik Lexikon (2012) aufgenommen wurden. Als Fünfjährige begann sie am Stern’schen Konservatorium in Berlin Klavier zu studieren (ab 1930), als Jüdin musste sie es 1935 wieder verlassen. Mit ihrer Familie emigrierte sie nach Schweden, wo sie das Studium 1938 an der Königlichen Akademie in Stockholm wiederaufnahm. Als „verfolgte komponierende Frau“ musste sie immer wieder ihre Zelte abbrechen und lebte danach in UdSSR, Japan, Mexiko und USA. In Mexiko-Stadt lernte sie Paul Hindemith kennen und wurde durch ein von ihm persönlich vermitteltes Stipendium seine Schülerin an der Yale University. Einflüsse ihrer Exilländer nahm sie in ihre Kompositionen auf – unter anderem mexikanische Folkmusik und amerikanische Avantgarde (z. B. Minimal Music). Sie schrieb die Postmoderne Oper Jocasta (1998), Konzerte, sowie Klavier- und Kammermusik. Bereits 2010 war eine ausführlichere Kurzbiographie über Ruth Schönthal im Lexikon Musik und Gender erschienen, geschrieben von Peri Arndt.
Vor allem durch Kompositionen für Gitarre, die weltweit – beginnend durch ihren zweiten Ehemann, den Gitarristen Milan Zelenka – aufgeführt wurden, wurde die 1930 in Prag als Tochter des Malers Jakub Obrovský geborene Jana Obrovská bekannt.

### Komponistinnen der Gegenwart
- Unter dem Titel Komponisten der Gegenwart initiierten 1992 die Musikwissenschaftler Hanns-Werner Heister und Walter-Wolfgang Sparrer ein Lexikon für Komponisten und Komponistinnen des 20. und 21. Jahrhunderts (Edition text + kritik). Die von ihnen betreute Loseblattsammlung (pdf) von inzwischen rund 9000 Seiten enthält alphabetisch nach Namen angeordnete und online kostenpflichtig recherchierbare Artikel über die Komponistinnen (und Komponisten) unserer Zeit.
- In Komponisten-Porträts veröffentlichte Elisabeth Schmierer 2010 (1. Aufl. 2003) in chronologischer Reihenfolge 200 Kurzporträts mit allen wichtigen Lebens- und Werk-Daten von 200 Komponisten, darunter 18 weibliche;[291] die früheste: Hildegard von Bingen. Zu Beginn steht jeweils ein kurzer „Steckbrief“ des Künstlers. Die darin enthaltenen, bis weit ins 20. Jahrhundert und im 21. Jahrhundert schaffenden Komponistinnen sind: Ethel Smyth (1858–1944), Germaine Tailleferre (1892–1983), Lili Boulanger (1893–1918), Grete von Zieritz (1899–2001), Ruth Crawford Seeger (1901–1953), Sofia Gubaidulina (1931–2025), Pauline Oliveros (1932–2016), Meredith Monk (* 1942), Kaija Saariaho (1952–2023), Adriana Hölszky (* 1953), Isabel Mundry (* 1963) und Olga Neuwirth (* 1968).

## Musikwissenschaftlerinnen (19. bis 20. Jahrhundert)
Zu den frühen Vertreterinnen der Musikwissenschaft gehören Marie Lipsius (1837–1927), eine deutsche Schriftstellerin und Musikhistorikerin, der 1917 der Professorentitel verliehen wurde, und die österreichische Musikhistorikerin und Musikkritikerin Elsa Bienenfeld (1877–1942). Diese war jüdischer Abstammung und wurde im KZ Maly Trostinez bei Minsk ermordet.
In Russland wurden 1848 die Pianistin, Komponistin und Musikwissenschaftlerin Nadeschda Nikolajewna Rimskaja-Korsakowa (1848–1919, Schülerin und Ehefrau von Nikolai Andrejewitsch Rimski-Korsakow), sowie 1862 die 1943 in Leningrad gestorbene Musikwissenschaftlerin und Schriftstellerin Warwara Dmitrijewna Komarowa geboren.
Die erste Musikwissenschaftlerin der Schweiz war die 1919 promovierte Nelly Diem. Die erste in Freiburg im Breisgau promovierte Musikwissenschaftlerin war 1928 die 1900 geborene Cornelia Auerbach.
Die Musikprofessorin Eta Harich-Schneider (1894–1986) publizierte 1937 eine musikwissenschaftliche Publikation und befasste sich neben ihrer musikalischen Lehrtätigkeit mit Musikwissenschaft, insbesondere mit Forschungen zur japanischen Musik.
Lehrstühle für Musikwissenschaft und für Musikgeschichte gibt seit der zweiten Hälfte des 19. Jahrhunderts. Zu den ersten Musikwissenschaftlerinnen, die einen Lehrstuhl an Hochschulen erhalten haben, gehörte 1970 die in Schiltigheim als Tochter des Verlagsbuchhändlers Richard Reimann geborene, nach dem Studium der Musikwissenschaft, Germanistik und Philosophie 1938 in Köln promovierte Musikhistorikerin Margarete Reimann (1907–1990). Sie arbeitete zunächst von 1940 bis 1945 als Assistentin am Staatlichen Institut für deutsche Musikforschung und wurde 1945 Dozentin. Ab 1955 war sie Titularprofessorin, ab 1959 außerordentliche Professorin und von 1970 bis 1973 ordentliche Professorin für Musikgeschichte an der Musikhochschule Berlin.
Im Jahr 1908 wurde die israelische Musikwissenschaftlerin Edith Gerson-Kiwi (1908–1992) geboren. Sie war einer der Begründer der Musikwissenschaft in Israel.

## Literatur

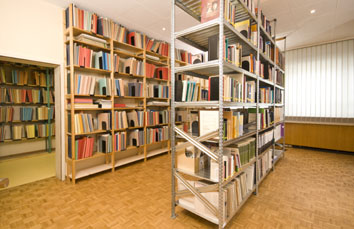
Innenräume des internationalen Archiv Frau und Musik (Frankfurt am Main 2008)

### Überblicksliteratur
- Marcia J. Citron: Gender and the Musical Canon. Cambridge u. a. 1993.
- Sophie Drinker: Music and Women. The Story of Women in their Relation to Music. New York 1948. Ausgabe in deutscher Sprache unter dem Titel Die Frau in der Musik. Eine soziologische Studie. Atlantis Verlag, Zürich 1955.
- Rebecca Grotjahn, Sabine Vogt (unter Mitarbeit von Sarah Schauberger): Musik und Gender (= Kompendien Musik. Band 5). Laaber 2010, ISBN 978-3-89007-725-3.
- Florian Heesch, Katrin Losleben (Hg.): Musik und Gender. Böhlau Verlag Wien, Köln, Weimar 2012, ISBN 978-3-412-20785-4.
- Freia Hoffmann: Instrument und Körper. Die musizierende Frau in der bürgerlichen Kultur. Insel, Frankfurt am Main u. a. 1991.
- Freia Hoffmann, Eva Rieger (Hrsg.): Von der Spielfrau zur Performance-Künstlerin. Auf der Suche nach einer Musikgeschichte der Frauen (= Schriftenreihe des Internationalen Arbeitskreises Frau und Musik e. V. Band 2). Kassel 1992.
- Leni Neuenschwander: Die Frau in der Musik. Die internationalen Wettbewerbe für Komponistinnen 1950–1989. Dokumentation Mannheim 1989 [?].
- Karin Pendle: Women & Music. A History. Indiana University Press, Bloomington & Indianapolis 1991, ISBN 0-253-34321-6 (Second edition, Indiana University Press, Bloomington & Indianapolis 2001, ISBN 978-0-253-21422-5).
- Eva Rieger (Hrsg.): Frau und Musik. Fischer Taschenbuch, Frankfurt an Main 1980 (= Die Frau in der Gesellschaft. Frühe Texte), ISBN 3-596-22257-5.
- Eva Rieger: Frau, Musik und Männerherrschaft. Zum Ausschluß der Frau aus der deutschen Musikpädagogik Musikwissenschaft und Musikausübung. 2. Aufl. Furore, Kassel 1988, ISBN 3-9801326-8-4. (1. Aufl. 1981)

### Bibliographien/Verzeichnisse
- Marion Gerards, Freia Hoffmann: Musik – Frauen – Gender, Bücherverzeichnis 1780–2004 (= Schriftenreihe des Sophie Drinker Instituts. Band 4). BIS-Verlag der Carl von Ossietzky Universität, Oldenburg 2006, ISBN 3-8142-0966-4.
- Barbara Garvey Jackson: Say can you deny me. A guide to surviving music by women from the 16th through the 18th centuries. University of Arkansas Press, Fayetteville 1994, ISBN 1-55728-303-6. (GoogleBooks)
- Karin Pendle and Melinda Boyd: Women in Music. A Research and Information Guide. Second Edition, Routledge Music Bibliographies, New York and London 2010, ISBN 978-0-415-99420-0.
- Eva Rieger (Hrsg.): Frau und Musik. Bibliographie 1970–1996. Olms, Hildesheim-Zürich-New York 1999, ISBN 3-487-10320-6.
- Luitgard Schmitt: Bestandsverzeichnis Komponistinnen, ein Auswahlverzeichnis aus den Beständen der Münchner Musikbibliothek (Münchener Stadtbibliothek. Musikbibliothek, Bestandsverzeichnis Nr. 16, 1991).

### Lexika
- Aaron I. Cohen: International Encyclopedia of Women Composers. 1981. Zweite überarbeitete und erweiterte Auflage (2 Bände) 1987.[301]
- Aaron I. Cohen: International Discography of Women Composers. Westport, CT: Greenwood Press, 1984, ISBN 0-313-24272-0.

- Robert Eitner: Biographisch-bibliographisches Quellenlexikon der Musiker und Musikgelehrten christlicher Zeitrechnung bis Mitte des neunzehnten Jahrhunderts. 10 Bände, Akad.-Dr.- und Verl.-Anst., Graz 1959. (zu Casulana)

- Annette Kreutziger-Herr, Melanie Unseld (Hrsg.): Lexikon Musik und Gender. Bärenreiter/Metzler, Kassel 2010, ISBN 978-3-7618-2043-8.
- Melanie Unseld (Hrsg.): Reclams Komponistenlexikon. Stuttgart, Reclam 2009.
- Stanley Sadie, Rhian Samuel (Hrsg.): The Grove Dictionary of Women Composers. The MacmillPress Limited 1994, ISBN 0-333-51598-6.
- Stanley Sadie: The New Grove Dictionary of Musik and Musiciens, Band 5: Canon to Classic rock. Grove’s Dictionaries of Music, New York 2001 OCLC 777495546.
- Johann Gottfried Walther: Musicalisches Lexicon oder Musicalische Bibliothek (1732). Neuausgabe, Bärenreiter, Kassel u. . 2001, ISBN 3-7618-1509-3.

### Einzelaspekte
Frühe Neuzeit & Barock
- Elisabeth Gössmann (Hrsg.): Eva Gottes Meisterwerk. (Archiv für philosophie- und theologiegeschichtliche Frauenforschung, Band 2), 2., erw. Aufl. Juditium, München 2000 (Historische Schriften, zum Teil in Faksimile, mit kommentierendem Textteil. Enthält Johann Frauenlobs Die Lobwürdige Gesellschafft der Gelehrten Weiber. S. 114–159), ISBN 3-89129-002-0.

- Linda Maria Koldau: Frauen-Musik-Kultur. Ein Handbuch zum deutschen Sprachgebiet der Frühen Neuzeit. Böhlau Verlag, Köln und Weimar 2005, ISBN 978-3-412-24505-4.
- Bernhard Moorbach: Die Musikwelt des Barock. Bärenreiter, Kassel 2008, ISBN 978-3-7618-1716-2. (Kap. 9 zu Komponistinnen im Barock)
- Alec Robertson und Denis Stevens (Hrsg.): Geschichte der Musik. Renaissance und Barock. Deutsche Ausgabe Prestel-Verlag, München 1990 (1963), ISBN 3-88199-711-3. (Darin Anthony Milner: Die Spätrenaissance. Zu Ferrara insbesondere S. 151/52), ISBN 0-253-21422-X.
- Yvonne Rokseth: Die Musikerinnen des 12. bis 14. Jahrhunderts. Übersetzt von Birgit Salomon und Freia Hoffmann. (Les Femmes musiciennes du XII au XIV siècle. In: Zeitschrift Romania, LXI, 1935, S. 464–480.) In: Freia Hoffmann und Eva Rieger (Hrsg.): Von der Spielfrau zur Performance-Künstlerin. Auf der Suche nach einer Musikgeschichte der Frauen. (Frau und Musik, internationaler Arbeitskreis e. V., Schriftenreihe Band 2). Furore-Edition Kassel 1992, ISBN 3-927327-11-5, S. 40–59.

Frauenorchester / Musikerinnen in Venedig des 18. Jahrhunderts
- Jane L. Baldauf-Berdes: Women Musicians of Venice. (Oxford Monographs on Music), Clarendon Press, Oxford 1993, ISBN 0-19-816236-7.
- Charles Burney: Tagebuch einer musikalischen Reise, vollständige [deutsche] Ausgabe, Hamburg 1772/1773. (Christoph Hust (Hrsg.): Dokumenta Musicologica. Erste Reihe: Druckschriften-Faksimiles XIX.) Bärenreiter Kassel, 2. Auflage 2004, ISBN 3-7618-1591-3. Beschreibt unter anderem die venezianischen [Mädchen-]Ospedali.
- Helen Geyer: Die venezianischen Konservatorien im 18. Jahrhundert : Beobachtungen zur Auflösung eines Systems. In: Michael Fend (Hrsg.): Musical education in Europe. Band 1, Berliner Wiss.-Verl., Berlin 2005, S. 31–47.
- Annkatrin Babbe: „Ein Orchester, wie es bisher in Europa noch nicht gesehen und gehört worden war“. Das „Erste Europäische Damenorchester“ von Josephine Amann-Weinlich, Oldenburg: BIS-Verlag 2011 (= Schriftenreihe des Sophie Drinker Instituts 8).

Komponistinnen
- Berliner Musikfrauen e. V.: Komponistinnen in Berlin. In Zusammenarbeit mit dem Senator für Kulturelle Angelegenheiten, der Hochschule der Künste Berlin, dem Sender Freies Berlin und dem Berliner Künstlerprogramm des DAAD, (West-)Berlin 1987.
- Beatrix Borchard, Monika Schwarz-Danuser (Hrsg.): Fanny Hensel, geborene Mendelssohn-Bartholdy. Kunst zwischen Geselligkeitsideal und romantischer Musikästhetik. Fue 8110, Kassel 1997, 2. Auflage 2002, ISBN 3-927327-54-9.
- Matthew Head, Susan Wollenberg (Hrsg.): The Cambridge companion to women composers. Cambridge University Press, Cambridge 2024.
- Irene Hegen: Maria Rosa Coccia (1759–1833). „nicht korrekt, sondern meisterhaft“. In: Clara Mayer (Hrsg.): Annäherung XIII – an sieben Komponistinnen. Furore Verlag Kassel, 2002, ISBN 3-927327-56-5, S. 28–50.
- Arno Lücker: 250 Komponistinnen. Frauen schreiben Musikgeschichte. Die Andere Bibliothek, Berlin 2023, ISBN 978-3-8477-0023-4.
- Kulturinstitut Komponistinnen, gestern–heute e. V. (Hrsg.): Komponistinnen gestern-heute. Internationales Festival Heidelberg, 12.–14. Juni 87. Heidelberg 1987, ISBN 3-920679-01-6.Ute Büchter-Römer: Spitzenkarrieren von Frauen in der Musik (= Edition Top Music). Ricordi & Co., Bühnen- und Musikverlag, München 2011, ISBN 978-3-9807515-9-9 (Inhaltsverzeichnis).
- Clara Mayer (Hrsg.): KOM. Komponistinnen im Musikverlag. Women composers in publishing. 1996.
- Leni Neuenschwander (Hrsg.): Die Frau in der Musik. Die internationalen Wettbewerbe für Komponistinnen 1950–1989. Eine Dokumentation von Leni Neuenschwander. Mannheim 1989.
- Antje Olivier: Europäisches Frauenmusikarchiv Komponistinnen. Eine Bestandsaufnahme. 1990.
- Antje Olivier, Karin Weingartz-Perschel: Komponistinnen von A–Z. Toccata Verlag für Frauenforschung, Düsseldorf 1988, ISBN 3-9801603-0-0.
- Antje Olivier, Sevgi Braun: Komponistinnen aus 800 Jahren. Esquentia-Verlag, Essen 1996, ISBN 3-931984-00-1 (2. Ausgabe von Komponistinnen von A–Z).
- Eva Rieger: Nannerl Mozart. Insel-Verlag Frankfurt am Main, 2. Auflage 1991, ISBN 3-458-16113-9.
- Eva Rieger: Anna Maria Mozart. In: Luise F. Pusch (Hrsg.): Schwestern berühmter Männer. Zwölf biographische Portraits. Insel, Frankfurt am Main, u. a., 1985, ISBN 3-458-32496-8, S. 123–154.
- Danielle Roster: Die großen Komponistinnen. Insel Taschenbuch, Frankfurt am Main 1995, ISBN 3-458-33816-0 (hier auch zu venezianische Ospedali und Anna Maria dal Violin).
- Almut Runge-Woll: Die Komponistin Emilie Mayer (1812–1883). Studien zu Leben und Werk. (= Europäische Hochschulschriften, Reihe XXXVI, Musikwissenschaft, Band 234). Peter Lang, Frankfurt am Main 2003, ISBN 3-631-51220-1.
- Michael K. Slayton (Hrsg.): Women of Influence in Contemporary Music. Nine American Composers. Scarecrow Press, 2010, ISBN 978-0-8108-7742-9.
- Vom Schweigen befreit, Internationales Komponistinnenfestival. Kassel, 20.–22. Februar 1987. Hrsg.: Die Bevollmächtigten der Hessischen Landesregierung für Frauenangelegenheiten, Wiesbaden 1987.
- Eva Weissweiler: Komponistinnen vom Mittelalter bis zur Gegenwart. DTV, München 1999, ISBN 3-423-30726-9 (erste Auflage: Komponistinnen aus 500 Jahren, 1981).

Sängerinnen
- Carola Bebermeier: Celeste Coltellini (1760 – 1828). Lebensbilder einer Sängerin und Malerin. Böhlau Verlag, Köln u. a. 2015.

- Isabelle Emerson: Five Centuries of Women Singers (= Music Reference Collection. Nr. 88). Praeger Publishers, Westport, Connecticut, London 2005, ISBN 0-313-30810-1.
- Anno Mungen: Die dramatische Sängerin Wilhelmine Schröder-Devrient. Stimme, Medialität, Kunstleistung (= Thurnauer Schriften zum Musiktheater 37). Würzburg 2021.
- Eva Rieger: Göttliche Stimmen. Lebensberichte berühmter Sängerinnen, von Elisabeth Mara bis Maria Callas. Insel, Frankfurt am Main 2002.
- Saskia Maria Woyke: Faustina Bordoni. Biographie-Vokalprofil-Rezeption. Peter Lang, internationaler Verlag der Wissenschaften, Frankfurt am Main u. a. 2010, ISBN 978-3-631-57950-3.

Oper
- Anke Charton: prima donna, primo uomo, musico : Körper und Stimme: Geschlechterbilder in der Oper. Leipzig 2012.
- Birgit Kiupel: Zwischen Krieg, Liebe und Ehe. Studien zur Konstruktion von Geschlecht und Liebe in den Libretti der Hamburger Gänsemarkt-Oper (1678–1738). Centaurus Verlag, Freiburg 2010, ISBN 978-3-8255-0721-3.
- Kordula Knaus: Männer als Ammen – Frauen als Liebhaber : Cross-gender Casting in der Oper 1600 - 1800. Steiner, Stuttgart 2011.

- Erich Hermann Müller von Asow: Die Mingottischen Opernunternehmungen 1732–1756. Dissertation. Leipzig, Dresden 1915. (Zu Teresa Pircker: Aufzählung ihrer und ihres Mannes Auftritte)

Musikerinnen in der NS-Zeit
- Exilierte Komponistinnen. Themenheft der Zeitschrift Die Tonkunst 12. Jg., Nr. 1 (2018).
- Claudia Friedel: Komponierende Frauen im Dritten Reich. Versuch einer Rekonstruktion von Lebensrealität und herrschendem Frauenbild. Münster u. a. 1995.
- Andrea Schwab: Jüdische Komponistinnen : zwischen Erfolg und Verfolgung, Exil und Heimkehr. Hollitzer Wissenschaftsverlag, Wien 2021, ISBN 978-3-99012-810-7.
- Eva Weissweiler: Ausgemerzt! Das Lexikon der Juden in der Musik und seine mörderischen Folgen. Dittrich-Verlag, Freiburg 1999, ISBN 3-920862-25-2.

Musikpädagoginnen
- Verena Liu: "... mit ebenso viel Tatkraft wie Liebe zur Musik". Leiterinnen privater Musikschulen in Sachsen und Mitteldeutschland 1870–1920. Logos Verlag, Berlin 2022.
- Claudia Schweitzer: „… ist übrigens als Lehrerin höchst empfehlungswürdig“. In: Kulturgeschichte der Clavierlehrerin. (= Schriftenreihe des Sophie Drinker Instituts. Band 6). Bis-Verlag der Carl von Ossietzky Universität, Oldenburg 2007, ISBN 978-3-8142-2124-3. (Online-PDF)

Gender Gap / Musikbranche
- Anne-Marie Bernhard, Martina Bick, Susanne Wosnitzka: Frauen, die den Ton angeben – zwischen Spitzenleistungen und Gender(pay)gaps. In: Digitales Deutsches Frauenarchiv, Artikel vom 28. Mai 2020.

- Ute Büchter-Römer: Spitzenkarrieren von Frauen in der Musik (= Edition Top Music). Ricordi & Co., Bühnen- und Musikverlag, München 2011, ISBN 978-3-9807515-9-9 (Inhaltsverzeichnis).
- Sami Fong: Closing the Music Industry Gender Gap. In: Backstage Pass. Band 2, Nr. 1, Artikel 15 (englisch; University of the Pacific, Kalifornien; online auf pacific.edu).
- Melissa Panlasigui: Women in High-Visibility Roles in German Berufsorchester, musica femina münchen / Archiv Frau und Musik Frankfurt am Main, 2021 (Online-PDF).
- Juno Rothaug: Facts & Figures Vol. 2 2020. Herausgegeben von Music Women* Germany (RockCity Hamburg e. V.). Hamburg 2020 (deutschsprachig; PDF: 2,1 MB, 34 Seiten auf musicwomengermany.de).

Theorien: Geschlecht/Geschlechterdualismus
- Sabine Doyé, Marion Heinz, Friederike Kuster (Hrsg.): Philosophische Geschlechtertheorien. Ausgewählte Texte von der Antike bis zur Gegenwart. Philipp Reclam jun., Stuttgart 2002, ISBN 978-3-15-018190-4.
- Judith Förner: Musikalische Mädchen(t)räume. Die Bedeutung der weiblichen Adoleszenz für die Ausbildung musikalisch-künstlerischer Produktivität. (Frauen, Gesellschaft, Kritik, Band 33). Centaurus-Verlagsgesellschaft, Herbolzheim 2000, ISBN 3-8255-0250-3.
- Rebecca Grotjahn, Freia Hoffmann: Geschlechterpolaritäten in der Musikgeschichte des 18. bis 20. Jahrhunderts. Centaurus Verlag 2002, ISBN 978-3-8255-0330-7.
- Ursula Scheu: Wir werden nicht als Mädchen geboren – wir werden dazu gemacht. Zur frühkindlichen Erziehung in unserer Gesellschaft (Die Frau in der Gesellschaft). Fischer, Frankfurt am Main 2000, ISBN 978-3-596-21857-8. (1. Aufl. 1977)

Theorien: Autorschaft und Biographik unter Geschlechterperspektive
- Beatrix Borchard: Storytelling oder Lücken markieren? Joseph und Amalie Joachim – Nachdenken über den Umgang mit biographischem Material. In: Grażyna Jurewicz und Marie Schröder (Hrsg.): Jüdische Leben erzählen: Biographische Werkstattberichte (= Jüdische Kulturgeschichte in der Moderne, Bd. 30, hrsg. von Joachim Schlör.). Berlin: Neofelis 2023, S. 25–54.
- Sigrid Nieberle: FrauenMusikLiteratur. Deutschsprachige Schriftstellerinnen im 19. Jahrhundert. Stuttgart: Metzler, 1999.
- Melanie Unseld: Biographie und Musikgeschichte. Wandlungen biographischer Konzepte in Musikkultur und Musikhistoriographie. Böhlau Verlag Köln, Weimar, Wien 2014, ISBN 978-3-412-22276-5

## Klingende Beispiele
- Tonträger aller Epochen: Die Frau als Komponistin im Archiv Frau und Musik

Auf YouTube:

### Frühe Musik
- Kassia byzantinische Hymnen auf YouTube

### Italienische Renaissance
- Eleonora d’Este: Neuentdeckung von Laurie Stras der Nonne Eleonora d’Este, Tochter Lukrecia Borgias
- Maddalena Casulana Mezari: Sopran und Laute
- Vittoria Raffaella Aleotti: Vocalensemble

### Barock konzertant
- Wilhelmine von Bayreuth Cembalokonzert g-Moll 1. Satz: Allegro

### Barockoper
- Élisabeth Jacquet de La Guerre Oper Cephale et Procris
- Wilhelmine von Bayreuth Eingangschor aus der Oper Argenore

### Italienischer Barock
- Francesca Caccini: Ciaconna
- Barbara Strozzi: Mariana Flores Sino alla morte
- Isabella Leonarda Violinsonate mit Basso continuo. Ensemble 1696 Magnificat

### Französischer Barock
- Élisabeth Jacquet de La Guerre: Sonate d-Moll für Vl., Gambe und Cembalo

### Rokoko
- Anna Bon di Venezia: Flötentrio 1759
- Anna Bon di Venezia: Flötensonate 1756

### Klassik
- Francesca Lebrun: Sonaten für Violine und Hammerflügel

### Romantik
- Fanny Hensel Klaviermusik mit einer Aufnahme der Pianistin Daniela Willimek
- Louise Farrenc Sinfonie Nr.3 (1847)

### Lili Boulanger, Anfang 20. Jahrhundert
- Lili Boulanger (1893–1918): Pie Jesu, Hymne Au Soleil (1911), D'un Jardin für Klavier, Nocturne für Klavier und Violine (+historische Fotos)

### Weltweit
- indische Vina Spielerin, Gemälde 1720 Zum Anhören
- Indische Sitarspielerin
- Lusine Zakarya: Klassischer armenischer Gesang

### Avantgarde des 20./21. Jahrhunderts
- Grete von Zieritz (1899–2001) Concertino 1987, Philharmonisches Oktett Berlin, auf YouTube
- Sofia Asgatowna Gubaidulina (1931–2025) De Profundis für Akkordeon, live auf YouTube, Teil 1 Teil 2
- Pauline Oliveros (1932–2016) A Love Song für Gesang plus Instrumente, auf YouTube
- Meredith Monk (* 1942) Stimmtechniken a mystik fire, live auf YouTube
- Meredith Monk Vow für Stimme, Cello, Bratsche und Violine, auf YouTube
- Adriana Hölszky (* 1953) String Quartet On Schubert 1989/90 (1/2), auf YouTube
- Laurie Anderson (* 1947) in concert at Luminato, Ensemble live auf YouTube
- Mamoru Fujieda (* 1955) Gyro Tango für Klavier, 1995